# Stoneham-et-Tewkesbury
Pour les articles homonymes, voir Stoneham (homonymie).
Stoneham-et-Tewkesbury est une municipalité de cantons unis de la province de Québec située dans la municipalité régionale de comté de La Jacques-Cartier, région administrative de la Capitale-Nationale, en périphérie de Québec. Elle est située à la porte de la réserve faunique des Laurentides et sur la route qui relie Québec à la région du Saguenay–Lac-Saint-Jean.

## Toponymie
Stoneham tire son nom de Stonham Aspal, localité du Suffolk en Angleterre, d'où est parti le pasteur anglican Philip Toosey pour venir s'établir en 1785 dans la province de Québec et plus tard fonder le canton. Littéralement, le nom Stonham (*Stānhām en vieil anglais) signifie « village bâti en pierre » ou « hameau établi près des rochers ». Sur la carte de Gale et Duberger de 1795, apparaît déjà la graphie Stonham.
Tewkesbury quant à lui est un nom emprunté à une localité du Gloucestershire en Angleterre, lieu d'origine de Kenelm Chandler qui s'est fait concéder les terres de la région en 1764. Le nom Tewkesbury est attesté au Moyen Âge sous les formes Teodecesburg, puis Teodekesberie. Il s'agit d'un toponyme basé sur l'élément vieil anglais burg, burh « ville fortifiée, fort, château », devenu -borough et -bury dans les noms de lieux britanniques modernes. Il est vraisemblablement précédé d'un anthroponyme anglo-saxon en Ðēōd- cf. Ðēōd-rēd, évêque anglo-saxon, et Ðēōd-rīc, nom anglo-saxon équivalent de Théodoric. On identifie le nom de personne contenu dans Tewkesbury avec un ermite nommé Theoc ou Theocalius, alors que manifestement ce nom est incompatible avec la nature des formes anciennes qui postulent en faveur d'un nom de personne *Ðēōdec > *Teodec.
Saint-Adolphe tire son nom de l'abbé Ignace-Irénée-Adolphe Légaré, procureur du Séminaire de Québec qui fonda en 1862 une mission sur un territoire qui faisait autrefois partie de la seigneurie de la Côte-de-Beaupré. Cette mission deviendra plus tard le village de Saint-Adolphe et constitue depuis son annexion un quartier de Stoneham-et-Tewkesbury.

## Histoire

### Avant 1790: l'ère des premières nations et des Jésuites
Les amérindiens

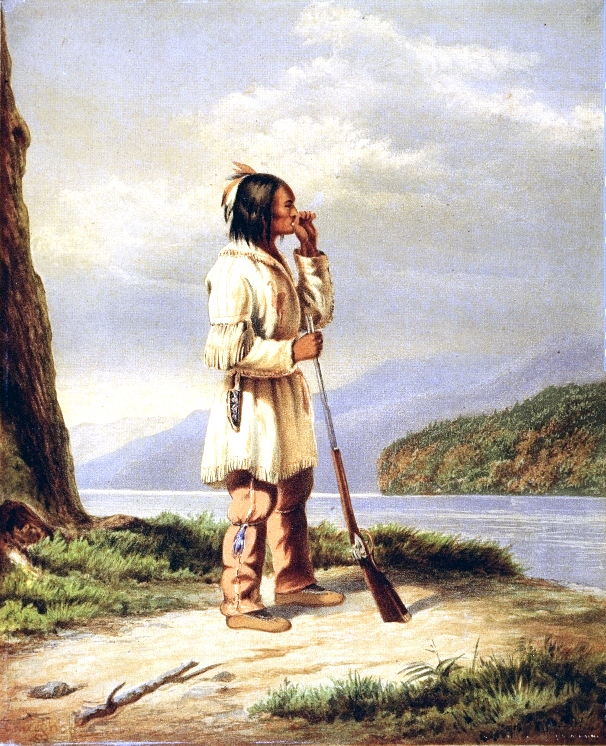
Un chasseur huron de la région appelant l'orignal (Peint par Cornelius Krieghoff)

Le territoire de Stoneham-et-Tewkesbury fut longtemps parcouru par les peuples Montagnais (aujourd'hui les Innus) qui y exerçaient des activités de chasse et de pêche. De façon sporadique, il était visité pour les mêmes raisons par les Iroquois et Algonquins car ces 2 peuples peuplaient le territoire adjacent de la ville de Québec, respectivement aux XVIe et XVIIe siècles. Puis arrivèrent un groupe de réfugiés Hurons qui fin XVIIe se mirent sous la protection de la colonie française naissante et s'établirent à l'ouest du territoire, à La Jeune-Lorette (Wendake). Ils commencèrent alors à partir du lac Huron (aujourd'hui le Lac St-Charles) à utiliser la rivière des Hurons (d'où le nom) comme accès aux différents territoires de la région, dans le but d'y exercer les activités de chasse, de trappe et de pêche.
Le sentier des Jésuites

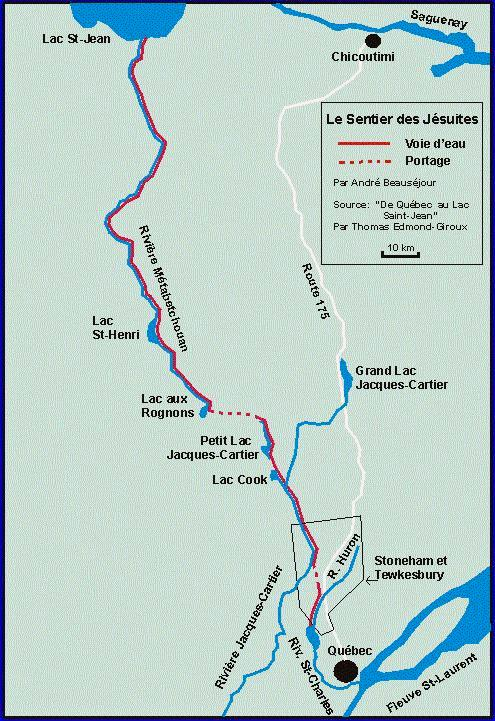
Itinéraire du sentier des pères Jésuites.

Au XVIIe siècle, le territoire fut aussi l'hôte du sentier des Jésuites qui permettait aux pères Jésuites d'avoir accès au Saguenay-Lac-St-Jean en empruntant des sentiers qui longeaient de petits cours d'eau, tout en pratiquant du canotage, des portages, et en faisant de la cordelle. Le sentier sillonnait le territoire de la municipalité du sud au nord en commençant son parcours au Lac St-Charles et avec l'aide de guides Hurons, on empruntait la rivière des Hurons et on remontait un affluent, le ruisseau Durand jusqu'aux Trois-Petits-Lacs, puis on atteignait le lac Lagon à Tewkesbury.

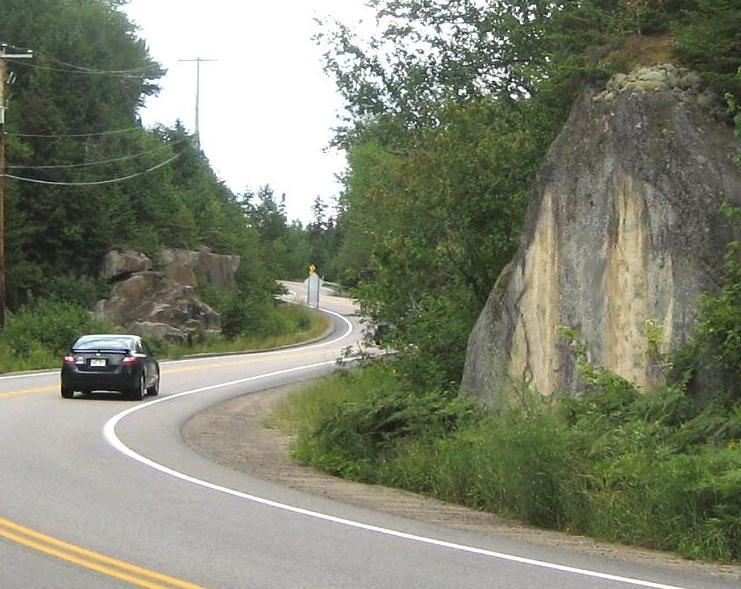
La grosse roche sur le chemin Tewkesbury.

Rendu à la grosse roche, point de repère géographique et relais-camping des Amérindiens, les accompagnateurs Montagnais prenaient alors la relève des Hurons. De là on portait jusqu'à la rivière Jacques-Cartier, qu'on remontait jusqu'à l'estuaire de la rivière Cook. On suivait alors celle-ci jusqu'au lac du même nom. De là, on atteignait le Petit Lac Jacques-Cartier et un dernier et très long portage se faisait jusqu'au Lac aux Rognons qui donnait accès à la rivière Métabetchouane qui avec ses 128 km permettait un accès direct au Lac St-Jean. En été, on mettait 3 jours à parcourir l'itinéraire, le trajet d'hiver étant beaucoup plus long car effectué en raquette à neige.

#### Fouilles archéologiques
Depuis quelques années, on procède à des inventaires et des fouilles archéologiques dans le parc naturel des Marais du Nord, situé à l'embouchure de la rivière des Hurons dans le Lac St-Charles. Ces recherches ont permis de découvrir de nombreux indices de présences amérindiennes datant des années 500 à aujourd’hui et démontrent que l'endroit fut durant cette période un site de camping pour les Amérindiens transitant dans la région. Certains artéfacts dateraient même de plus de 4000 ans.

### 1790-1871: l'ère des fondateurs et des défricheurs

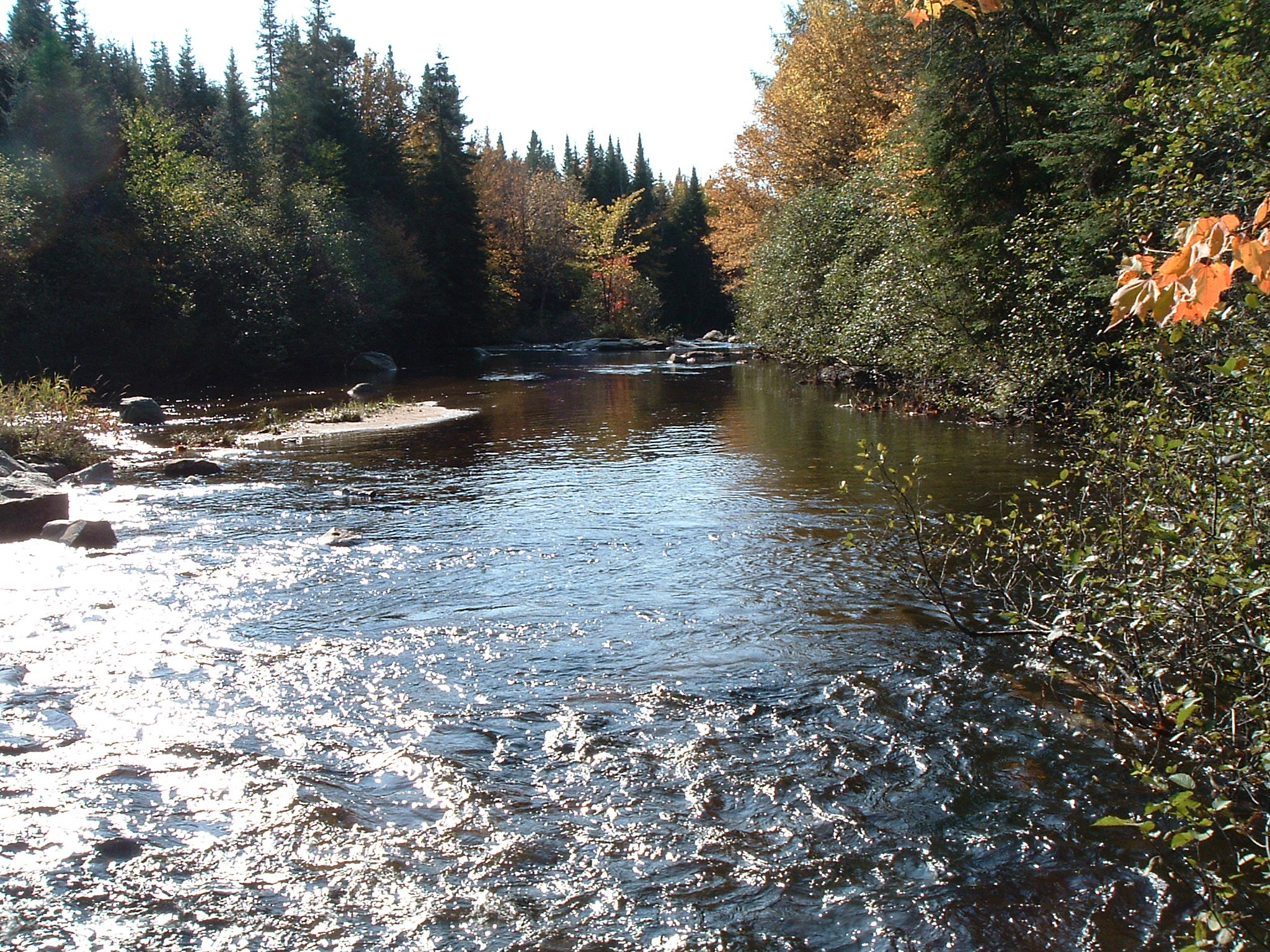
La rivière des Hurons était la seule voie d'accès à la Stonham Lodge avant la construction de la 1re route vers 1815.

#### Le canton de Tewkesbury
C'est en 1764 que Kenelm Chandler s'établit au Québec et se fera bientôt concéder 9713 ha de terrain dans la région de Tewkesbury. Il n'occupera jamais ces lieux car son but était de les utiliser pour fins de spéculation. Bien vite il décèdera et ces terres se retrouveront entre les mains de sa veuve, puis d'un autre spéculateur ce qui retardera le peuplement de Tewkesbury durant de nombreuses années.

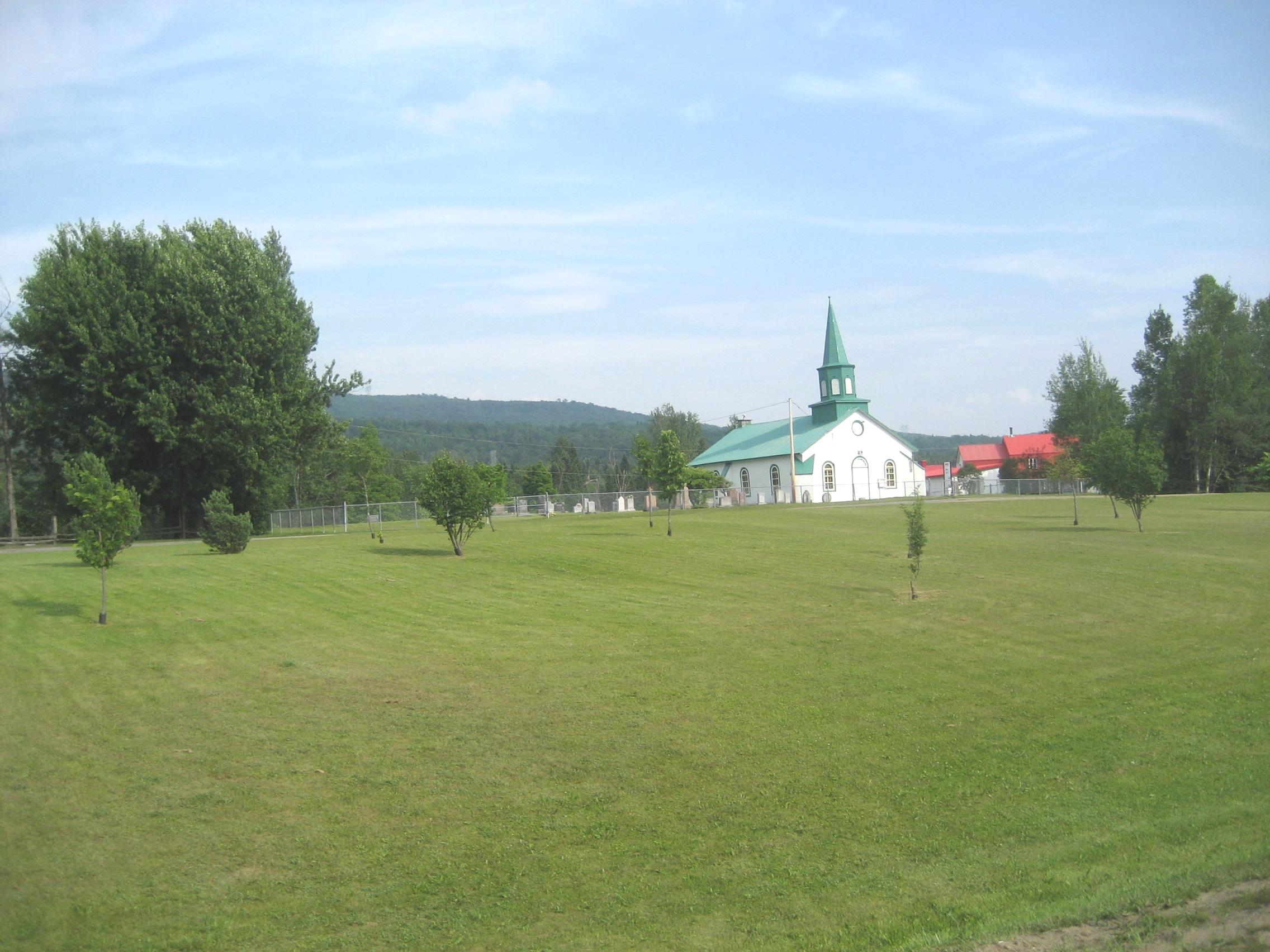
On érigera en 1839 l'église St-Peter sur ce site où Philip Toosey avait établi en 1794 la première ferme des cantons

#### Le canton de Stoneham
En 1790, on attribua à un autre Anglais, le révérend Philip Toosey, une vaste terre sise dans l'actuel territoire de Stoneham. En 1791, celui-ci entreprit le défrichement de 2833 ha de cette terre, son matériel et ses gens étant amenés sur place par canotage sur la rivière des Hurons qui était alors la seule voie de communication. C'est l'année suivante que le canton de Stoneham et celui de Tewkesbury virent leurs mandats d'arpentage attribués. Selon l'arpenteur Jeremiah MacCarthy qui avait parcouru les lieux, les 2 cantons ne pouvaient accueillir plus de 20 colons pour fins d'agriculture, la plupart des terres étant incultes et montagneuses. Néanmoins, Philip Toosey construisit en 1794 la première ferme de la région qui possédait selon ses dires la plus grande étable au Canada et qu'il baptisa la Stonham Lodge. Les manœuvres amenés d'Angleterre pour défricher s'y installèrent dans des cabanes en bois rond mais le révérend Toosey mourut subitement en 1797. Kenelm Chandler (Voir plus haut) se retrouve alors administrateur de la succession. Il fait construire en 1802 un pont reliant la ferme à une route récemment ouverte depuis Charlesbourg. Malheureusement, Chandler meurt à son tour en 1803. Le développement du canton se retrouve donc retardé lui aussi. Ce ne sera vraiment qu'entre 1815 et 1825 avec l'avènement d'une récession importante touchant les îles Britanniques que des familles irlandaises, anglaises et écossaises viendront à s'établir dans le canton de Stoneham.

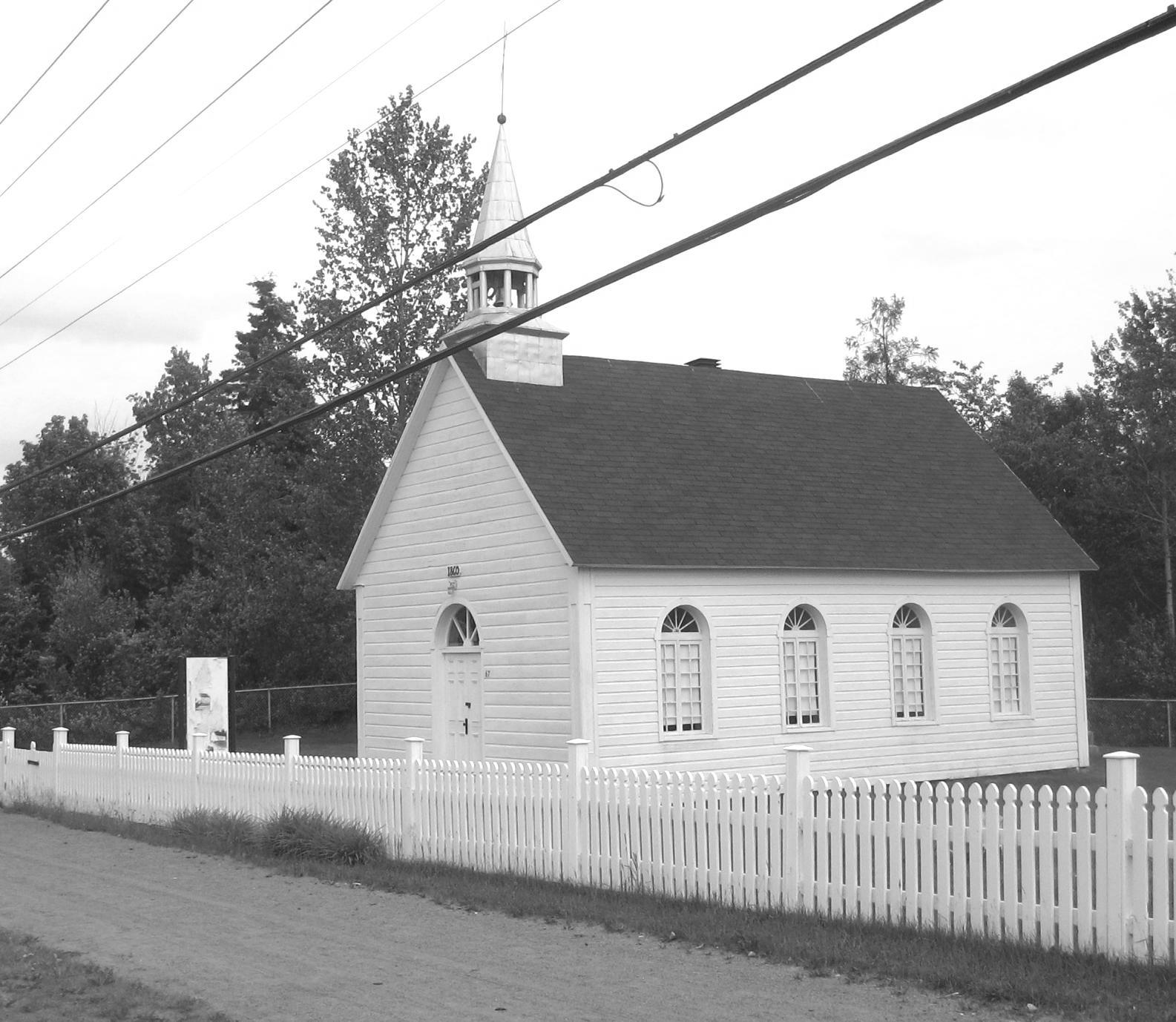
Chapelle presbytérienne Campbell Hall

#### Les protestants
La première église anglicane verra le jour à Stoneham en 1830. Le recensement de 1831 fait état de 175 habitants dans les cantons : 32 familles originaires des îles Britanniques habitent à Stoneham dont les familles souches : Craig, McKee, Dunn, Mackeown et Murphy. En 1839, on érige l'église anglicane actuelle, l'église St-Peter. En 1860 on construit la chapelle presbytérienne Campbell Hall.

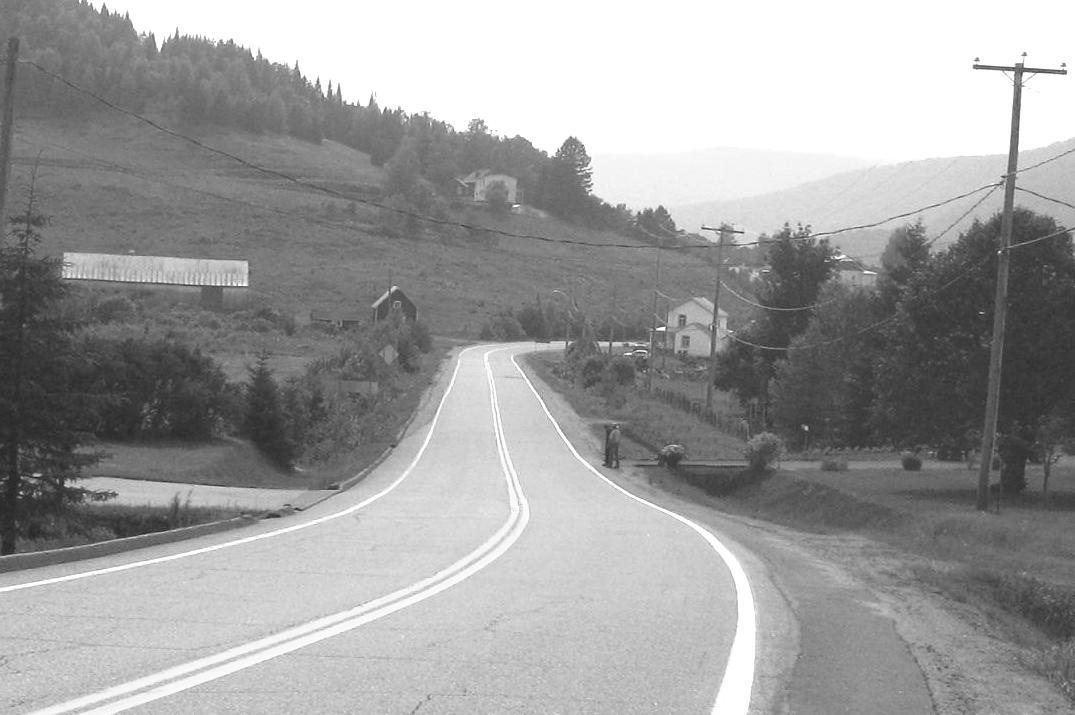
Le vieux Tewkesbury à l'approche de l'emplacement de la première chapelle qui fut érigée en 1854 et démolie dans les années 1980.

#### Les catholiques
Du côté des francophones, les quelques populations présentes sur le territoire lors du recensement de 1831 sont à l'époque regroupées à Tewkesbury dont plusieurs dans des fermes au lac des Ventres-Rouges. À Stoneham, la première chapelle catholique ne sera érigée qu'en 1842 mais en 1850, à la suite de l'arrivée de nombreux colons canadiens-français et la présence de plusieurs Irlandais catholiques, on fonde la paroisse catholique Saint-Edmond-de-Stoneham en l'honneur du saint : Edmund Rich de Canterbury en Angleterre, celui-ci ayant été ironiquement choisi parce que les lieux avaient été colonisés par des Anglais.

#### Institutions
L'année 1854 verra l'ouverture du bureau de poste de Stoneham et l'année suivante l'érection de la première chapelle de Tewkesbury. Finalement, c'est en 1855 avec une population de 300 personnes que la municipalité prendra la dénomination de cantons unis de Stoneham-et-Tewkesbury (United township municipality of Stoneham-and-Tewkesbury).

#### St-Adolphe
À la fin de cette ère, le village de St-Adolphe qui sera annexé un siècle plus tard par les cantons-unis, compte déjà 500 habitants qui vivent principalement d'agriculture. Ce chiffre qui était à l'époque équivalent à celui de la population des cantons-unis, sera vite dépassé par celui-ci car il plafonnera pendant les 150 années suivantes, les terres agricoles étant toutes occupées dès 1854. Les familles souches fondatrices de St-Adolphe seront les Cloutier, Lafond et Brindamour.

#### 1871-1951: l'ère de l'industrie forestière

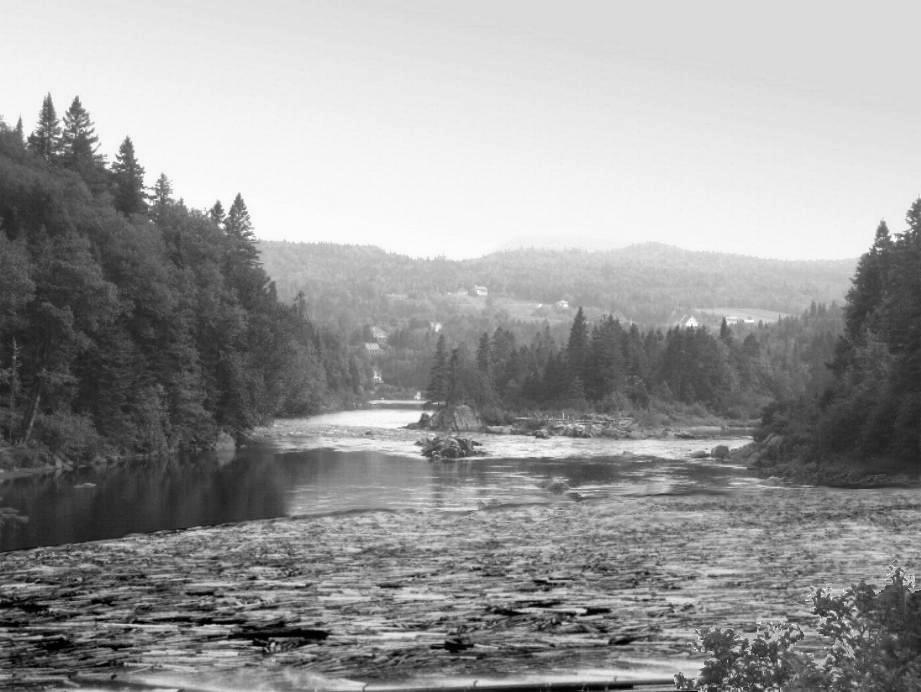
Flottage de bois sur la rivière Jacques-Cartier.

##### La drave
Au début de cette ère, le principal moteur économique est déjà l'exploitation forestière. Au tournant du siècle, dans le secteur de Tewkesbury, on exerce la drave sur la rivière Jacques-Cartier afin d'expédier par les eaux le bois coupé en direction du moulin à scie de Donnacona mais la situation est plus difficile à Stoneham car la rivière des Hurons qu'on tente d'utiliser à cette fin a un débit plutôt faible, aléatoire et son parcours est passablement sinueux.

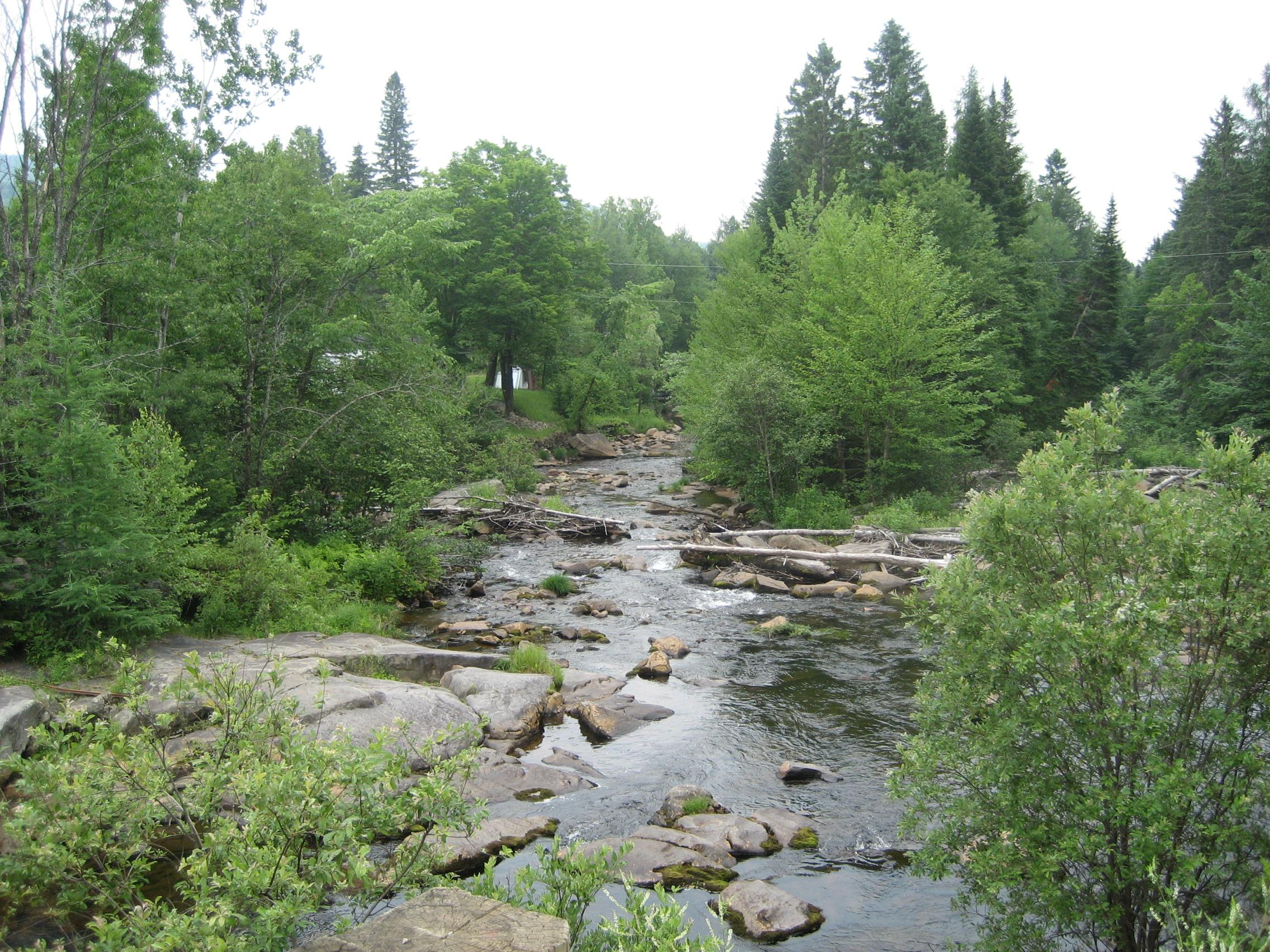
La rivière des Hurons vue du pont du chemin Crawford.

##### Le chemin de fer
L'avènement d'une ligne de chemin de fer en 1912 reliant le village de Stoneham à Loretteville constitue l'amorce d'une première exploitation intensive de la forêt.
Un barrage est alors érigé sur la rivière Huron à la hauteur de ce qui est aujourd'hui l'entrée du club de golf, afin de recevoir le bois flottant provenant de St-Adolphe et ainsi de l'expédier par chemin de fer en direction de Québec. Les compagnies forestières Price Brothers and Company, Brown Corporation, Donnacona Paper et Domtar prospèreront dans la région et certaines laisseront leur empreinte dans le paysage urbain de Stoneham en érigeant maisons (pour leurs employés), bureaux, entrepôts et même un petit hôtel au village. Plus tard, grâce au transport ferroviaire, on entreprendra aussi l'extraction de pierre de gravier brut. En plus de ces industries, plusieurs habitants s'adonneront à une agriculture de subsistance et on exploitera pendant un temps une usine de potasse. L'apogée de cette ère forestière verra l'exploitation de 20 moulins à scie dans l'ensemble du territoire.

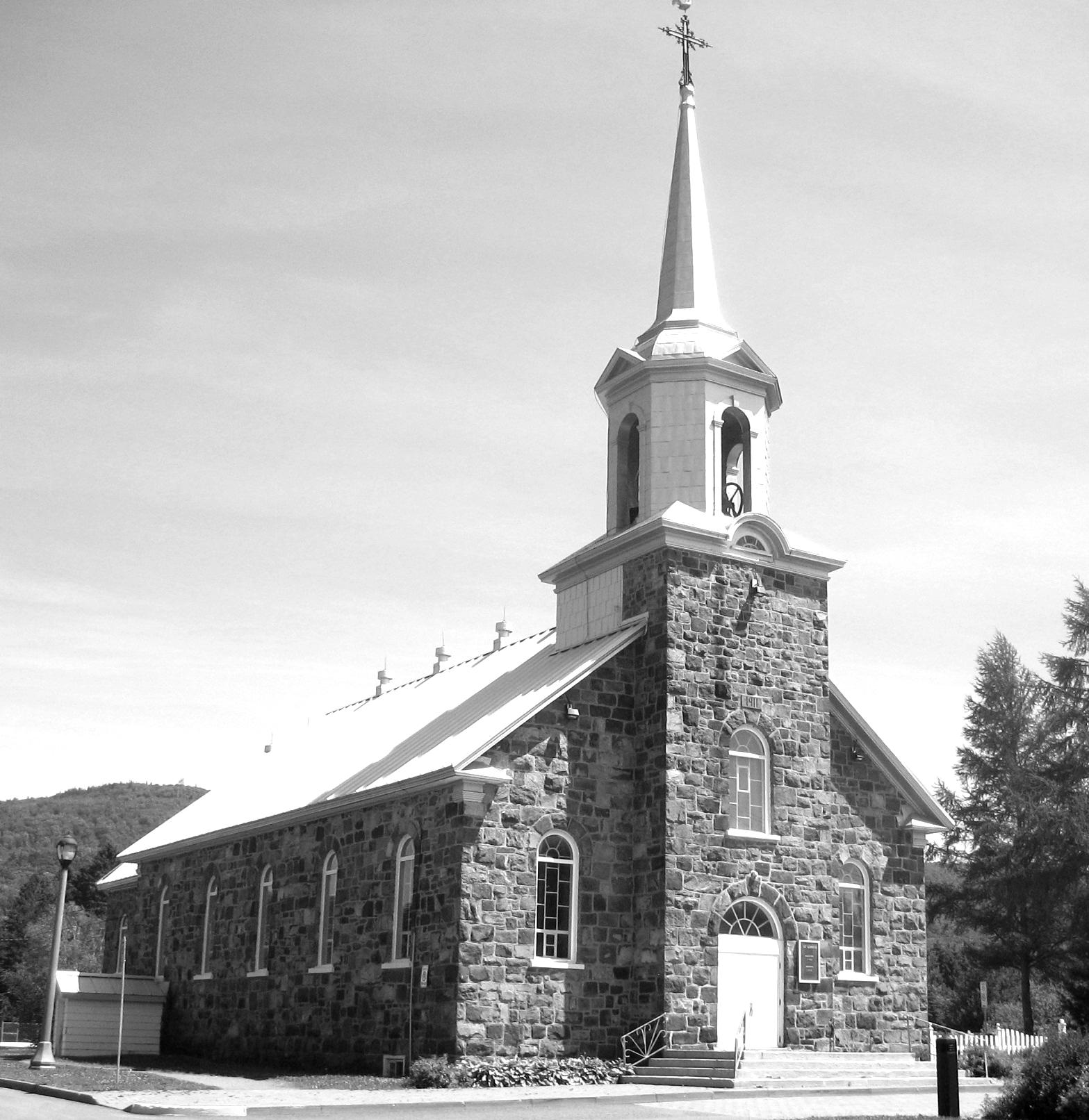
L'église St-Edmond construite en 1911

#### Institutions et services
Sur le plan des services à la communauté, soulignons l'établissement d'un bureau de Poste à Tewkesbury en 1880. Sur le plan religieux, l'année 1871 verra le remplacement de la chapelle catholique de Stoneham par une première église. Celle-ci, incendiée en 1911 sera remplacée par l'église actuelle. Au niveau scolaire, notons la présence de 4 écoles de rangs catholiques dans cette période et en 1905 l'ouverture d'un couvent près de l'église St-Edmond tenu par les Sœurs de Notre-Dame du Perpétuel Secours où on dispensera l'enseignement et qui fera fermer une après l'autre les 4 écoles de rang. En 1934 on inaugure un service de navette liant Stoneham à Québec et qui desservira la population pendant près de 40 ans. L'année 1943 verra la fondation de la Caisse populaire Desjardins de Stoneham.

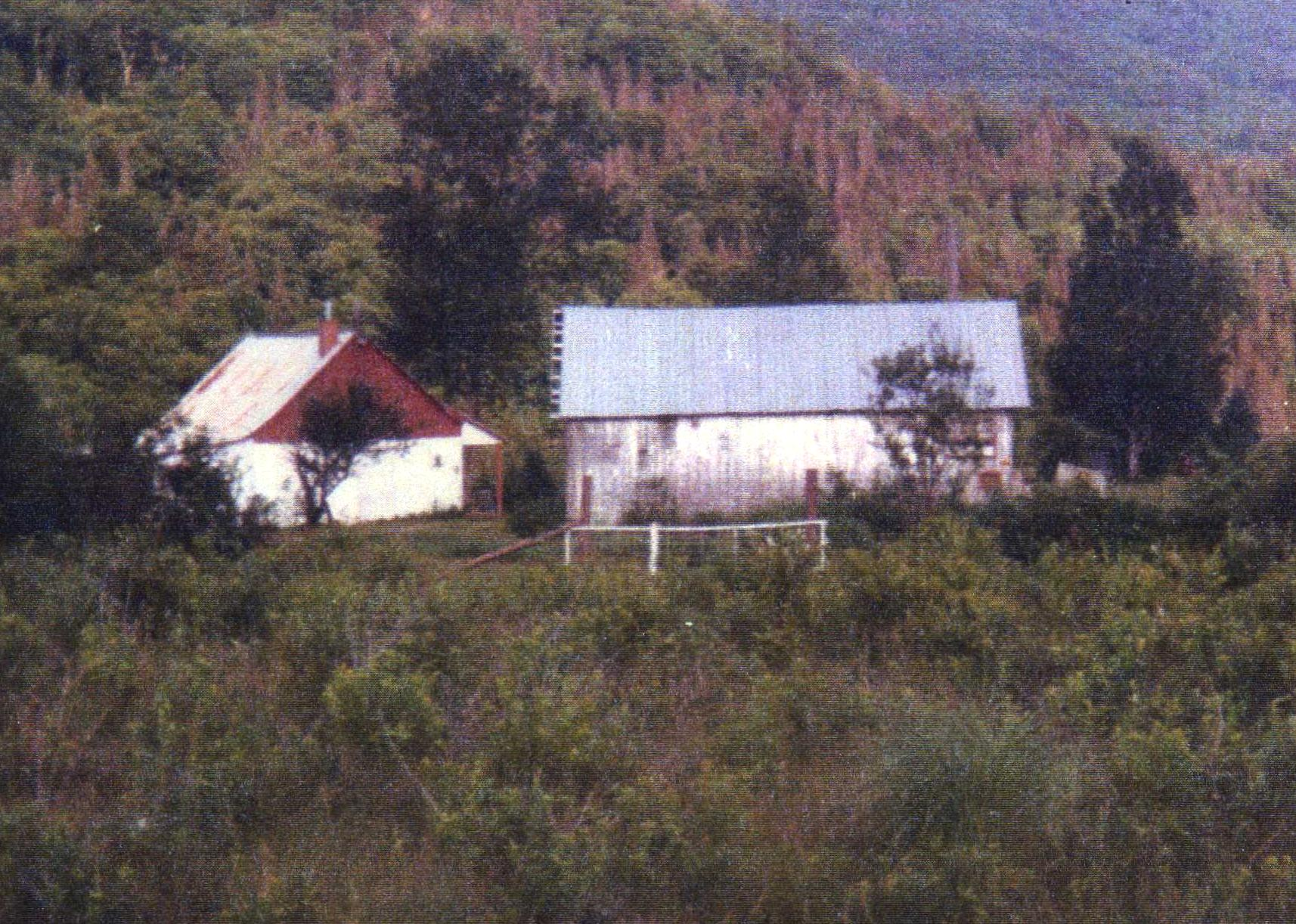
Maison ancestrale des Falardeau qui s'établirent dès 1831 à Tewkesbury. La dernière génération habitant cette demeure verra la naissance de 14 enfants.

#### Population
Lors du recensement de 1871, on retrouve des populations passablement équivalentes à Stoneham (360 habitants) ainsi qu'à Tewkesbury (280 habitants). Ces années verront l'implantation de plusieurs familles souches francophones: Bureau, Falardeau, Filion, Mailly, Pageau, Plamondon, Pépin et Plante. Durant ces 80 ans, le chiffre de la population est étonnamment stable, n'augmentant que de 393 âmes tandis que la population canadienne augmente de 270 % durant cette période. On remarquera même une diminution (infime) de la population entre 1941 et 1956, les nouvelles générations ayant tendance à s'expatrier vers Québec faute de trouver un travail sur le territoire ou une terre agricole à exploiter.

### 1951-1981: l'ère de l'automobile et du réseau routier
La route 175

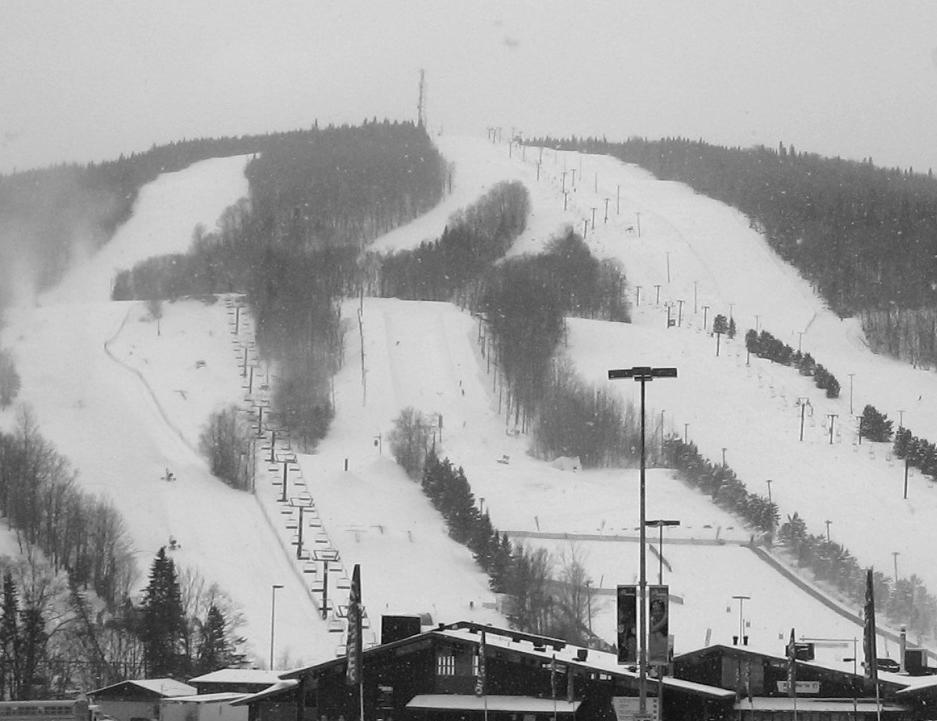
En 1963, débuts de la station touristique Stoneham.

L'année 1951 voit l'achèvement de la route 175 reliant Québec et le Saguenay-Lac-St-Jean et qui traverse le territoire la municipalité sur plus de 30 km. La route est alors nommée Boulevard Talbot en l'honneur d'Antonio Talbot, député de Chicoutimi et ministre de la Voirie sous le gouvernement Duplessis. Les années 1950, 60 et 70 voient une explosion de commerces ayant pour but d'aider les automobilistes empruntant cet axe routier : de très nombreux garages de mécanique, postes d'essence, dépanneurs, restaurants, casse-croûte, vendeurs de pièces d'automobiles, motels et sites de camping voient le jour et procureront à la région de nombreux emplois et ce, jusqu'à ce qu'on améliore le tracé de la route, et que les automobiles se fassent plus fiables. Grâce à ce nouvel accès rapide à Québec, de nombreux villégiateurs auront un accès facilité à la région. Plusieurs chalets se construiront en bordure des rivières Huron et Hibou, et on assistera en 1959 aux débuts du Club de Golf Stoneham, et en 1963 la Station touristique Stoneham verra le jour. En décembre 2022, plusieurs non-conformités sont présentes dans la remontée mécanique.

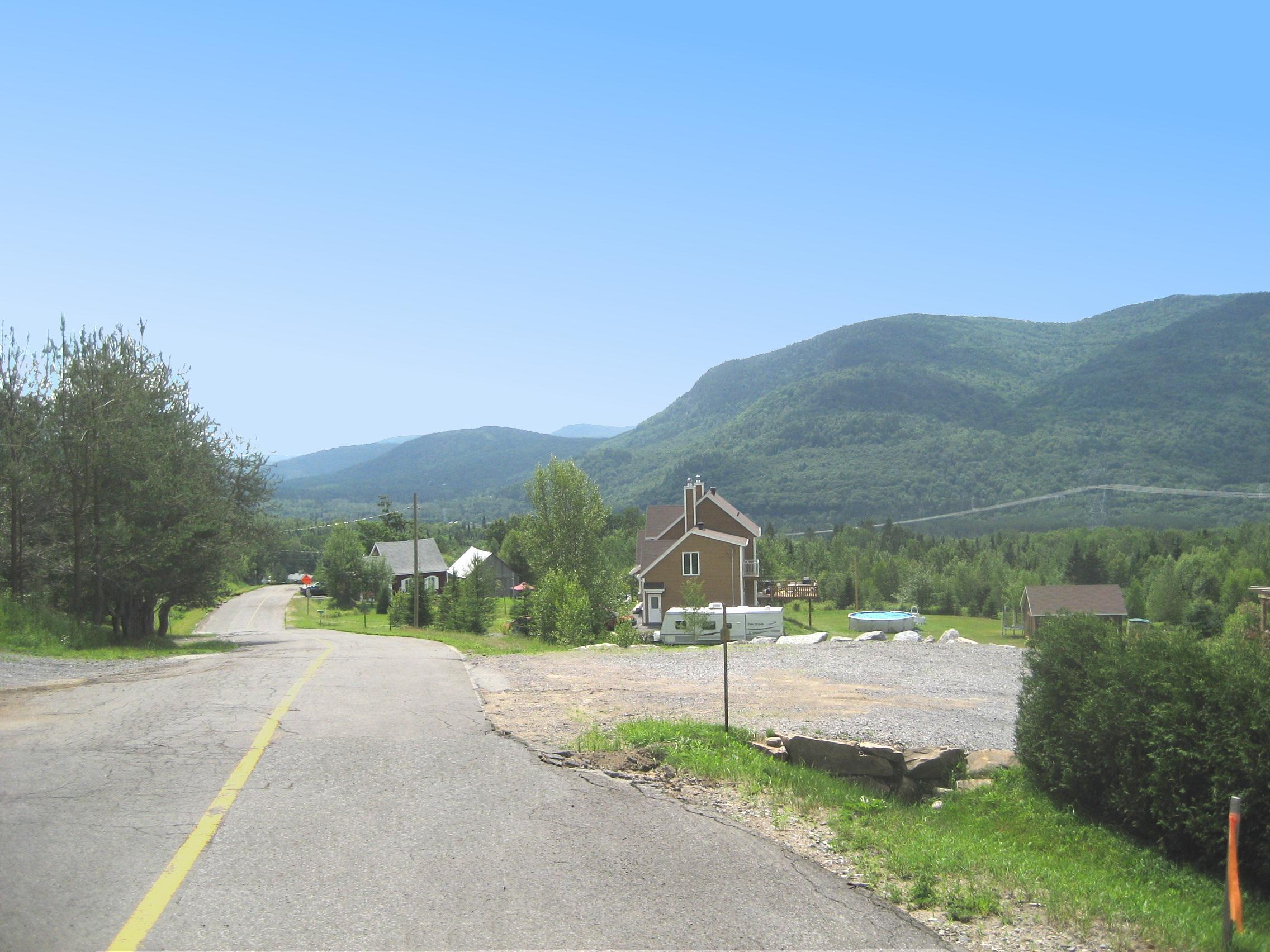
En 1973, le village de St-Adolphe est annexé.

#### Explosion démographique
Durant ces 3 décennies, le chiffre de la population qui était très stable, fait plus que tripler. Le nouvel accès routier a amené de nouveaux résidents à s'établir à Vertmont-sur-le-Lac, dans le secteur du centre de ski, dans plusieurs parcs de maisons mobiles, ainsi qu'au village de Stoneham. Mais l'augmentation importante de la population est aussi le résultat de l'annexion en 1973 du village voisin de St-Adolphe. Avant cette date, le village était rattaché à la municipalité de l'Ange-Gardien où on payait des taxes mais dont on ne recevait aucun service, en plus de ne pas avoir de lien routier. À la suite des pressions des citoyens de Saint-Adolphe, ceux-ci obtinrent en 1973 l'annexion de leur territoire aux cantons-unis de Stoneham-et-Tewkesbury. Depuis cet instant, la municipalité occupe le territoire qui la définit actuellement comme étant l'une des plus étendues en superficie au Québec soit 684,75 km2.

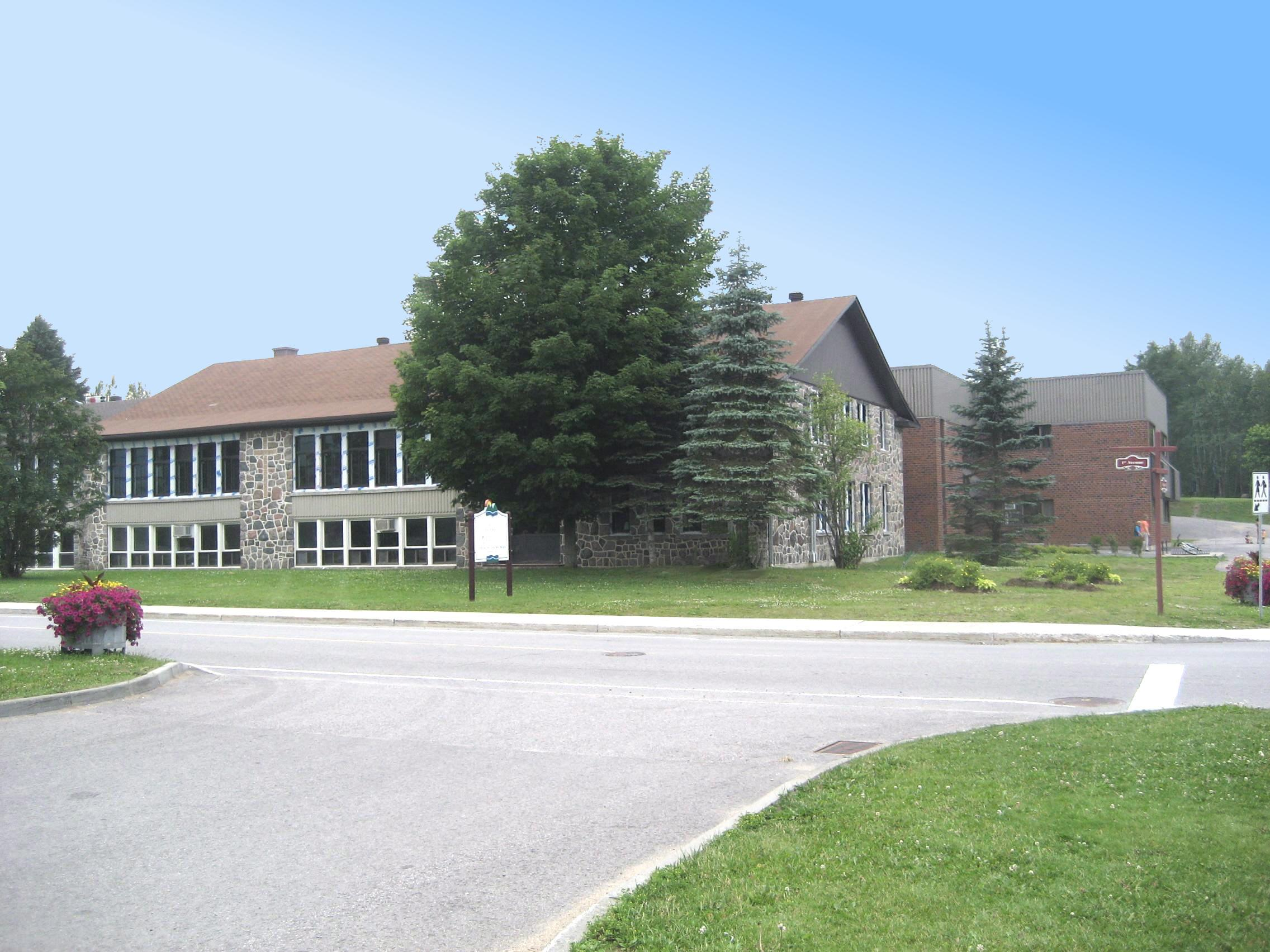
L'école du Harfang-des-Neiges.

L'année 1975 confirme le déclin de l'industrie forestière par la fermeture des bureaux et installations de la compagnie forestière Domtar à Stoneham. Les entrepôts deviennent alors propriété de la municipalité et sont encore utilisés aujourd'hui comme garage municipal et hébergent aussi le service des travaux publics. Cette même année verra aussi la fin des activités de drave sur la rivière Jacques-Cartier et le démantèlement du réseau ferroviaire se fera dans la même période. Ces 2 modes de transport du bois seront remplacés par l'utilisation plus pratique et économique de camions sur le réseau routier.

### 1981 à aujourd'hui: l'ère récréo-touristique
Parcs de conservation

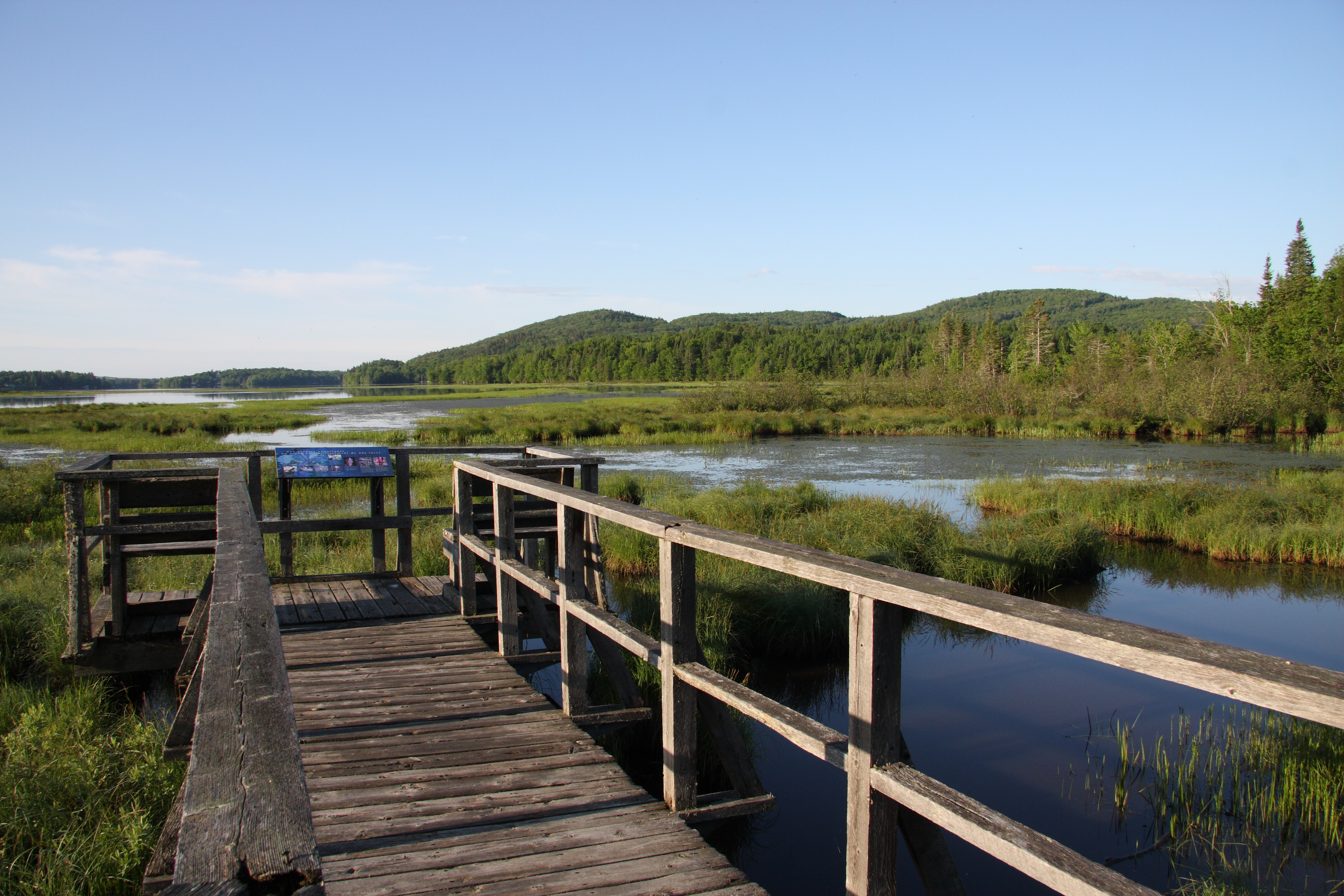
Parc naturel des Marais du Nord

En 1981 avec la nouvelle loi sur les parcs, le parc national de la Jacques-Cartier fut créé. Cette décision faisait suite aux pressions de la population visant à conserver à l'état naturel cette portion de la vallée de la rivière Jacques-Cartier dont l'intégrité était en danger. En fait, Hydro-Québec avait prévu dans les années 1970 l'engloutissement de la vallée sous les eaux dans le but d'alimenter une centrale hydroélectrique (projet Champigny). L'année 1995 verra l'inauguration du parc naturel des Marais du Nord qui voit le jour dans un but de protection et conservation des terres humides situées à l'embouchure de la Huron sur le Lac St-Charles. On peut y observer plus de 160 espèces d'oiseaux. En 2002 on permettra au public l'accès au parc de la forêt ancienne du Mont Wright qui a été créé dans un but de sauvegarde de ses écosystèmes forestiers exceptionnels, certains arbres ayant atteint l'âge vénérable de 270 ans.

## Géographie
La municipalité, sise sur les bords de la rivière des Hurons, est encaissée dans un décor boisé et accidenté, constitué du massif laurentien, à la limite nord de Québec dont elle est distante de 25 km (de son centre-ville). La partie propre à Tewkesbury est parcourue par les eaux de la rivière Jacques-Cartier. De très nombreux lacs parsèment le paysage: lacs Beaumont, des Deux-Truites, Drouin, Durand, Lagon, Marcotte, Saint-Vincent, Saint-Guillaume, Savard, des Ventres Rouges, de même que plusieurs rivières: Jacques-Cartier, à l'Épaule, des Hurons et du Hibou. Au sud, une petite section de la municipalité est riveraine au lac St-Charles et une autre au lac Clément.
Finalement, notons qu'on retrouve sur le territoire de très nombreux monts de 700 à 900 m dont les plus connus sont les monts: Wright, Hibou, à l'Épaule et de la Cachée.

### Hydrographie

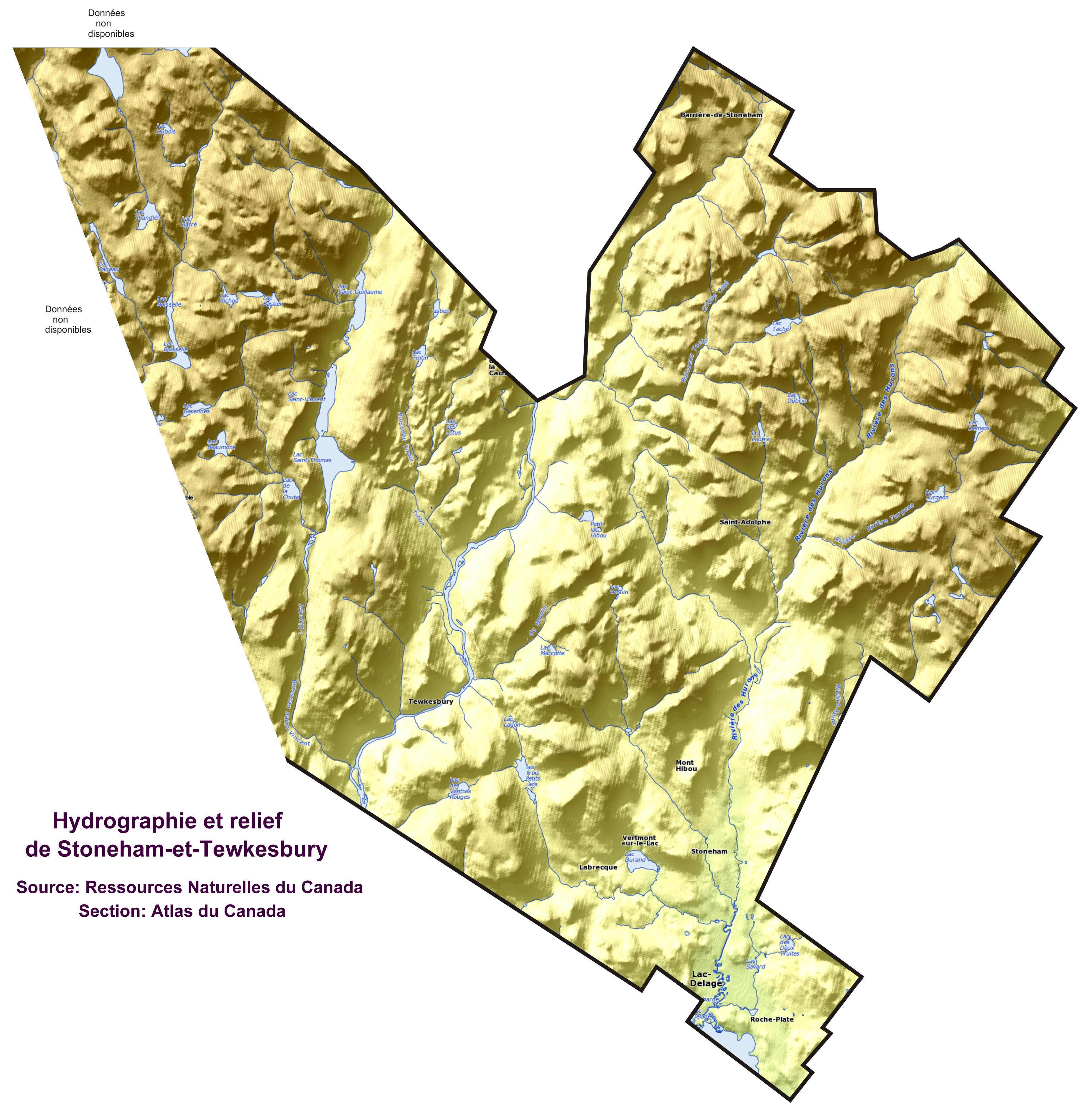
Hydrographie et relief de Stoneham

Les nombreux lacs et cours d'eau de la municipalité se regroupent sur 4 bassins versants :
- celui de la rivière Sainte-Anne. Il est situé à l'extrême nord de la municipalité et couvre peu de territoire.
- celui de la rivière Jacques-Cartier. Celle-ci a comme affluents les rivières Sautauriski et Cachée, les ruisseaux Tintin, du Moulin et Saint-Vincent. On y retrouve les lacs Saint-Thomas, Saint-Vincent et Saint-Guillaume. La population de Tewkesbury vit sur ce bassin versant qui couvre 390 km2[27].
- celui de la rivière Montmorency, au sud-est, qui couvre peu de territoire à partir du crénon de la rivière aux Pins et, dans l'est, par la rivière de l'Île.
- celui du sous-bassin de la rivière des Hurons qui est partie intégrante du bassin de la rivière Saint-Charles. Se déversent dans la rivière des Hurons les eaux des rivières Noire, Hibou et celles de nombreux lacs : Durant, les Trois-petits-lacs, des Deux-truites, Drouin et Savard. Les populations de Stoneham et de Saint-Adolphe occupent ce bassin. La rivière Huron est le plus important tributaire du lac Saint-Charles la principale réserve d'eau potable de la ville de Québec, certaines discussions se font entre Stoneham et Québec en ce qui a trait à l'érosion des berges de ces rivières, ainsi qu'à la gestion des eaux usées dans le bassin versant de la rivière des Hurons (135 km2)[28].

### Géologie
La région est assise sur le bouclier canadien qui est formé de roches précambriennes qui sont restées stables depuis. La surface des roches est généralement ondulée et découpée en vallées. La province géologique reconnue de la région est celle de Grenville et sa catégorie lithologique principale est celle des roches métamorphiques.

### Climat

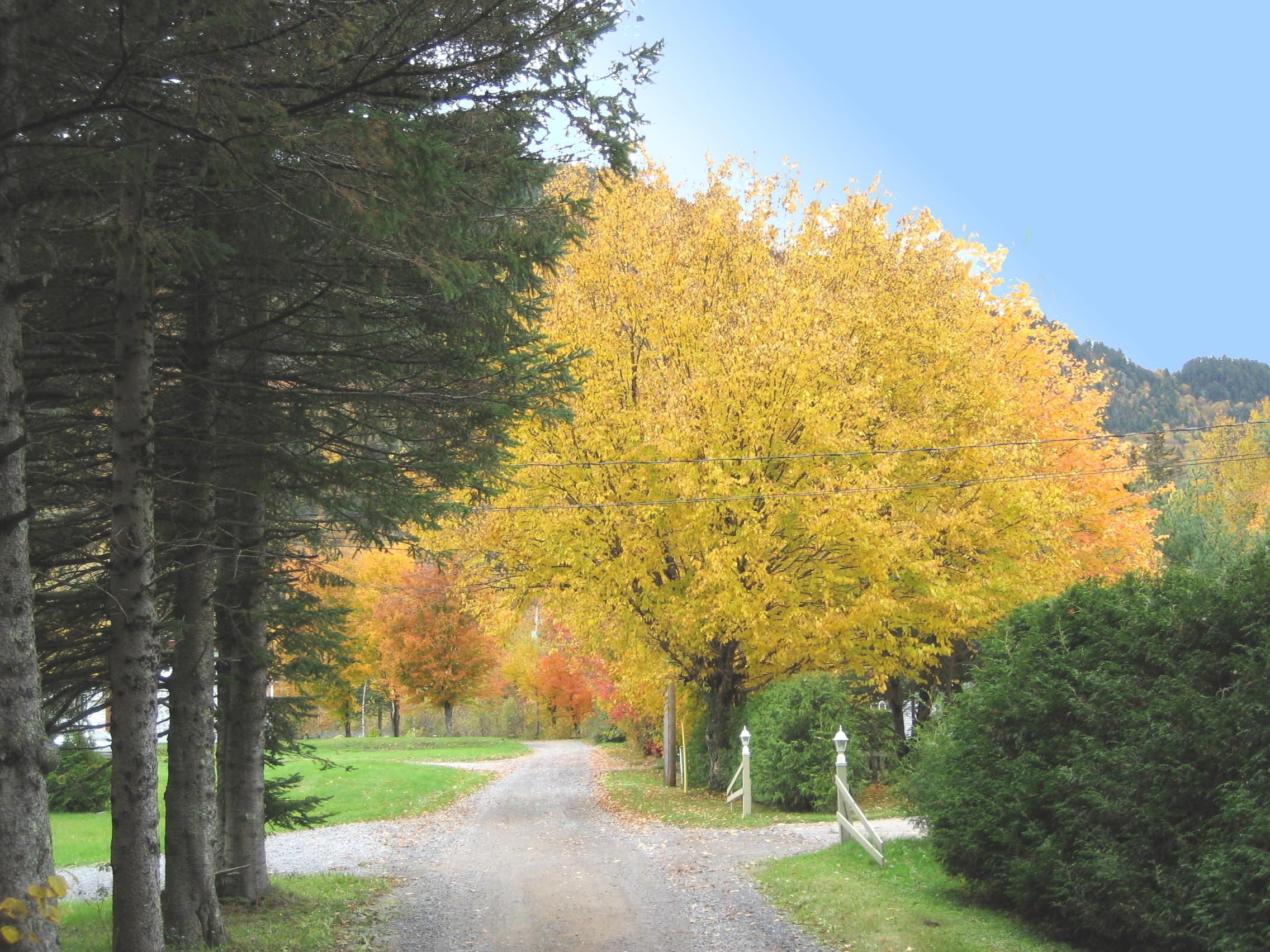

Le climat se caractérise par quatre saisons bien définies. Des étés chauds et humides, avec des maximums pouvant atteindre 45 °C et des hivers froids et humides avec des minimums pouvant atteindre −40 °C. L'hiver est caractérisé par d'abondantes chutes de neige atteignant en moyenne 420 cm par an. Il est fréquent d'obtenir un maximum supérieur de 5 °C à celui du centre-ville de Québec en plein jour, et au contraire de nuit on remarquera fréquemment une température plus froide de 5 à 8 °C par rapport à ce même centre-ville qui n'est pourtant distant que de 25 km.
En octobre, les couleurs automnales attirent de nombreux visiteurs dans la région où se tient le festival Artsmonie d'Automne. Plusieurs artistes exposent leurs œuvres dans ce paysage enchanteur : à Tewkesbury (au parc des Draveurs) ainsi qu'à Stoneham (sur le stationnement de l'église St-Peter).
| Mois                              | jan.  | fév.  | mars  | avril | mai   | juin  | jui.  | août  | sep. | oct.  | nov. | déc.  | année   |
| --------------------------------- | ----- | ----- | ----- | ----- | ----- | ----- | ----- | ----- | ---- | ----- | ---- | ----- | ------- |
| Température minimale moyenne (°C) | −21,9 | −20,5 | −14,3 | −6,2  | 5,3   | 10,6  | 13,4  | 12,4  | 7,2  | −1,9  | −8,8 | −17,6 |         |
| Température moyenne (°C)          | −14,3 | −12,6 | −0,7  | 1,4   | 9     | 14,5  | 20,6  | 15,7  | 10,6 | 4,4   | −2,6 | −10,6 | 2,9     |
| Température maximale moyenne (°C) | −9,6  | −7,6  | −1,5  | 5,1   | 17,1  | 22,2  | 45    | 23,4  | 17,7 | 10,7  | 2,9  | −6,6  |         |
| Record de froid (°C)              | −42   | −41,1 | −37,2 | −31   | −17,8 | −6    | −2,5  | −3,5  | −10  | −21,1 | −30  | −39   | −42     |
| Record de chaleur (°C)            | 10    | 11,7  | 21,4  | 29,9  | 33    | 33,9  | 45,6  | 34,4  | 33,9 | 28,3  | 20   | 13,9  | 45,6    |
| Précipitations (mm)               | 119,7 | 89,2  | 104,8 | 93,2  | 110,3 | 124,4 | 136,8 | 130,4 | 130  | 113,8 | 127  | 130,2 | 1 409,8 |
| dont neige (cm)                   | 98,2  | 79,4  | 64,8  | 23,9  | 1,1   | 0     | 0     | 0     | 0    | 5,5   | 58,7 | 88,1  | 419,7   |

## Démographie

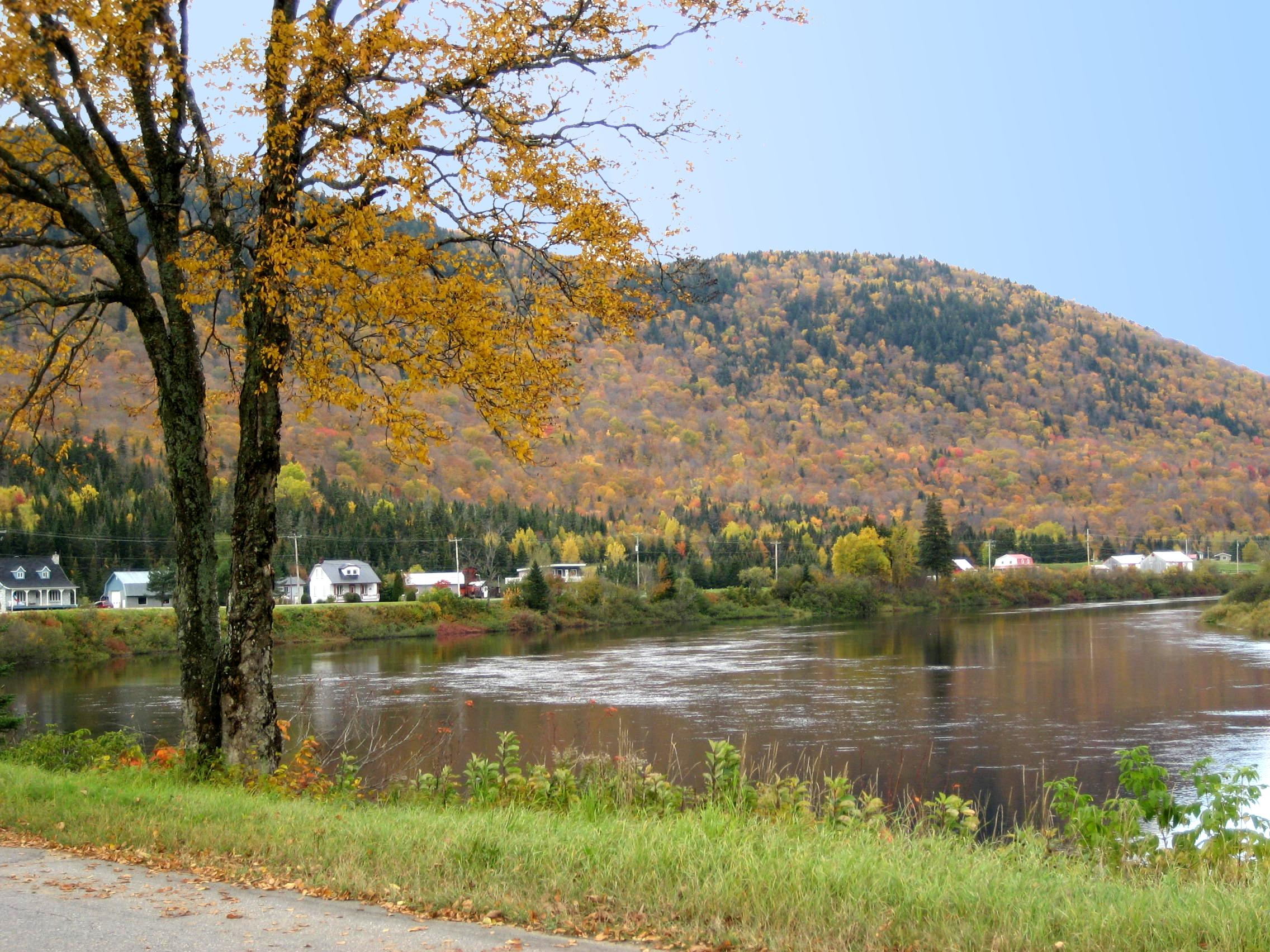
Habitations aux abords de la rivière Jacques-Cartier.

### Population
Durant ces 3 décennies, la population doublera de nouveau à la suite de l'étalement urbain de Québec et à l'arrivée de nouveaux résidents sur le territoire, mais aussi à cause de l'accroissement naturel, la population étant passablement jeune et féconde. Ainsi, en 2009, la municipalité enregistrait 124 naissances pour seulement 19 décès. On notera que dans la période allant du 1er juillet 2008 au 30 juin 2009, Stoneham et sa division de recensement (La Jacques-Cartier) enregistrent la seconde plus forte augmentation de population au Canada, soit 46,1 pour mille habitants.
Une conséquence des 45 dernières années de progression démographique sur le territoire sera la marginalisation et l'assimilation des populations fondatrices anglophones puisqu'en 2006 il n'y avait plus que 1,7 % de locuteurs anglais à la maison dans les cantons-unis alors que cette langue était encore majoritaire au début du XXe siècle.
Le complexe municipal

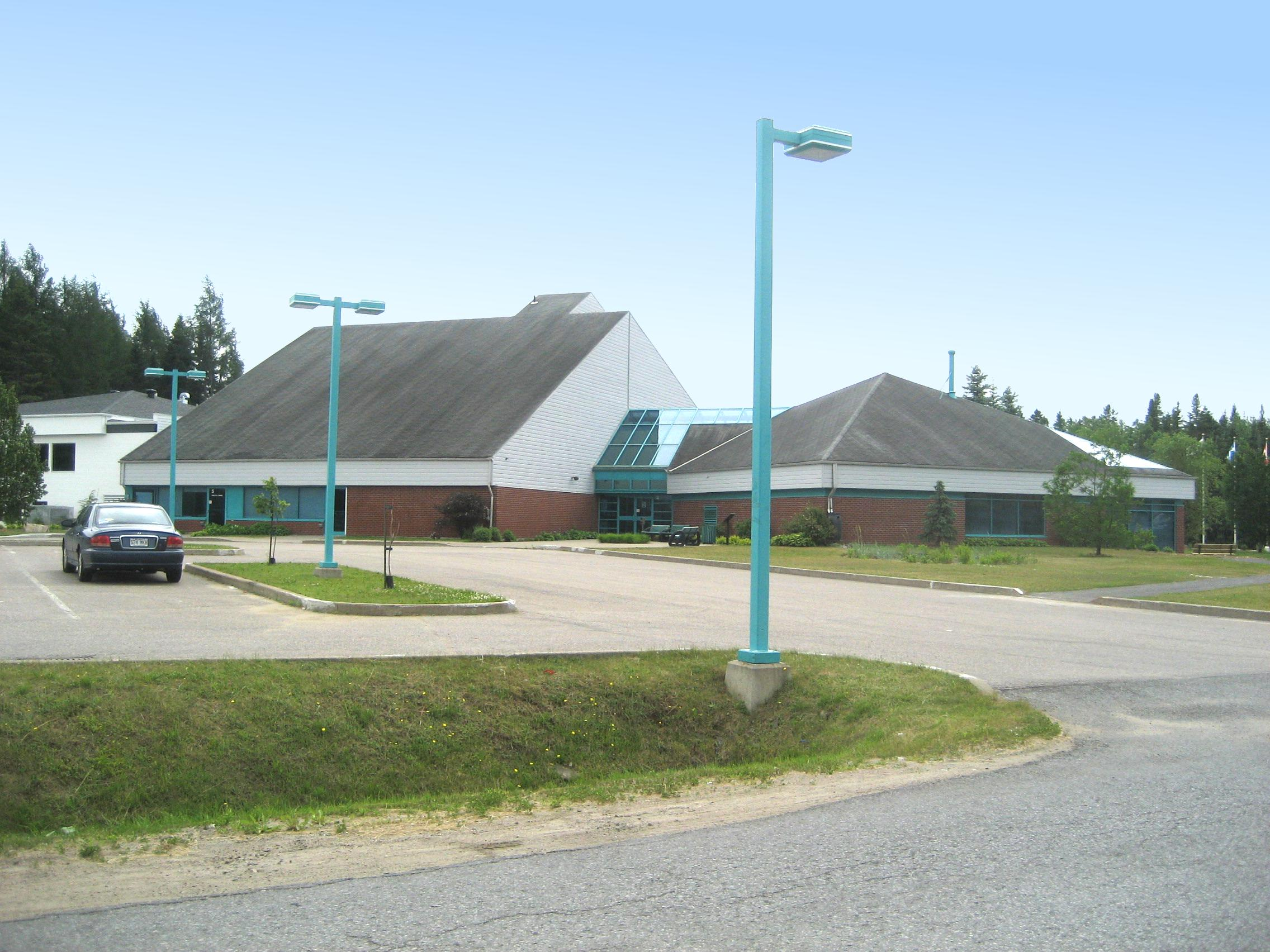
Le complexe municipal.

À la suite de ces augmentations de population et afin de combler de nouveaux besoins, on érige en 1990 sur la route menant au centre de ski, l'actuel complexe municipal qui héberge dorénavant : la mairie, les bureaux municipaux, le centre communautaire, la bibliothèque et depuis peu une aile sportive. Depuis lors, de nombreux services et commerces se sont jouxtés à cet ensemble immobilier formant un mini centre-ville qui inclut maintenant : un centre financier, un magasin d'alimentation grande surface, une pharmacie, une clinique médicale et plusieurs commerces de détail. Cet ensemble de commerces et institutions voisine le cœur historique du village où se trouvent toujours : l'école, l'église, le bureau de poste et des terrains de sport. À eux deux ces ensembles forment un nœud civique ou aire de services qui est en pleine expansion et un quartier résidentiel en plein essor s'y greffe.

### Distribution géographique
La population est concentrée dans les vallées de la rivière des Hurons, de la rivière Hibou, de la rivière Jacques-Cartier ainsi que sur les principaux axes routiers reliant ces vallées.
En plus, on peut dénombrer quelques développements résidentiels à Vertmont-sur-le-lac, dans trois parcs de maisons mobiles, dans le secteur entourant la Station touristique Stoneham, ainsi qu'au village de Stoneham.
Un développement domiciliaire important se fait actuellement autour des infrastructures municipales sur un plateau situé entre les rivières Hibou et des Hurons.
L'occupation de nombreux chalets de pêche et de villégiature en période estivale ainsi que l'occupation de nombreux condos en hiver au centre de ski, sont la cause d'une augmentation saisonnière de la population de la municipalité d'environ 2000 âmes.

### Évolution démographique
| 1831 | 1871 | 1921 | 1941  | 1951  | 1956  | 1961  |
| ---- | ---- | ---- | ----- | ----- | ----- | ----- |
| 175  | 640  | 739  | 1 028 | 1 033 | 1 036 | 1 208 |

| 1966  | 1971  | 1976  | 1981  | 1986  | 1991  | 1996  |
| ----- | ----- | ----- | ----- | ----- | ----- | ----- |
| 1 322 | 1 691 | 2 432 | 3 513 | 3 745 | 4 384 | 4 842 |

| 2001  | 2006  | 2011  | 2016  | 2021  | - | - |
| ----- | ----- | ----- | ----- | ----- | - | - |
| 5 266 | 5 866 | 7 106 | 8 359 | 9 682 | - | - |

### Répartition de la population par sexe
La répartition de la population est inverse à la moyenne des villes et municipalités du Québec.

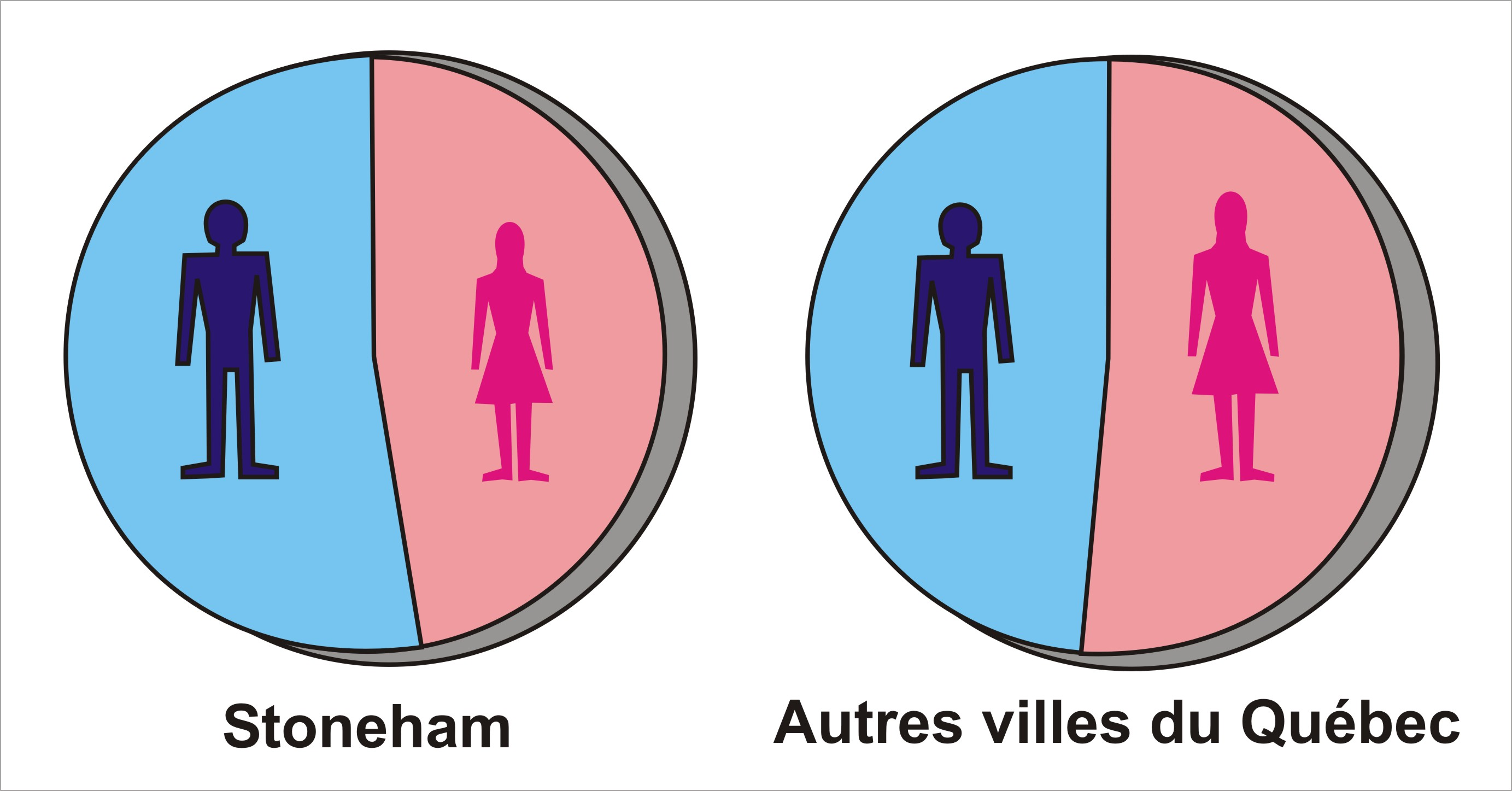

Municipalité de Stoneham :
- Masculin : 52,7 %
- Féminin : 47,3 %

Ensemble du Québec :
- Masculin : 49,5 %
- Féminin : 50,5 %

### Accroissement naturel
L'accroissement naturel étant la différence entre le nombre de naissances et le nombre de décès, ce solde s'avère très positif à Stoneham à cause de la jeunesse et de la fécondité de la population dues à l'immigration continue de jeunes couples sur le territoire:

### Distribution selon l'âge
La municipalité a pour particularité d'avoir le second plus haut taux de population dans la tranche des 20 à 64 ans parmi les 171 villes de 5 000 habitants et plus répertoriées au Québec en 2009 :
- 0-19 ans : 25,3 %
- 20-64 ans : 67,0 %
- 65 et plus : 7,7 %

| Hommes | Classe d’âge | Femmes |
| ------ | ------------ | ------ |
| 1,5    | 80 ans ou +  | 1,8    |
| 3,3    | 70 à 79 ans  | 2,6    |
| 10,0   | 60 à 69 ans  | 8,2    |
| 15,6   | 50 à 59 ans  | 14,4   |
| 17,8   | 40 à 49 ans  | 16,8   |
| 17,0   | 30 à 39 ans  | 17,8   |
| 9,4    | 20 à 29 ans  | 13,4   |
| 11,3   | 10 à 19 ans  | 11,1   |
| 14,2   | 0 à 9 ans    | 13,9   |

### Langue d'usage
Contrairement à une perception répandue qui veut que l'anglais soit encore une langue quotidienne très populaire (à cause de ses peuples fondateurs), la langue d'usage courant est très majoritairement le français parmi les résidents.
Répartition de la population par langue d'usage à la maison en 2011 :

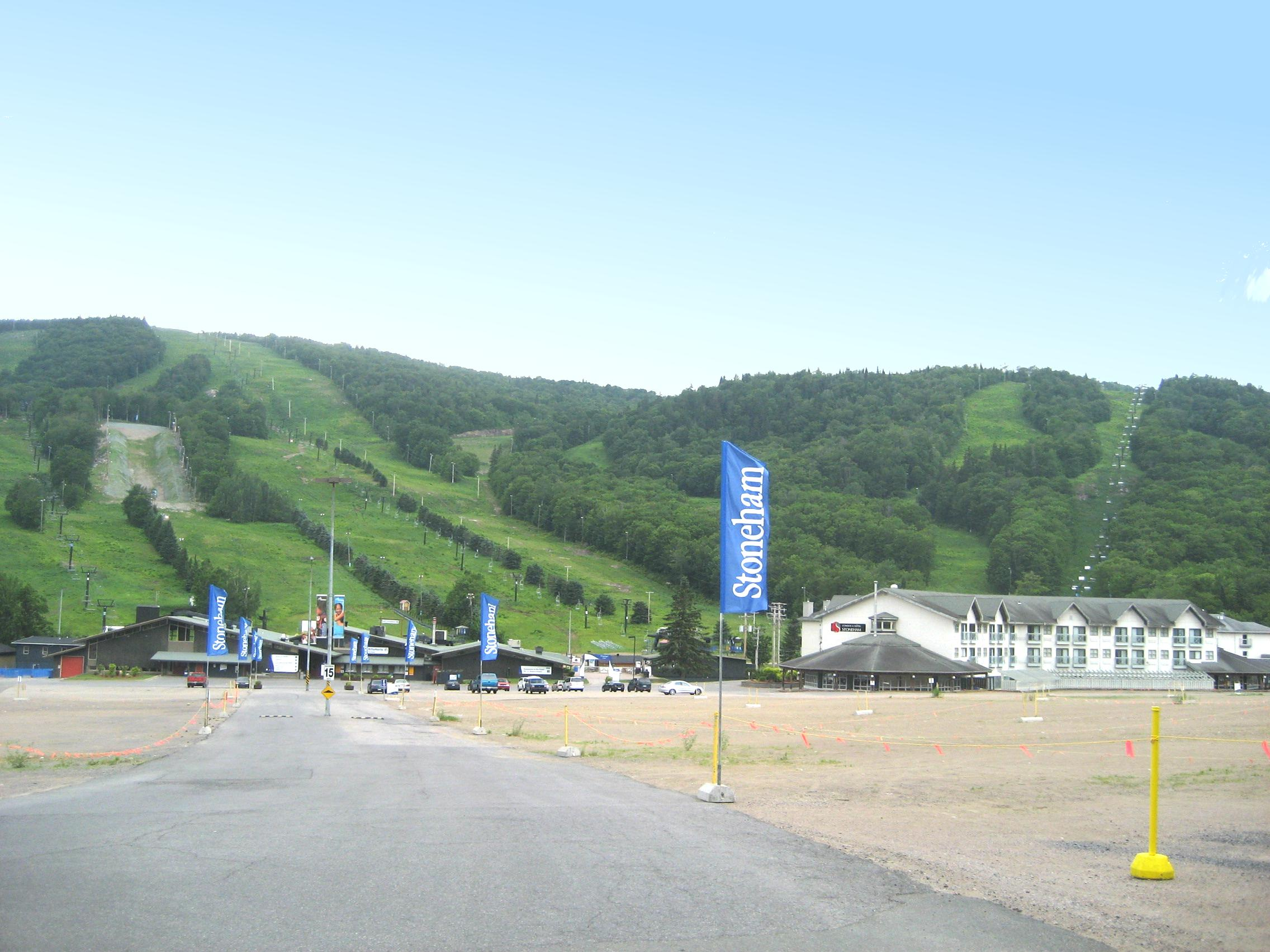
La Station touristique Stoneham procure 400 emplois permanents et saisonniers.

- Français : 96.8 %
- Anglais : 2.4 %
- Autre : 0.8 %

### Emploi et revenu
- Taux d'activité(15 ans et plus) : 71,5 %[36]
- Taux d'emploi (15 ans et plus) : 68,4 %
- Taux de chômage : 4,4 %
- Taux d'emplois exercés en dehors de la municipalité : 84 %
- Revenu médian par famille : 64 799 $
- Revenu médian par personne (15 ans et plus) : 28 794 $

### Autres données démographiques
- Âge médian de la population : 39,3 ans[36]
- Habitent une maison individuelle : 86 %
- Nombre moyen de personnes par famille : 2,8 personnes
- Ont un certificat, diplôme ou grade postsecondaire (15 ans et plus) : 59 %

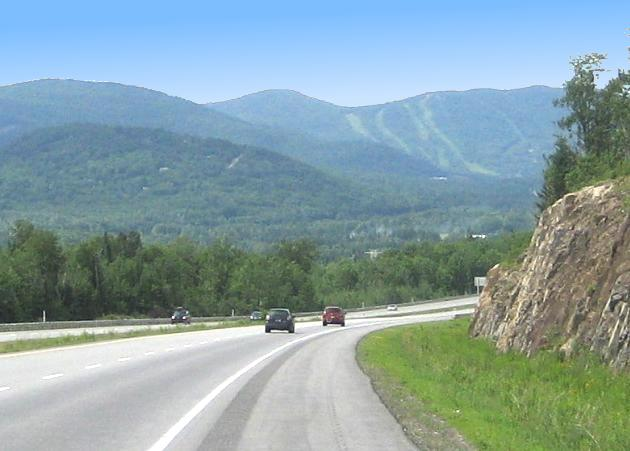
Arrivée à Stoneham par l'autoroute 73.

## Administration

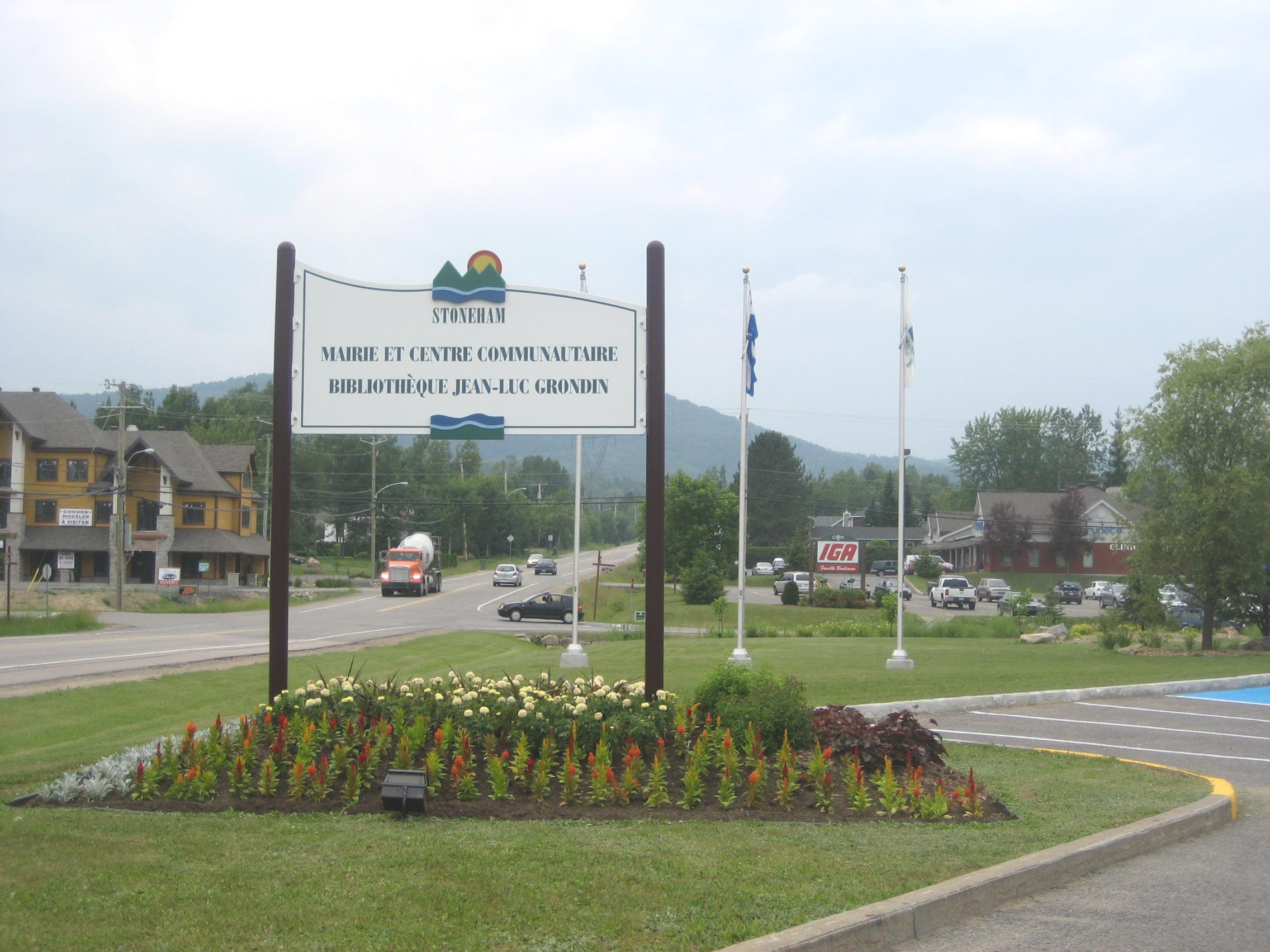

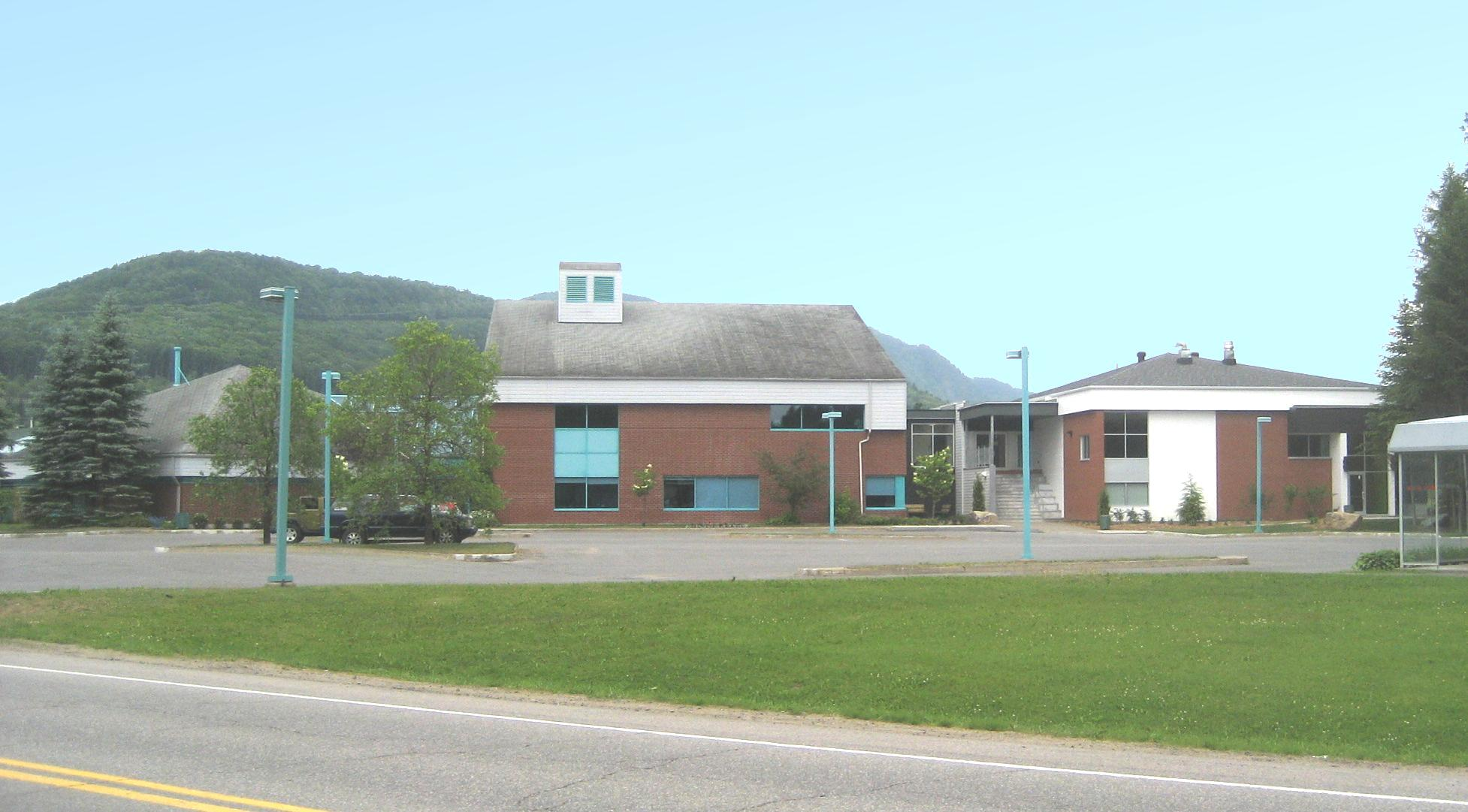

Le Conseil municipal de Stoneham-et-Tewkesbury est composé d'un maire et de 6 conseillers:
| Stoneham-et-Tewkesbury Maires depuis 2002                                                                            |                       |         |          |
| Élection | Maire                 | Qualité | Résultat |
| 2002 | Dany Barbeau          |         | Voir     |
| 2005 | Gaétane G. St-Laurent |         | Voir     |
| 2009 | Robert Miller         |         | Voir     |
| 2013 | Robert Miller         | Voir    |          |
| 2017 | Claude Lebel          |         | Voir     |
| 2021 | Sébastien Couture     |         | Voir     |
| Élection partielle en italique Depuis 2005, les élections sont simultanées dans toutes les municipalités québécoises |                       |         |          |

| mandat      | fonctions    | nom(s)                                     |
| ----------- | ------------ | ------------------------------------------ |
| 2017 - 2021 | Maire        | Claude Lebel (Parti uni des cantons)       |
| 2017 - 2021 | Conseillers: |                                            |
| 2017 - 2021 | poste #1     | Gaëtane St-Laurent (Parti uni des cantons) |
| 2017 - 2021 | poste #2     | Jean-Philip Ruel (Indépendant)             |
| 2017 - 2021 | poste #3     | Mario Bidégaré (Parti évolution)           |
| 2017 - 2021 | poste #4     | Jannick Duchesne (Parti uni des cantons)   |
| 2017 - 2021 | poste #5     | Marie-Ève D'ascola (Parti uni des cantons) |
| 2017 - 2021 | poste #6     | Stéphane Fontaine (Parti uni des cantons)  |

### Représentation
- Politique:
  - À l'Assemblée nationale du Québec, la municipalité fait partie de la circonscription électorale de Chauveau.
  - À la Chambre des communes du Canada, sa circonscription électorale est celle de Portneuf—Jacques-Cartier.
- Municipale:
  - Stoneham fait partie de la municipalité régionale de comté de La Jacques-Cartier et de la Communauté métropolitaine de Québec.
- Ecclésiastique
  - La paroisse catholique est actuellement la nouvelle paroisse regroupée de Sainte-Marie-Des-Lacs (depuis 2003)[47]; l'ancienne paroisse locale était Saint-Edmond de Cantorbery[48]. Elle fait partie de l'archidiocèse de Québec.
  - La paroisse anglicane St. Peter fait partie du diocèse de Québec de l'Église anglicane du Canada[49]
- Scolaire:
  - Commission scolaire des Premières-Seigneuries.
- Tourisme:
  - La municipalité fait partie de la région touristique de Québec dont la promotion des attraits est assurée par l'Office du tourisme de Québec.

## Éducation
En 1953 le nombre important d'élèves pousse à la construction d'une école centrale francophone au village car le couvent catholique ne suffit plus à dispenser l'enseignement. Le réseau routier aidant, le transport scolaire en est facilité. Le couvent qui a été rasé par un incendie en 1940 puis reconstruit, brûle de nouveau au début des années 1960. Il ne sera pas reconstruit et l'école sera agrandie une première fois de 4 nouvelles classes afin de pallier ce manque.

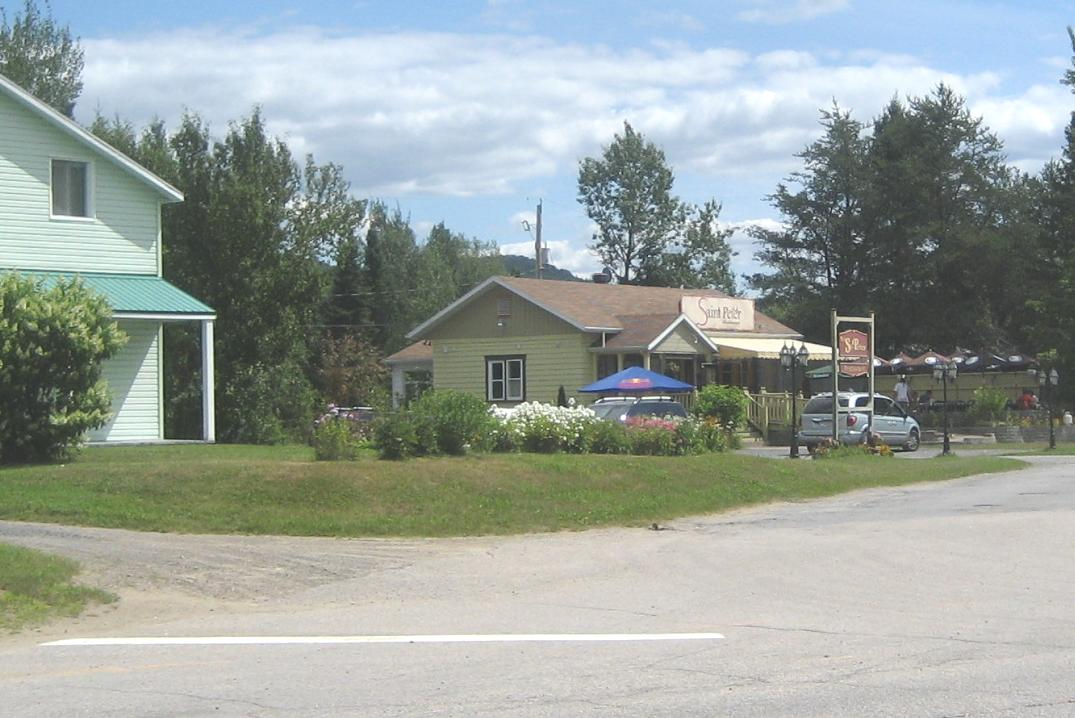
L'école anglophone St-Peter fermée en 1962 abrite aujourd'hui un restaurant.

En 1962, on ferme l'école de rang anglophone St-Peter et on intègre les étudiants anglais à l'école du village. On agrandie l'école de nouveau en 1981 afin de faire face aux augmentations de la clientèle étudiante et elle comporte à partir de ce moment, 20 classes en plus d'un gymnase et d'une bibliothèque. On la baptisera plus tard : école du Harfang-des-Neiges. En 2012, l'ajout d'un second bâtiment permettra d'accueillir 715 étudiants.

## Communications

### Transport

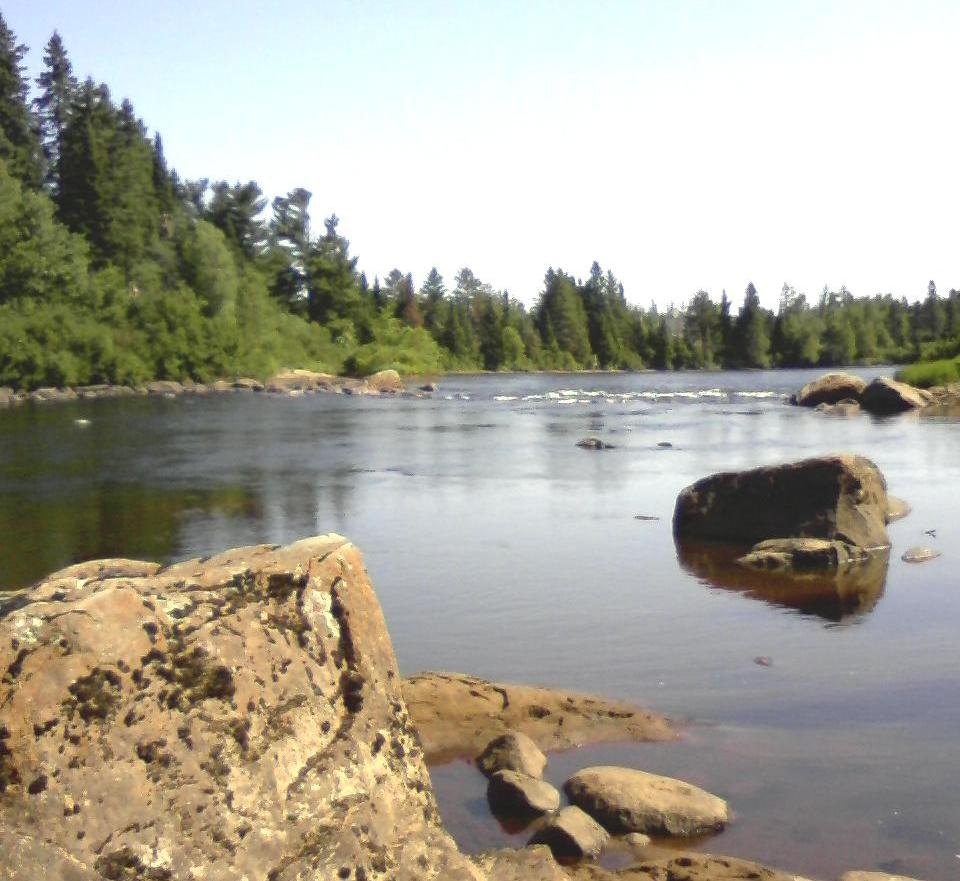
En longeant la rivière Jacques-Cartier sur la route 371.

La municipalité est traversée par la route  reliant Québec à Saguenay qui dans sa portion à 4 voies se terminant à Stoneham porte aussi le nom d'autoroute . Elle est aussi le point de départ de la route  qui dessert Vertmont-sur-le-Lac et Tewkesbury puis longe la rivière Jacques-Cartier en direction de St-Gabriel-de-Valcartier.
Le chemin de la Grande-Ligne donne un accès direct à la municipalité du Lac Delage et le boulevard Talbot donne accès à Notre-Dame-des-Laurentides (au nord de Québec).
La population est desservie par un service de transport en commun (Navette TCJC) qui la relie au centre-ville de Québec, aux principaux collèges de la région ainsi qu'à l'Université Laval. En plus, le service fait jonction avec le Réseau de transport de la Capitale.
En hiver, un autre service de navette à prix modique relie le centre de ski au Cégep de Limoilou ainsi qu'à l'Université Laval.
Finalement, notons aussi qu'une voiture de taxi dessert l'ensemble de la municipalité.

#### L'autoroute 73
Sur le plan routier, ces trois décennies voient le parachèvement de la route 175 qui devient une autoroute à 4 voies reliant Québec et Stoneham sur toute sa longueur (Et portera ainsi sur cette section le nom d'autoroute 73). Aujourd'hui, à cause de cet excellent accès routier, Stoneham est pratiquement devenue une banlieue de la ville de Québec (Située à 20 minutes de son centre-ville), et où 84 % de la population y exerce un emploi.

#### Transport en commun
L'année 1973 sonne le glas du transport en commun dans la région. Les bas prix du pétrole, le bon accès routier et la hausse générale du niveau de vie facilitent l'acquisition et l'utilisation d'une automobile personnelle. L'ancien service de navette qui était opéré depuis 1965 par la compagnie d'autobus de Charlesbourg puis par la CTCUQ est déserté et devient déficitaire. On abandonne donc la ligne.

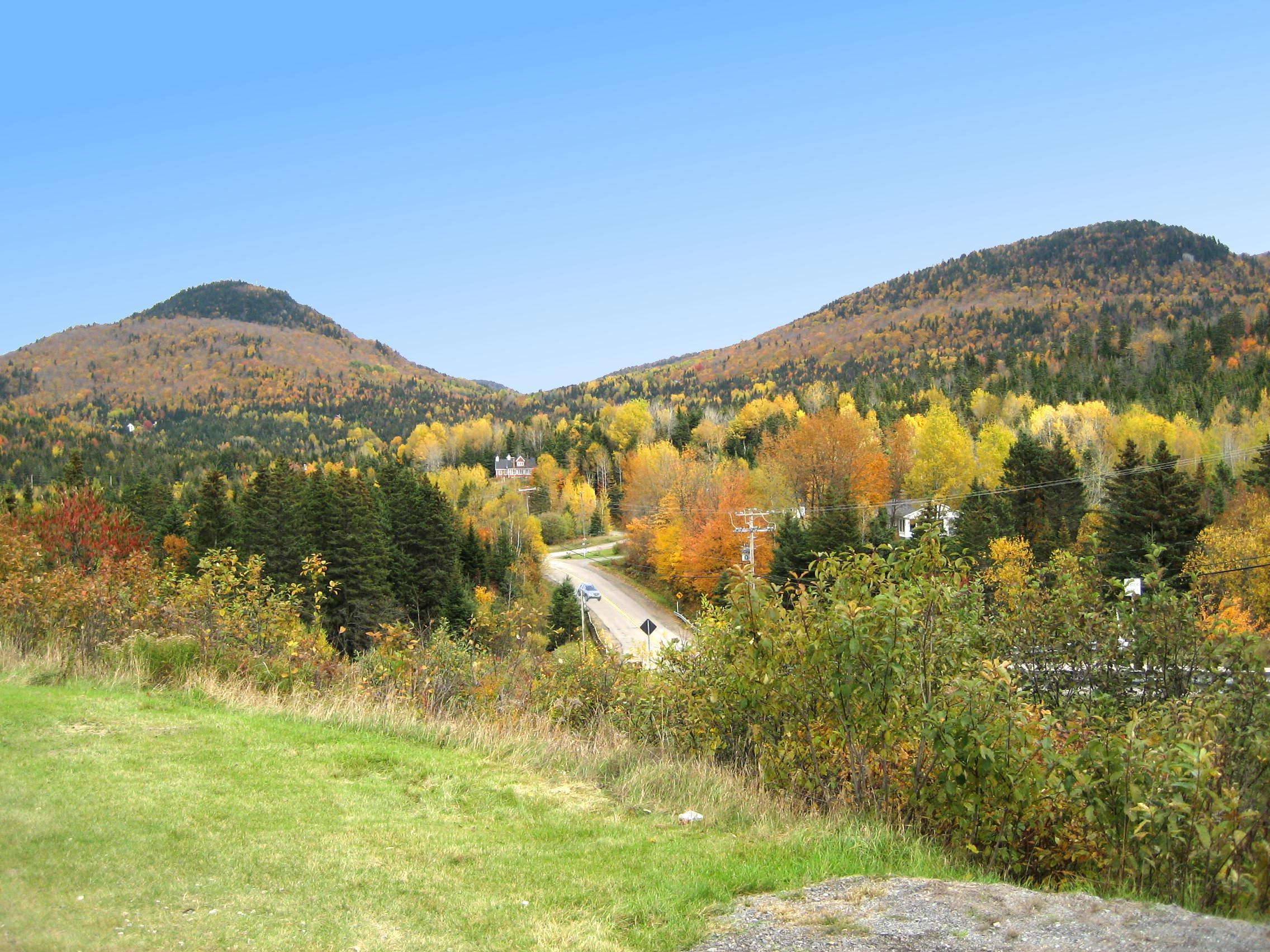
Balade en automobile sur le chemin Jacques-Cartier Sud en automne.

Déclin de l'industrie forestière

### Médias
Une coopérative de câblodistribution fournit à la population les services de distribution de signal télé et radio, de téléphonie ainsi que d'internet sur la plus grande partie du territoire.
La municipalité quant à elle, publie 8 fois par année son journal local : Le Petit Rapporteur. On y retrouve le résumé des séances du conseil ainsi que des articles d'intérêt public. Y sont aussi décrites les activités offertes par le service des loisirs.
L'Écho du Lac, un journal régional couvrant le Lac Beauport, Stoneham et le Lac Delage, y est distribué gratuitement à tous les mois.
Quant aux quotidiens, 2 journaux de Québec, Le Soleil ainsi que Le Journal de Québec sont distribués sur à peu près tout le territoire via camelot.

## Économie

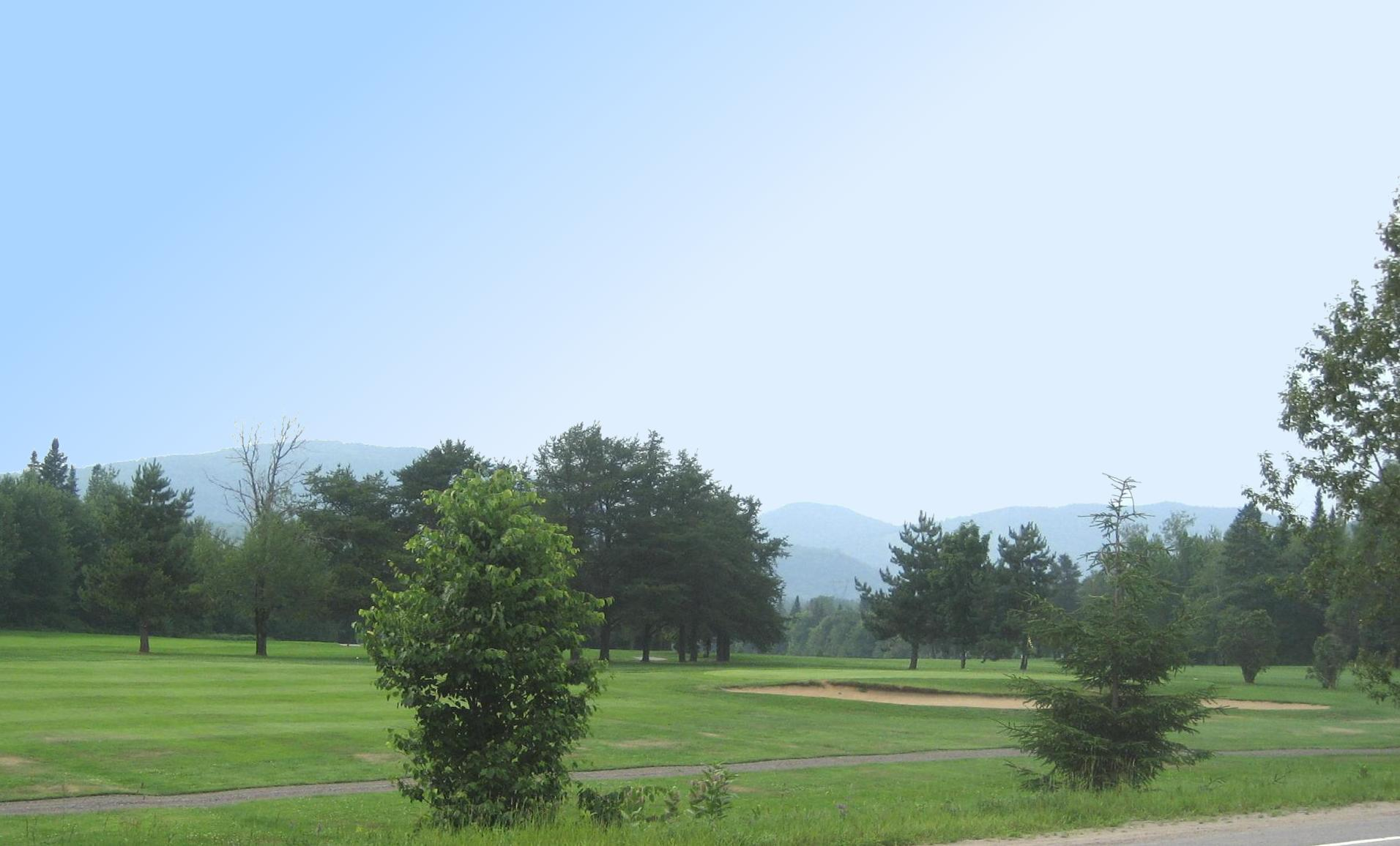
Club de golf.

Avec l'exploitation de la station touristique, d'un club de golf l'été et avec les nombreux parcs sur son territoire et des activités de plein air qui y sont pratiquées, le développement récréo-touristique s'est finalement imposé comme ressource principale de la municipalité qui est maintenant reconnue comme un pôle majeur dans les activités récréatives de la région de la ville de Québec.

### Foresterie
Peuplements forestiers :

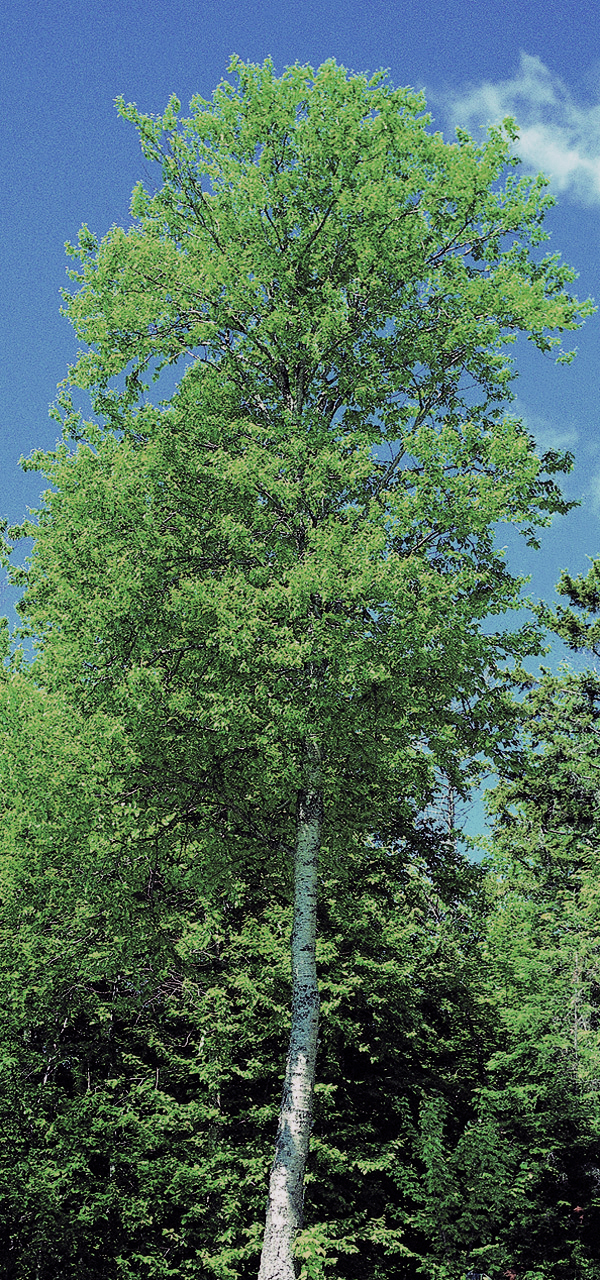
Un bouleau jaune.

Le nord de la municipalité est dominé par la sapinière à bouleau blanc. Celle-ci étant située dans le sud de la zone boréale, le paysage forestier y est dominé par les peuplements de sapins et d'épinettes blanches, mélangés à des bouleaux blancs sur les sites mésiques. Le centre et le sud du territoire sont du domaine de la sapinière à bouleau jaune où on retrouve le bouleau jaune et l'érable rouge. La tordeuse des bourgeons de l'épinette est le principal facteur de la dynamique forestière de ce domaine, car le sapin baumier y abonde. Dans l'ensemble, le territoire boisé est relativement jeune en raison des coupes forestières réalisées lors des deux derniers siècles. Ainsi, rares sont les strates de plus de 90 ans sauf dans le secteur hautement protégé du mont Wright.
L'exploitation est devenue négligeable sur le territoire en 2010. Si le dernier entrepreneur forestier de Stoneham opère toujours, c'est parce qu'il s'est converti peu à peu aux activités d'excavation, transport et déneigement, les quelques opérations forestières restantes étant exécutées à l'extérieur de la municipalité.
Cependant, on prévoit toujours certaines petites coupes de bois dans les prochaines années (1,2 km2 par an) sur la Seigneurie de Beaupré.
Peuplements forestiers :
- 61 % Sapinière à bouleau jaune
- 20 % Sapinière à bouleau blanc
- 12 % Érablière à bouleau jaune
- 5 % Sapinière à épinette noire
- 2 % Autres

Types de couverts forestiers :
- 12 % Résineux
- 17 % Jeunes strates
- 19 % Feuillus
- 52 % Mélangés

Propriétaires et gestionnaires :

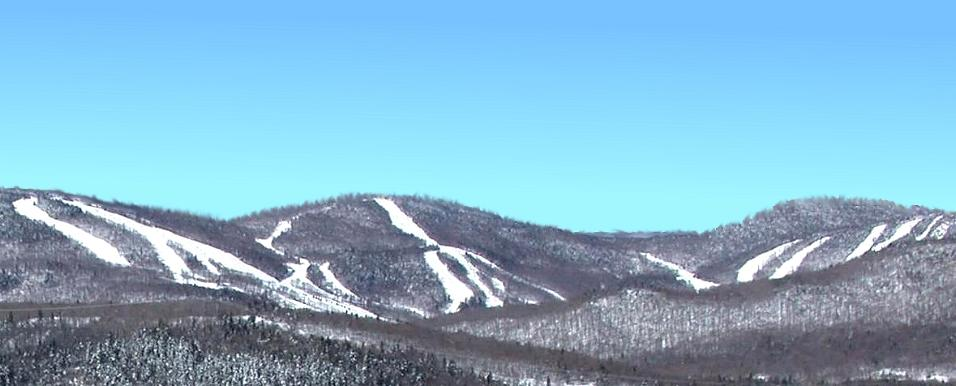
La station touristique Stoneham.

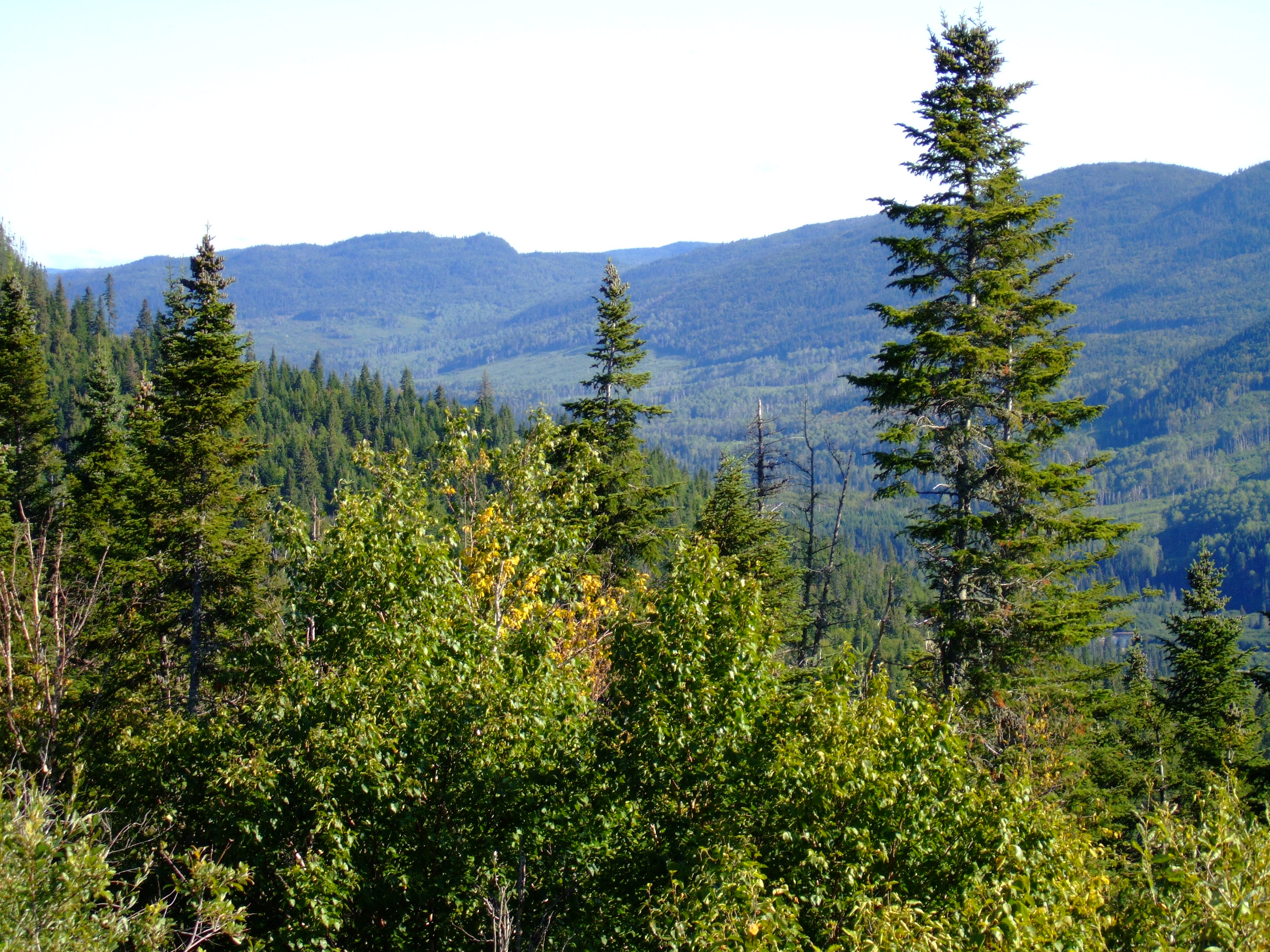
Réserve faunique des Laurentides

Le territoire de la municipalité des cantons-unis est recouvert à 93 % de forêt. Quatre grands propriétaires terriens se partagent 533 km2, soit 84 % du couvert forestier de la municipalité. Le premier et le dernier sont des propriétaires privés et les 2 autres sont des gestionnaires publics :
- 162 km2 : Quebec Forestland, L.P.
- 156 km2 : Le parc national de la Jacques-Cartier
- 120 km2 : La réserve faunique des Laurentides
- 95 km2 : Le Séminaire de Québec, propriétaire de la Seigneurie de Beaupré

La forêt ancienne du mont Wright :

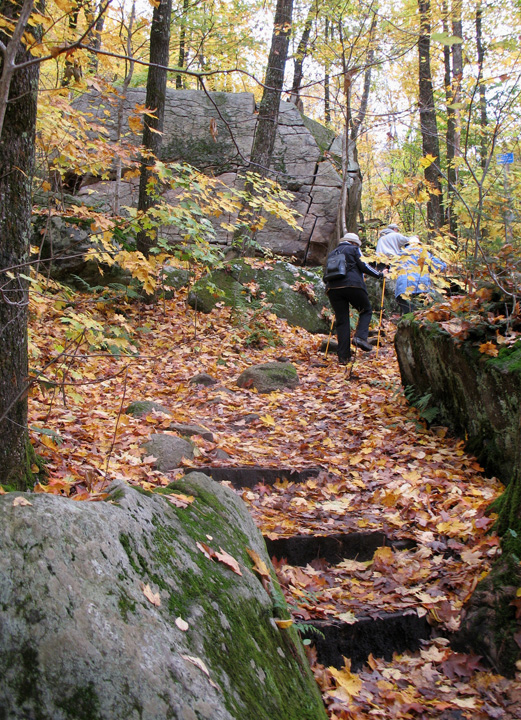
La forêt du mont Wright.

Le mont Wright situé au sud-est de la municipalité abrite deux forêts anciennes : une érablière à bouleau jaune et hêtre et une bétulaie jaune à sapin reconnues comme écosystèmes forestiers exceptionnels par le ministère des Ressources naturelles et de la Faune du Québec. Cette reconnaissance a été accordée parce que ces écosystèmes n'ont pas subi de perturbations majeures (dont la coupe forestière) et que plusieurs peuplements ont donc atteint une pleine maturité, tout en comprenant une quantité de bois mort importante sous forme de chicots, arbres au sol, etc. Ainsi, certains épinettes rouge atteignent 245 ans d'âge et plusieurs bouleaux jaunes l'âge vénérable de 270 ans.

### Industries
Quelques industries sont implantées dans la région :
- La Station touristique Stoneham
- Un club de golf
- Un entrepreneur forestier majeur
- Un recycleur de métaux et d'automobiles
- 2 sites de construction de maisons en bois rond
- 8 entrepreneurs en terrassement œuvrant à partir de 11 carrières
- 8 entrepreneurs en construction
- Dans l'industrie touristique : Rafting, Traîneau à chien, Pisciculture, Équitation[16]

### Services
À cause de son éloignement relatif, la municipalité comporte plusieurs services :
- Bureau de poste
- Institution bancaire
- Clinique médicale
- Pharmacie
- Clinique dentaire
- de nombreuses garderies
- 7 établissements de massothérapie et salons d'esthétique[16]

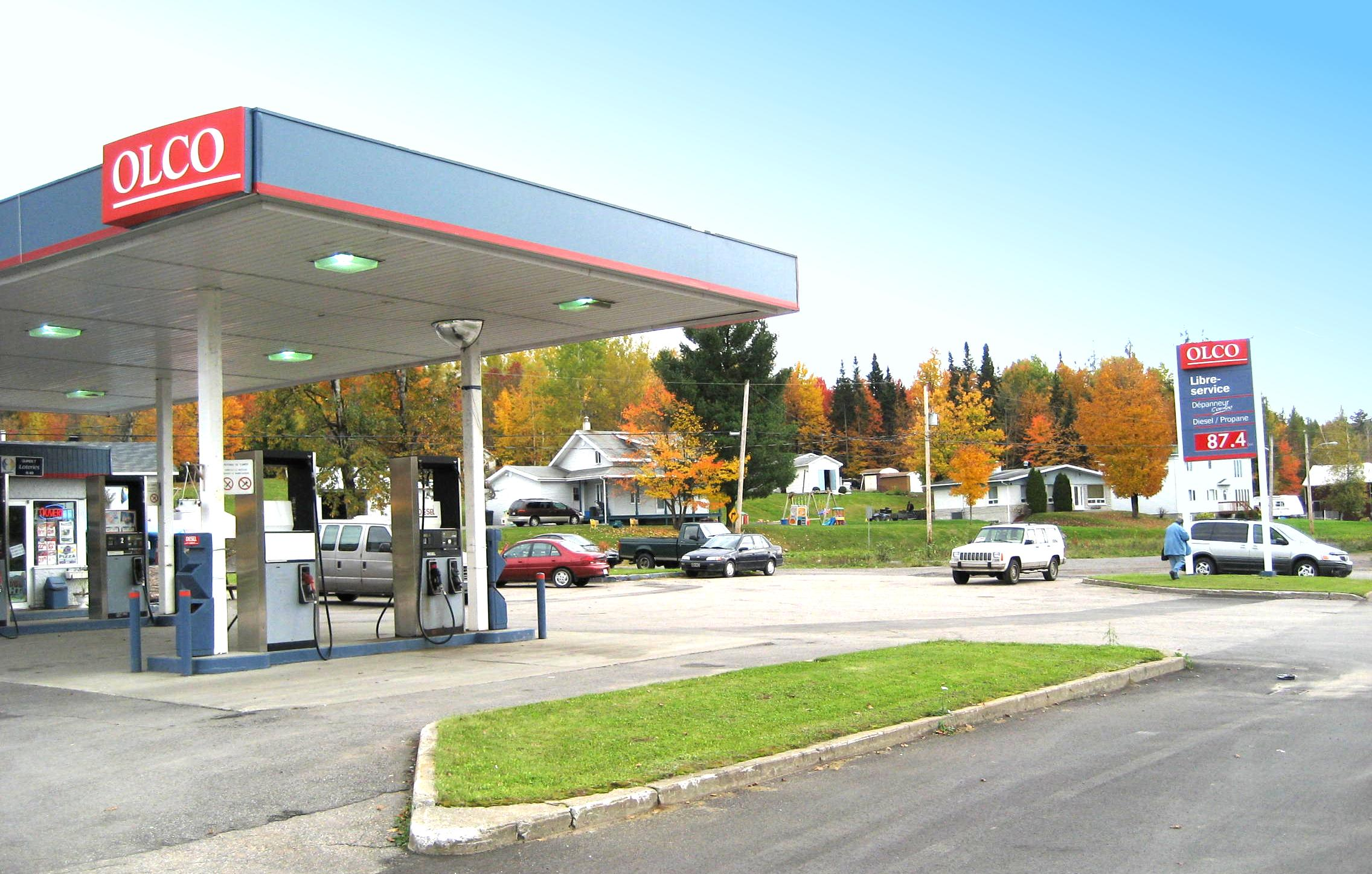
Débit d'essence en automne

### Commerces de détail
Les commerces ayant pignon sur rue :
- Une épicerie à grande surface
- Une quincaillerie
- 4 dépanneurs dont 3 avec débit d'essence
- 11 commerces d'hébergement
- 11 restaurants[60]

## Environnement

### Faune
Mammifères

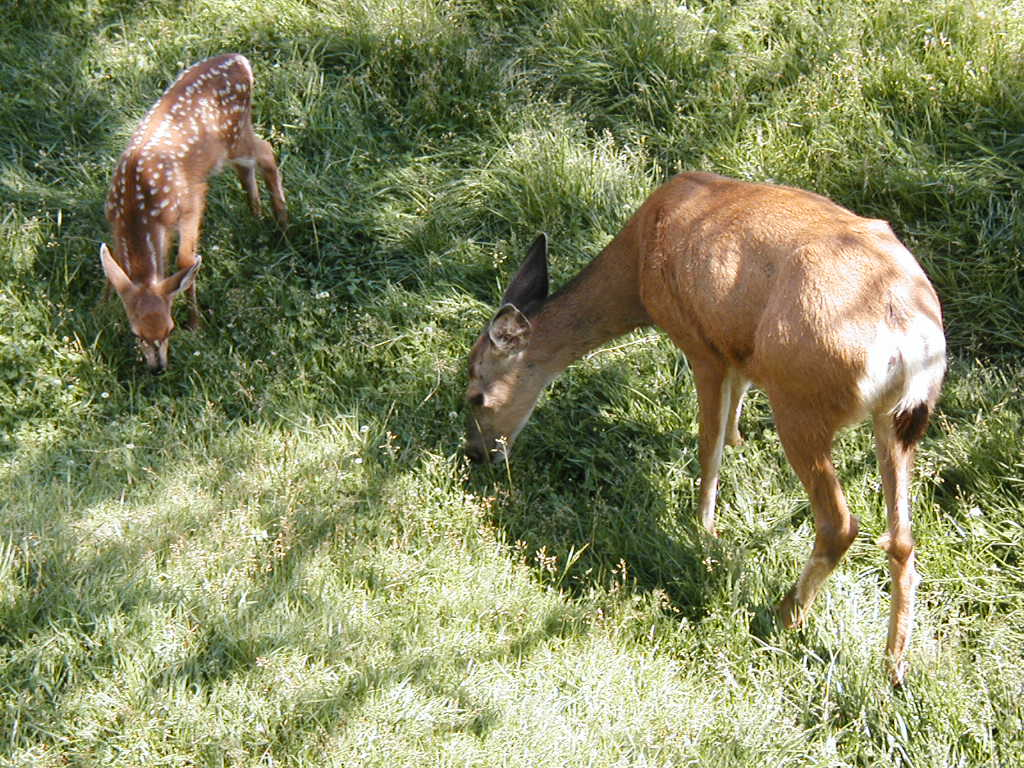
Un cerf de Virginie et sa mère, tel qu'on en voit souvent à Stoneham.

Nombre de mammifères qui autrefois peuplaient les montagnes de Stoneham ont déserté les lieux ou se font plus discrets à cause de la présence humaine. Néanmoins, à cause de la proximité de la réserve faunique des Laurentides, du parc national de la Jacques-Cartier et de milieux encore propices à leur refuge, il est fréquent de se retrouver en présence de raton laveurs, chevreuils (cerfs de Virginie), castors, mouffettes, porcs-épics et lièvres d'Amérique. Plus rarement, on pourra rencontrer des lynx, renards, loups, orignaux et ours noirs.

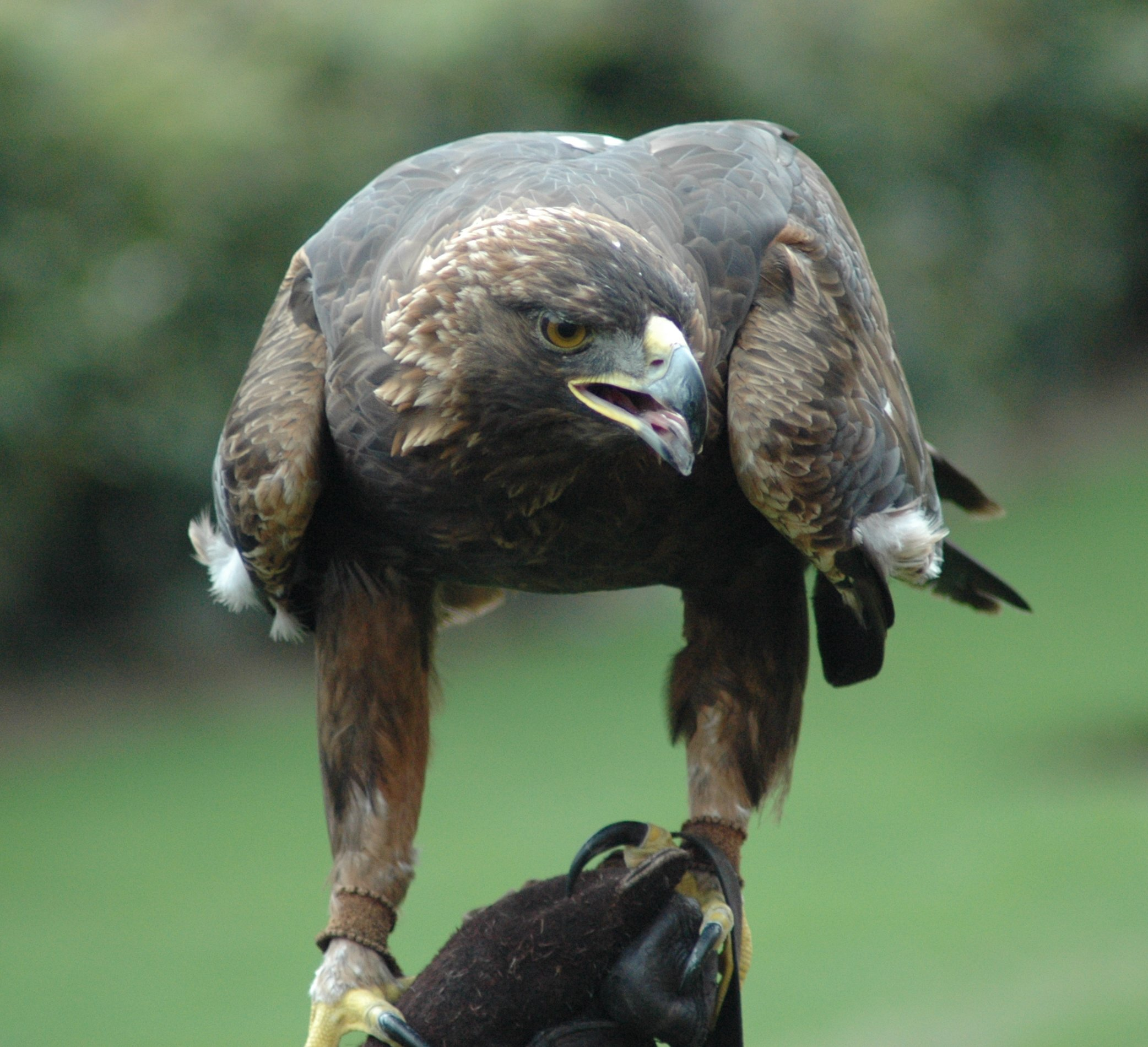
Un aigle royal

#### Oiseaux
Pour ce qui est des oiseaux, au moins 104 espèces dont des rapaces comme la chouette rayée, la crécerelle d'Amérique et le balbuzard s'y retrouvent en particulier dans la vallée de la Jacques-Cartier, ce en plus de l'emblème aviaire du Québec : le harfang des neiges. Dans le secteur des Marais du Nord, il est possible d’observer près de 160 espèces d'oiseaux, dont l'aigle royal, oiseau rare dans la région.

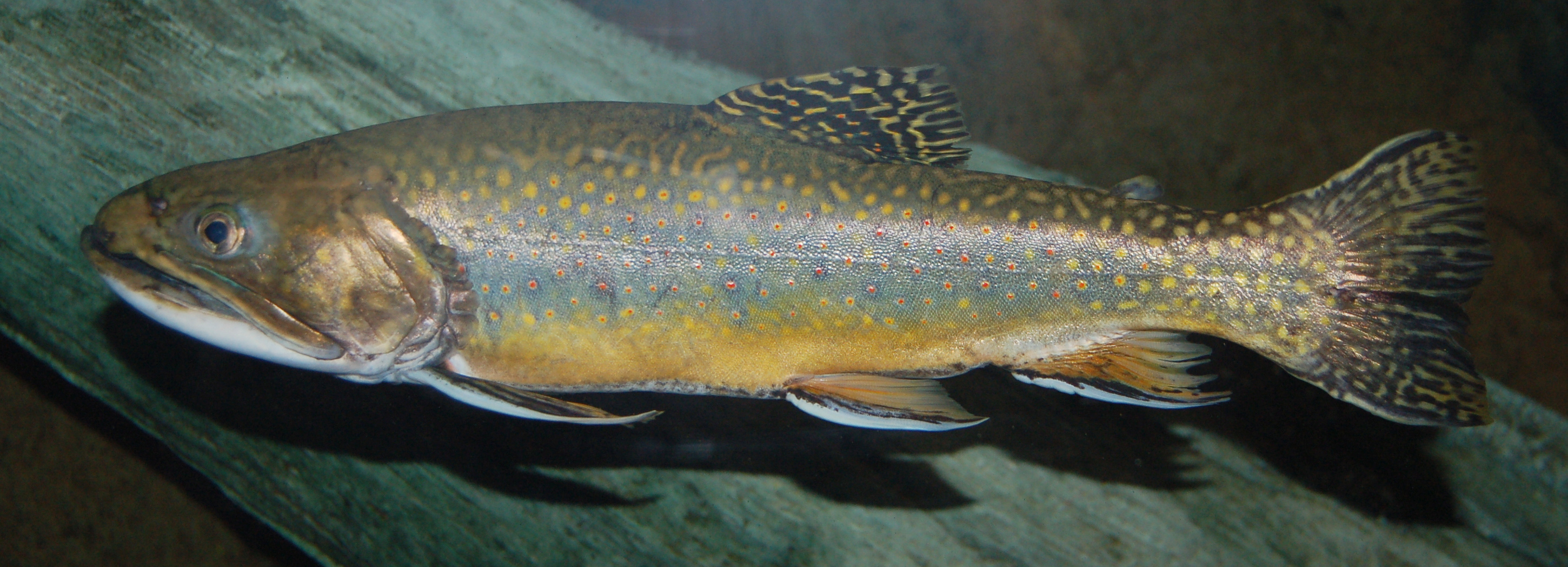
Omble de fontaine

#### Poissons
Enfin, plus de 16 espèces de poissons, dont l'omble de fontaine, fréquentent les eaux de la municipalité, et plus particulièrement celles de la rivière Jacques-Cartier. Dans cette rivière on retrouve maintenant le saumon atlantique qui fait l'objet d'un programme spécial de réintroduction depuis sa disparition de la rivière au XIXe siècle à la suite des activités de flottage de bois qui y ont été pratiquées par le passé. La rivière des Hurons quant à elle, est principalement peuplée de perchaudes et de truites mouchetées (ombles de fontaine) mais elle est surpêchée.

### Parcs de conservation

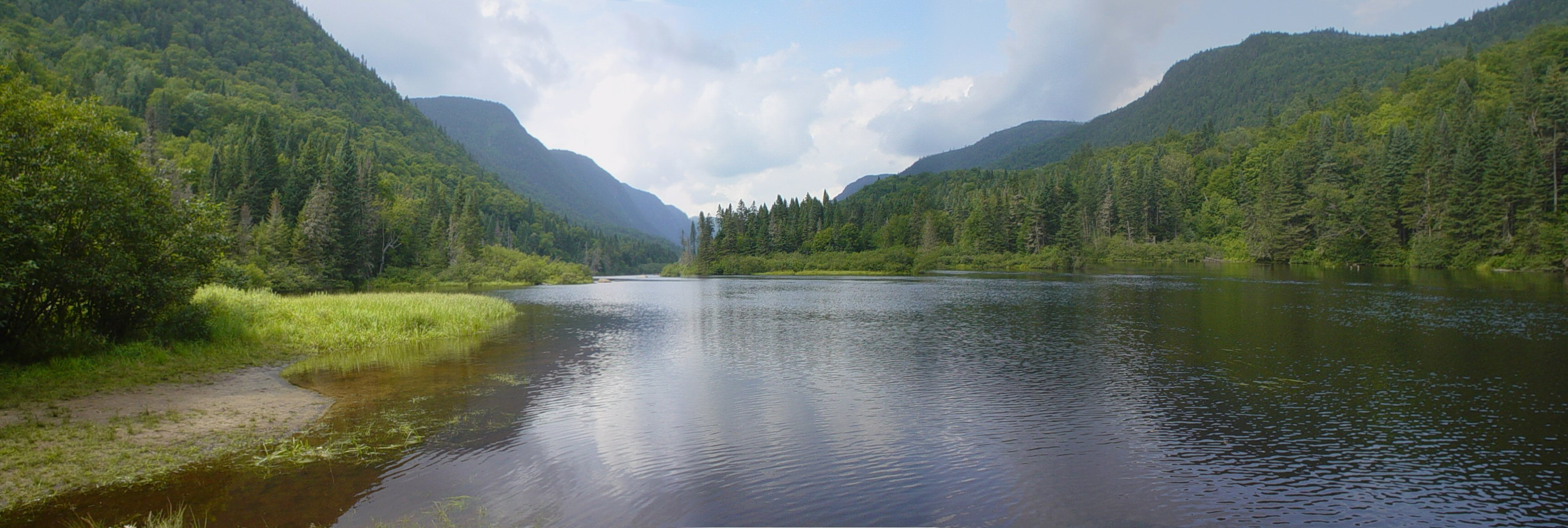
Le parc national de la Jacques-Cartier.

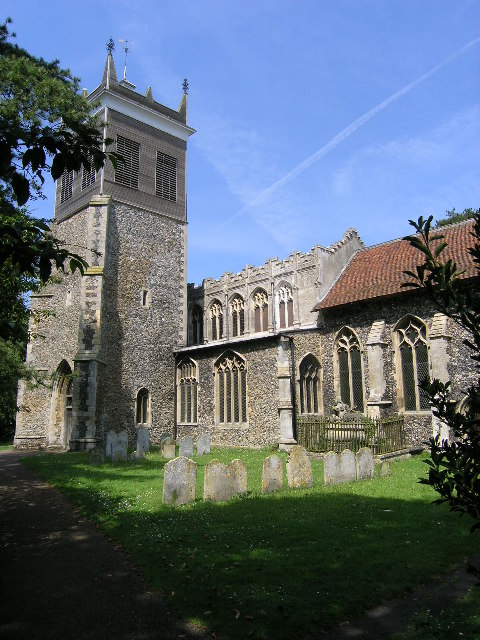
Église de Stonham Aspal dans le Suffolk en Angleterre. Pop 590

Que ce soit pour des raisons de conservation de la faune, de la flore ou du milieu aquatique, plusieurs parcs et réserves ont été créés au fil des ans et ont ainsi amputé le territoire de la municipalité (ou se retrouvent limitrophes de celui-ci) :
- La réserve faunique des Laurentides
- Le parc national de la Jacques-Cartier
- Le parc de la forêt ancienne du Mont Wright
- Centre vélo de montagne/Fatbike Empire 47
- Le parc naturel des Marais du Nord

## Loisirs et attraits

### Parcs municipaux
Grâce à son réseau de parcs municipaux, la municipalité permet à sa population de pratiquer plusieurs sports et loisirs : Terrains de soccer, de volley-ball de plage, de basket-ball, patinoires, skatepark et piscine extérieure. Plusieurs sites sont équipés de tables à pique-niques, balançoires et aires de jeux pour enfants et sont parcourus par des sentiers pédestres.
- Parc des draveurs (Tewkesbury)
- Parc des fondateurs
- Parc de la chapelle (St-Adolphe)
- Parc des baladeurs
- Parc du hameau
- Parc du portage (Vermont-sur-le-Lac)
- Parc du mont Wright
- Parc école (École du Harfang-des-Neiges)

En plus, la municipalité offre les services d'une bibliothèque : La bibliothèque Jean-Luc Grondin.

### Patrimoine religieux
À cause de ses nombreux peuples fondateurs et de son étendue géographique, la municipalité comporte plusieurs lieux de culte, et de différentes confessions. En général, les Écossais fréquentaient à leur arrivée la chapelle presbytérienne. Les Anglais et certains Irlandais : l'église anglicane. Les Canadiens français et la plupart des Irlandais : les églises et chapelles catholiques.

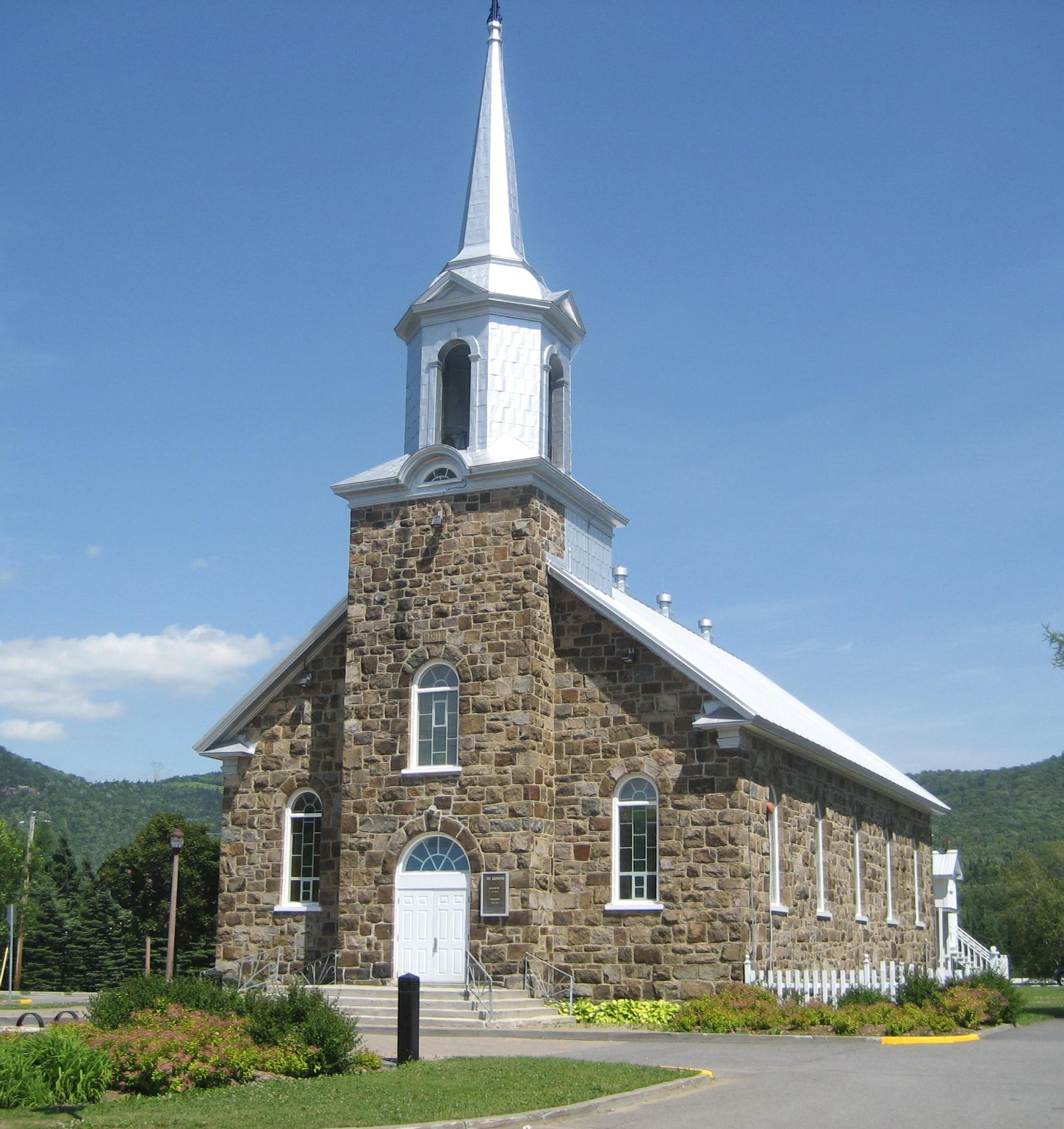
Église catholique St-Edmond érigée en 1911
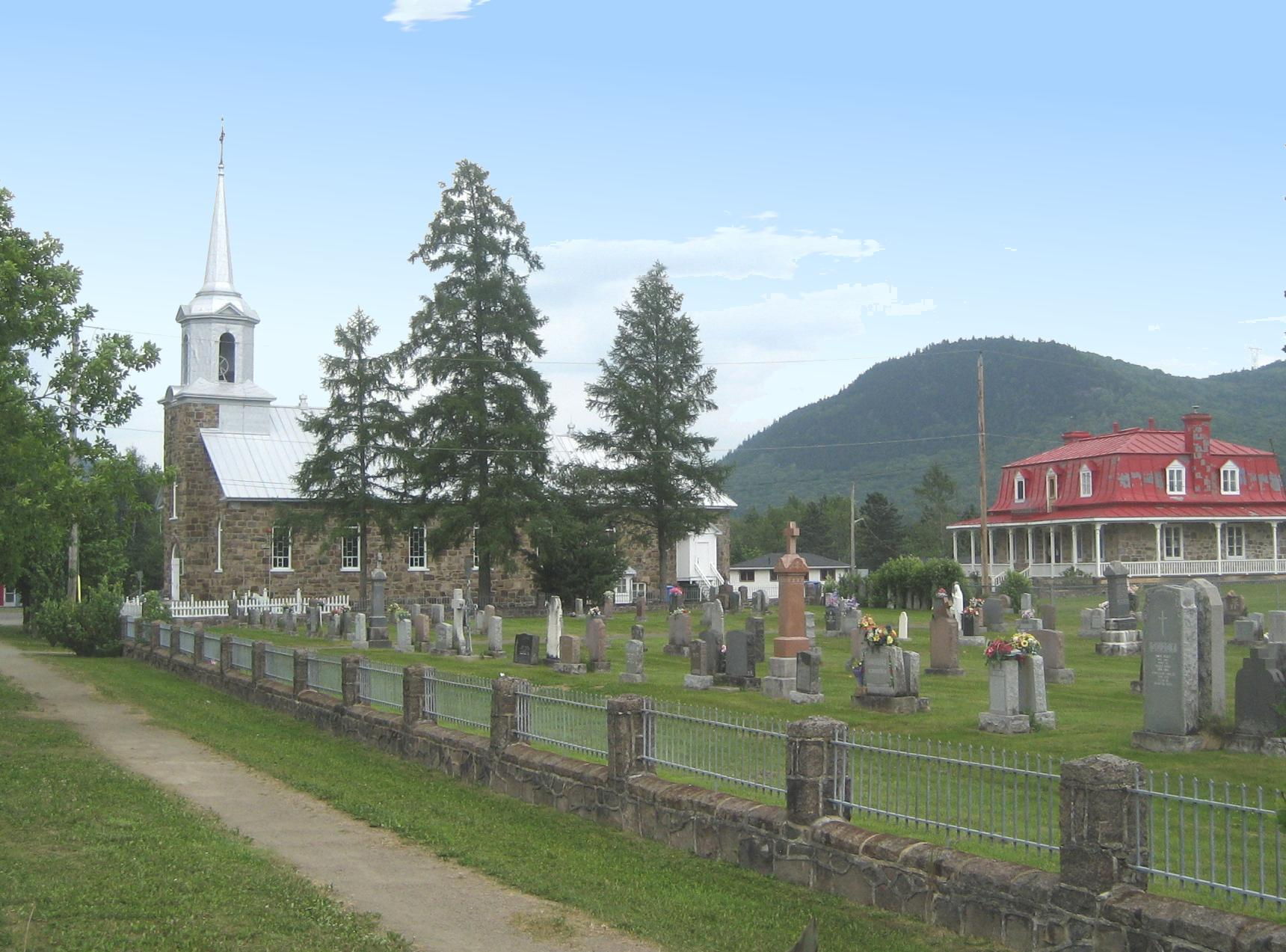
L'église et son presbytère datant de 1875.
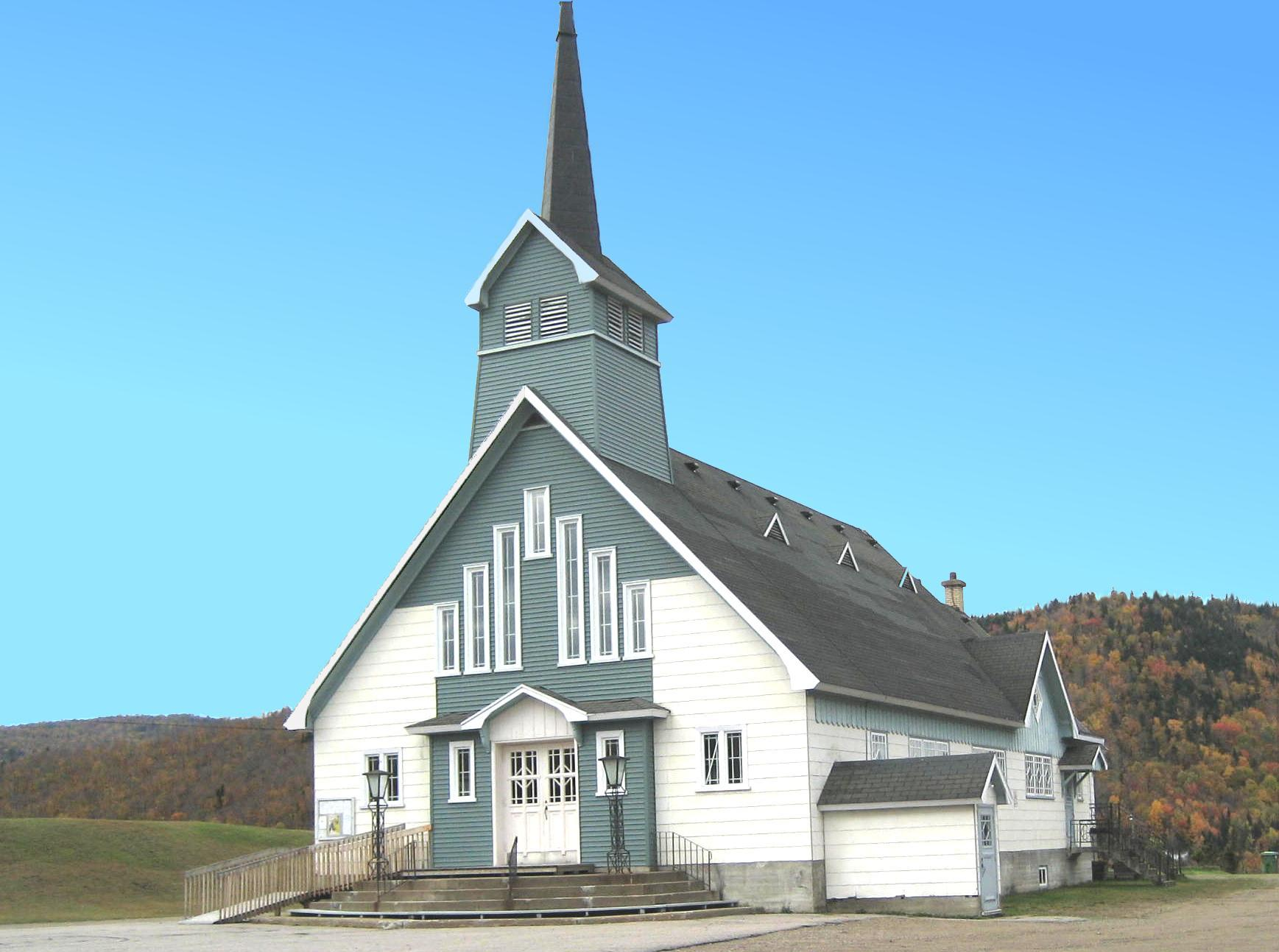
Église catholique de Tewkesbury datant de 1957.
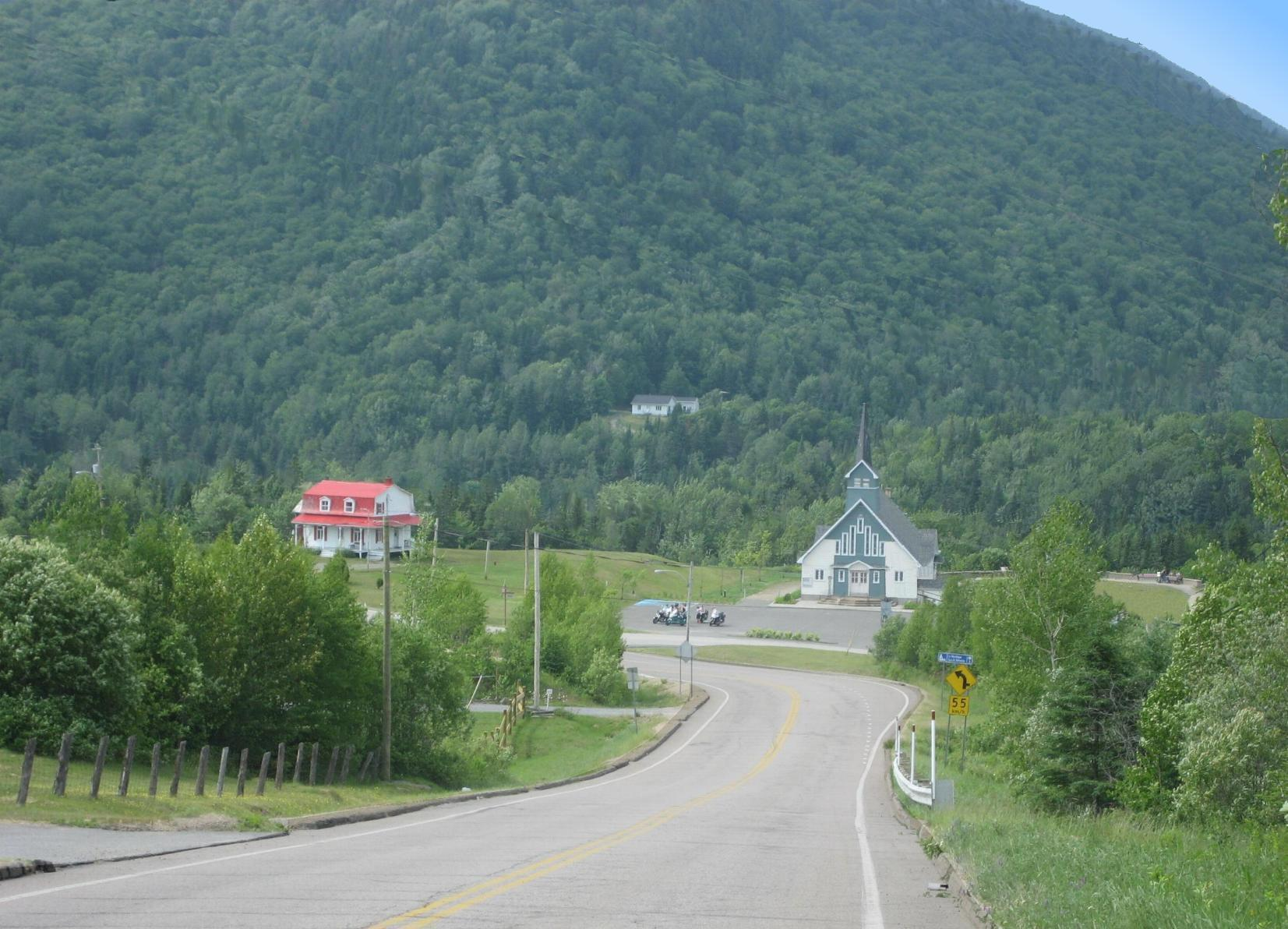
La même église vue de la côte surplombant la vallée.
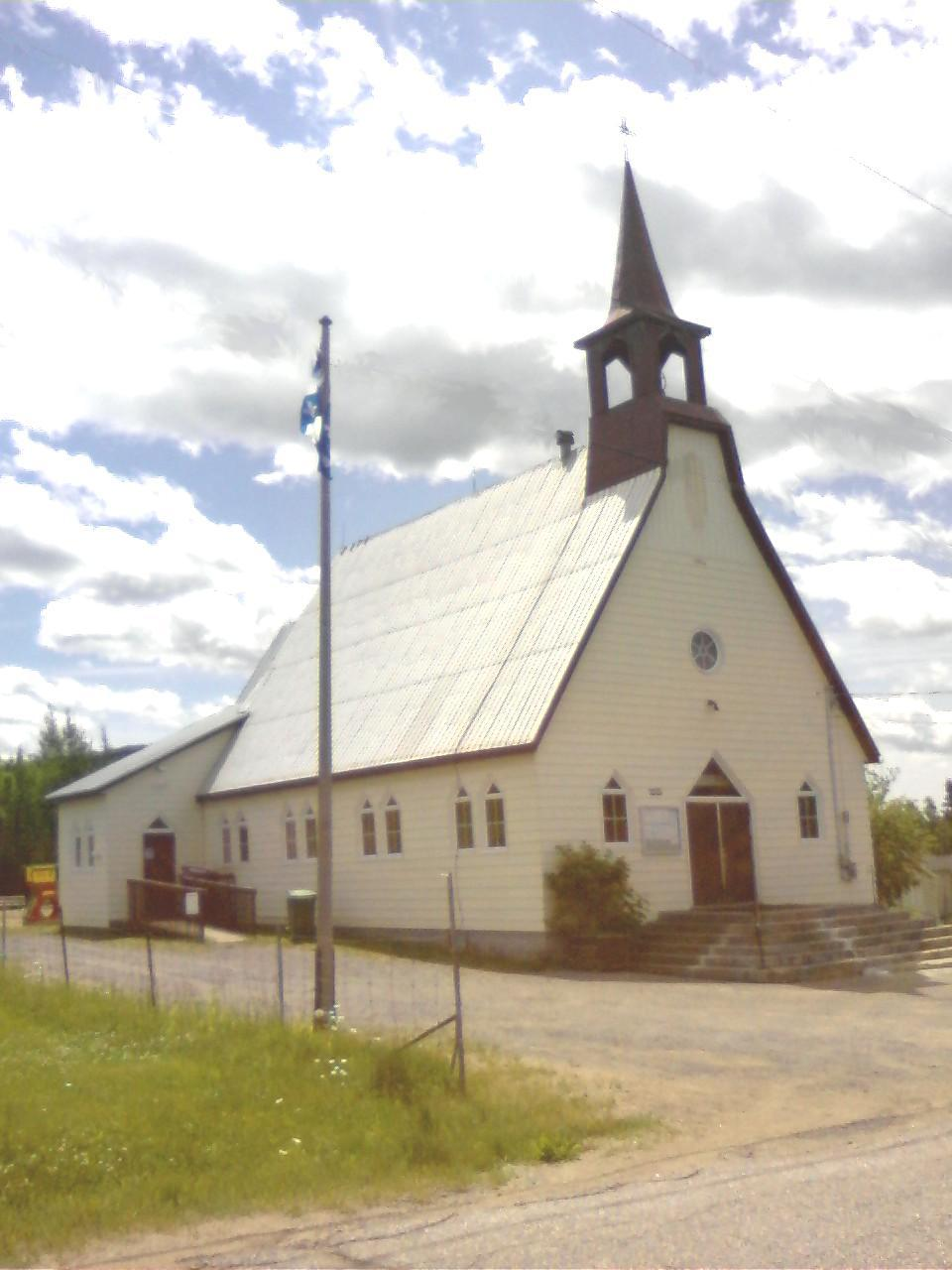
Chapelle catholique de St-Adolphe datant de 1944.
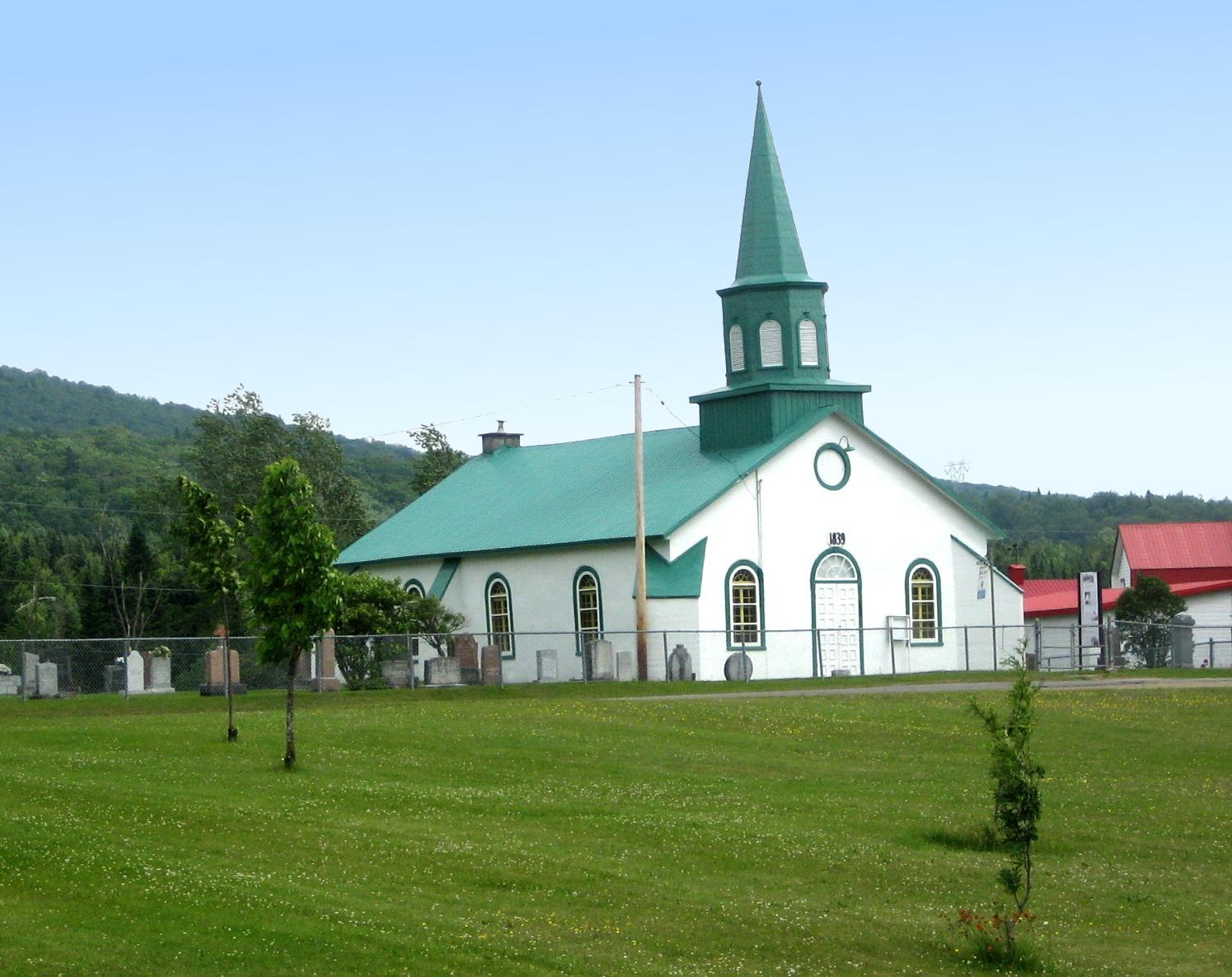
Église anglicanne St-Peter construite en 1839.
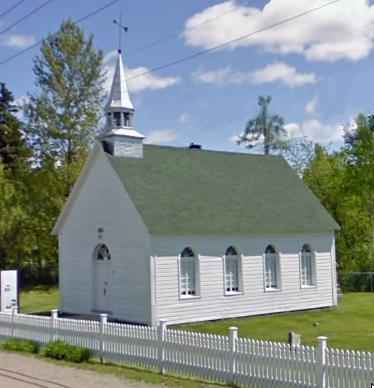
Chapelle presbytérienne Campbell Hall érigée en 1860.

Curés qui se sont succédé dans la paroisse St-Edmond de Stoneham:
- 1850-1858 Patrick Gabriel Clarke
- 1858-1862 François McDonell
- 1862-1868 Patrick Kelly
- 1868-1871 Anselme Boucher
- 1871-1873 Laurent Benoni Chabot
- 1873-1882 René-Edouard Casgrain
- 1882-1892 J.B. René Labbé
- 1892-1896 Siméon Jolicoeur
- 1896-1898 Mendoza-Philippe Bernard
- 1898-1902 Jules-Adrien Kirouac
- 1902-1910 Joseph-Emile Chamberland
- 1910-1915 Alfred Martel
- 1915-1929 Albert Labrecque
- 1929-1939 David Pettigrew
- 1939-1945 Lucien Villeneuve
- 1945-1969 Rosaire Croteau
- 1969-1981 Jean-Paul Gravel
- 1981-1992 Gilles Poulin
- 1992-1994 Raymond Gagné
- 1994-2002 Germain Grandmaison

À partir du 1er janvier 2003, la paroisse a été dissoute et intégrée à celle de Sainte-Marie-Des-Lacs.

## tourisme

### Tourisme automobile
Un tourisme de balade en automobile, vélo et motocyclette se développera bientôt, en particulier sur la route 371 à cause des magnifiques paysages de Tewkesbury, mais l'économie de la région en bénéficiera très peu.

### Attraits touristiques
En saison estivale, on trouvera un bureau d'information touristique au presbytère de l'église St-Edmond situé au 601 de la 1re avenue.

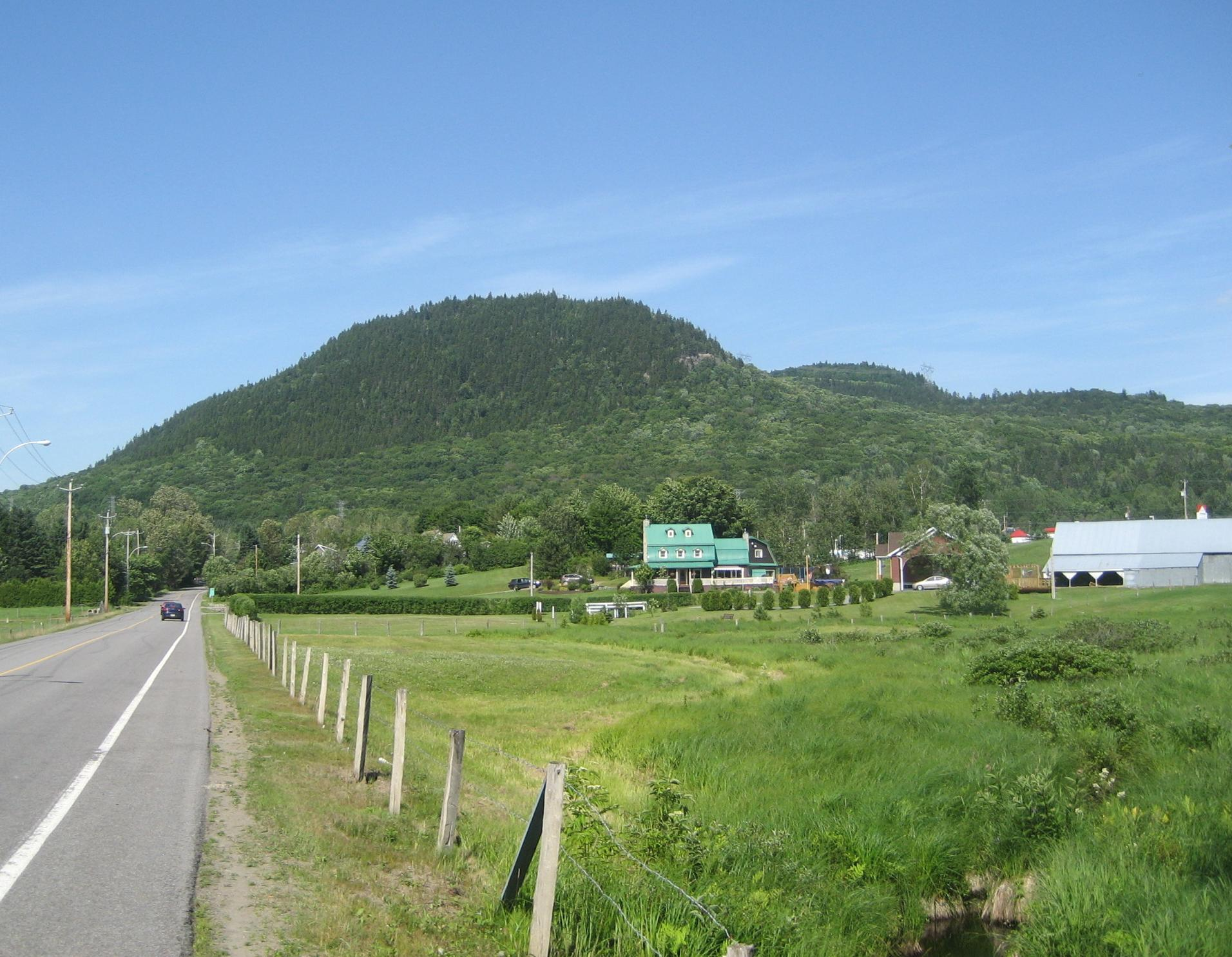
Le mont Wright vu de la rue Crawford.

Liste des principaux attraits touristiques :
- La Station touristique Stoneham
- Le Club de Golf Stoneham
- Le Club Nautique Lac-St-Charles
- Le Parc de la forêt ancienne du Mont Wright
- Le Parc naturel des Marais du Nord
- Le Centre de plein-air le Refuge
- Le Camping Stoneham
- Le Site culturel Huron-Wendat
- Porte d'entrée de la réserve faunique des Laurentides et du parc national de la Jacques-Cartier

### Organismes
Organismes œuvrant dans la municipalité grâce au bénévolat de plusieurs résidents :
- Alpha Stoneham
- Amis du mont Wright
- Association chasse et pêche de Stoneham
- Association de baseball de la Haute St-Charles
- Association des citoyens et citoyennes de Tewkesbury
- Association des propriétaires des Trois-Lacs de Stoneham
- Association féminine des Cantons-Unis

- Bibliothèque Jean-Luc Grondin
- Campbell Hall
- Cantons'Active
- Cantons Culture
- Club de l’âge d’or de Stoneham

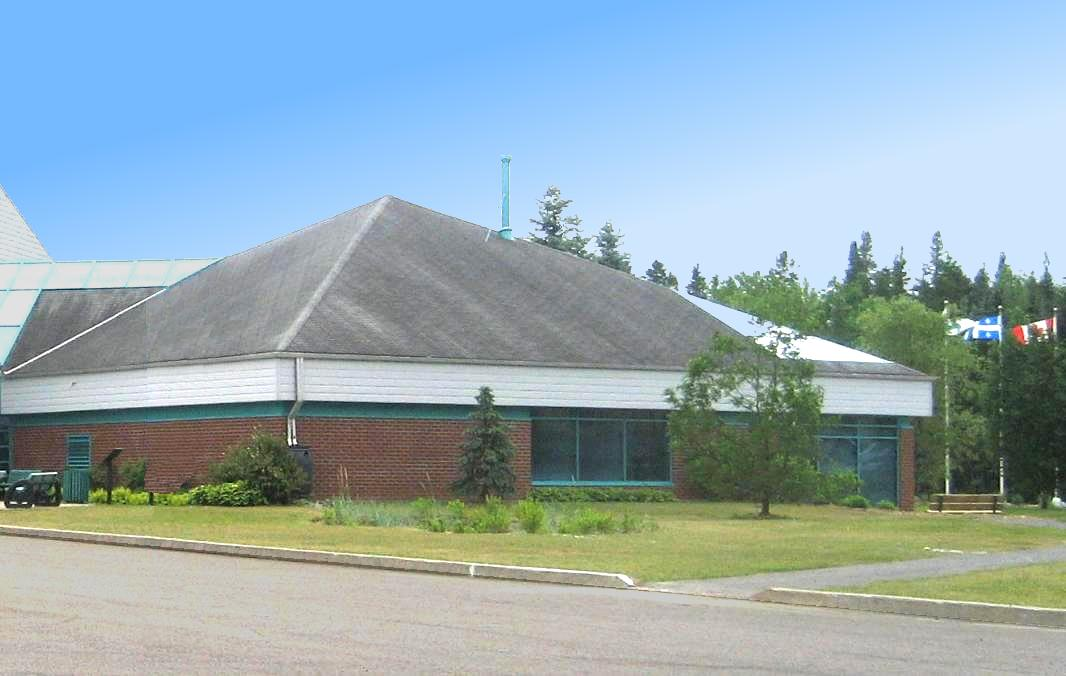
Bibliothèque Jean-Luc Grondin.

- Club de soccer de la Haute St-Charles
- Club Fadoq des Cantons-Unis
- Cœur ouvert
- Comité consultatif d’urbanisme
- Comité d’embellissement
- Comité des loisirs de Tewkesbury
- Coopérative des loisirs de Vertmont-sur-le-Lac
- Corporation de développement socio-économique de St-Adolphe
- Maison des jeunes L’Atôme
- Mouvement d’entraide de Stoneham-et-Tewkesbury
- OMH Stoneham - Villa des Trois Hameaux

- Paroisse Ste-Marie-des-Lacs
- Pétanque Stoneham
- Pétanque Tewkesbury

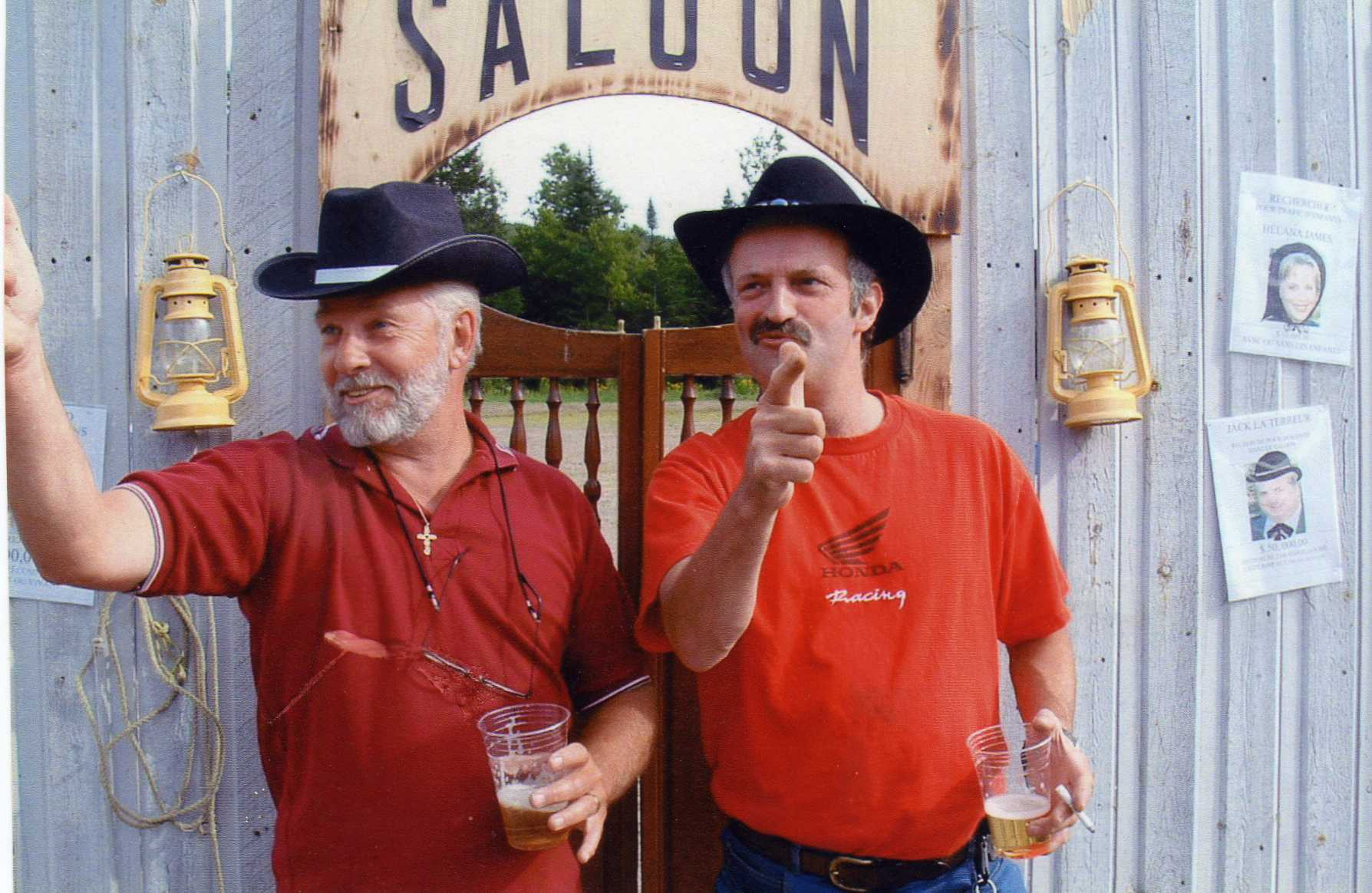
La Virée Country en 2005

- Société d’histoire de Stoneham-et-Tewkesbury
- Soutien jeunesse Serge Barthelet
- Stoneham Fifty-Plus Club
- St-Peter’s Anglican Church

### Événements annuels

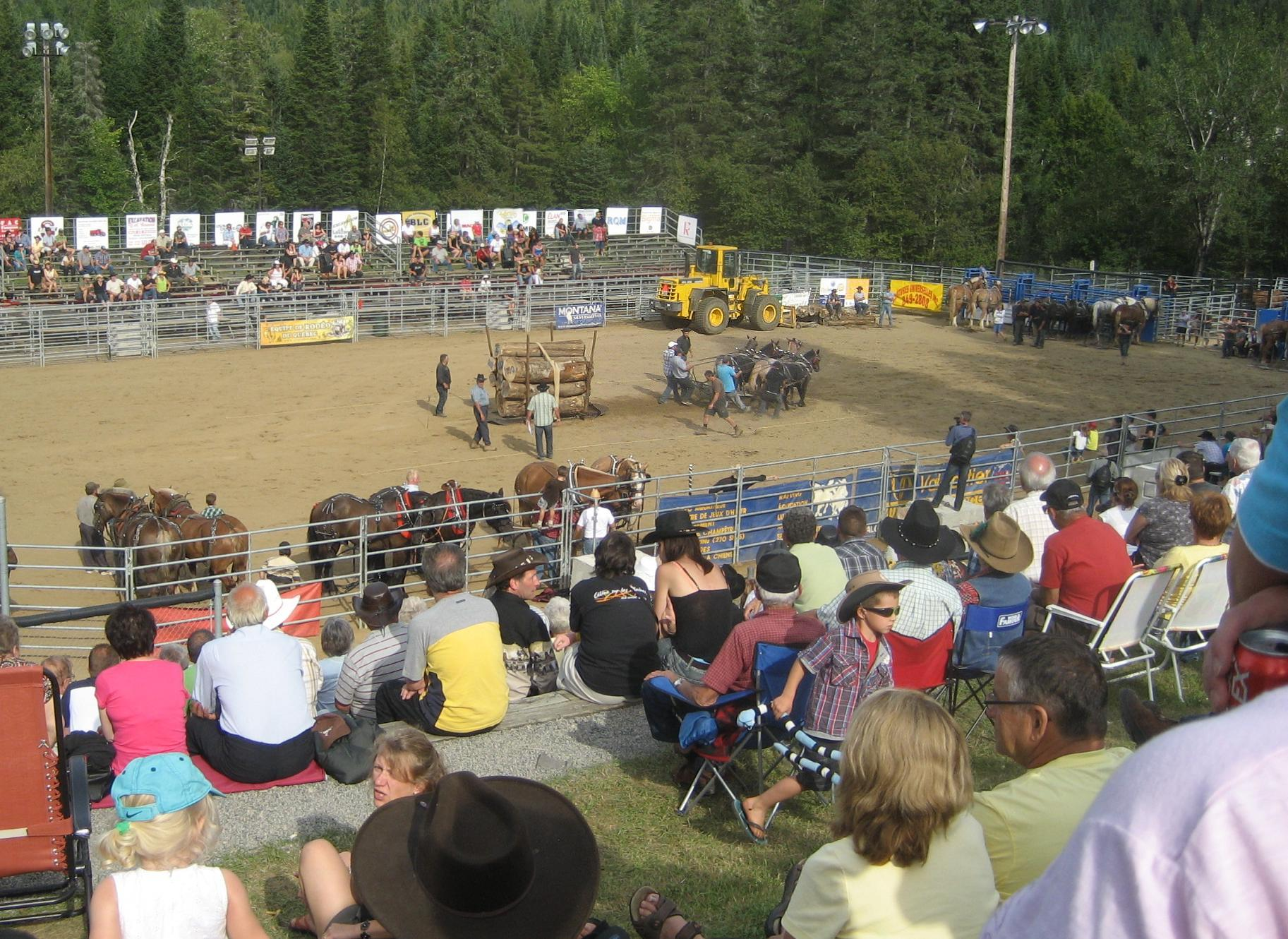
Tire de chevaux à la virée de 2010

En plus des nombreuses fêtes de quartiers et de la fête des voisins, se tient à Stoneham plusieurs événements annuels qui attirent de nombreux touristes :
- Le festival de sculptures : Magie sur neige (en janvier)
- Western Stoneham (en juin)
- La Virée Country (en août)
- Le festival Artsmonie d'Automne (fin septembre-début octobre)
- Marché public (les mercredis de juillet à septembre)

### Événements sportifs
- Snowbord Jamboree (mars, planche à neige)
- Snowcross de Québec (avril, motoneiges modifiées)
- Maîtres cyclistes (mai et juin)
- Festival JC Open (juin, Kayak)
- Raid Pierre-Harvey (juillet, vélo de montagne[16])

## Galerie de photographies

Stoneham au fil des saisons
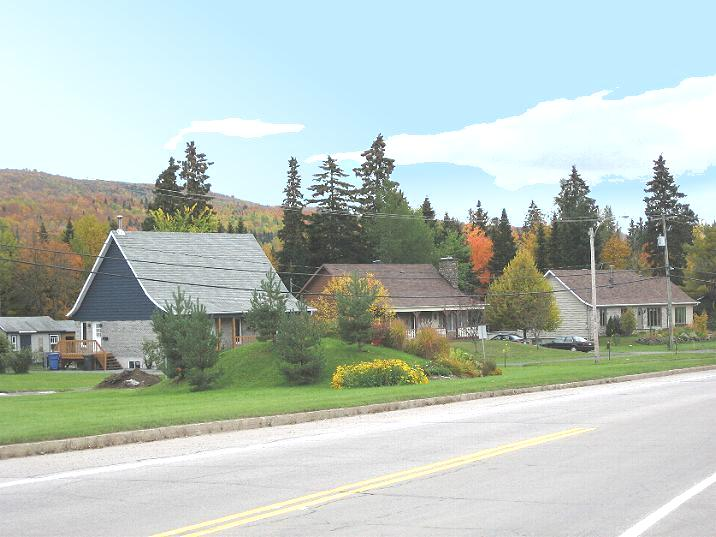
L'automne sur la première avenue.
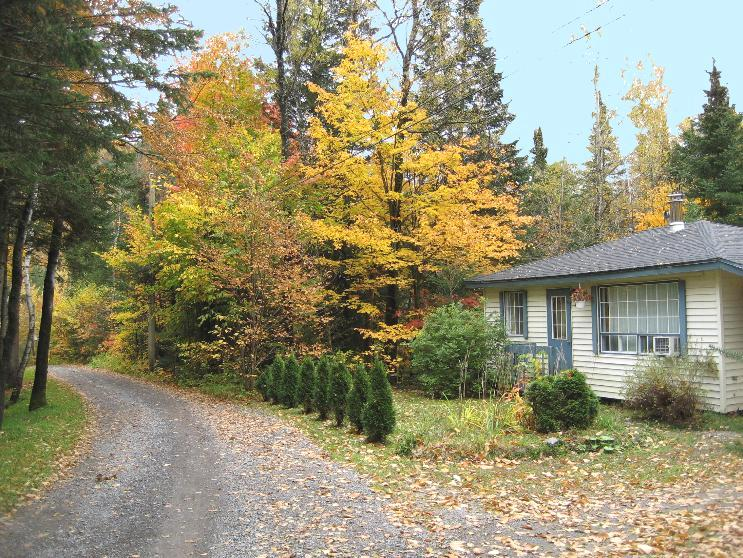
Un petit chalet en automne.
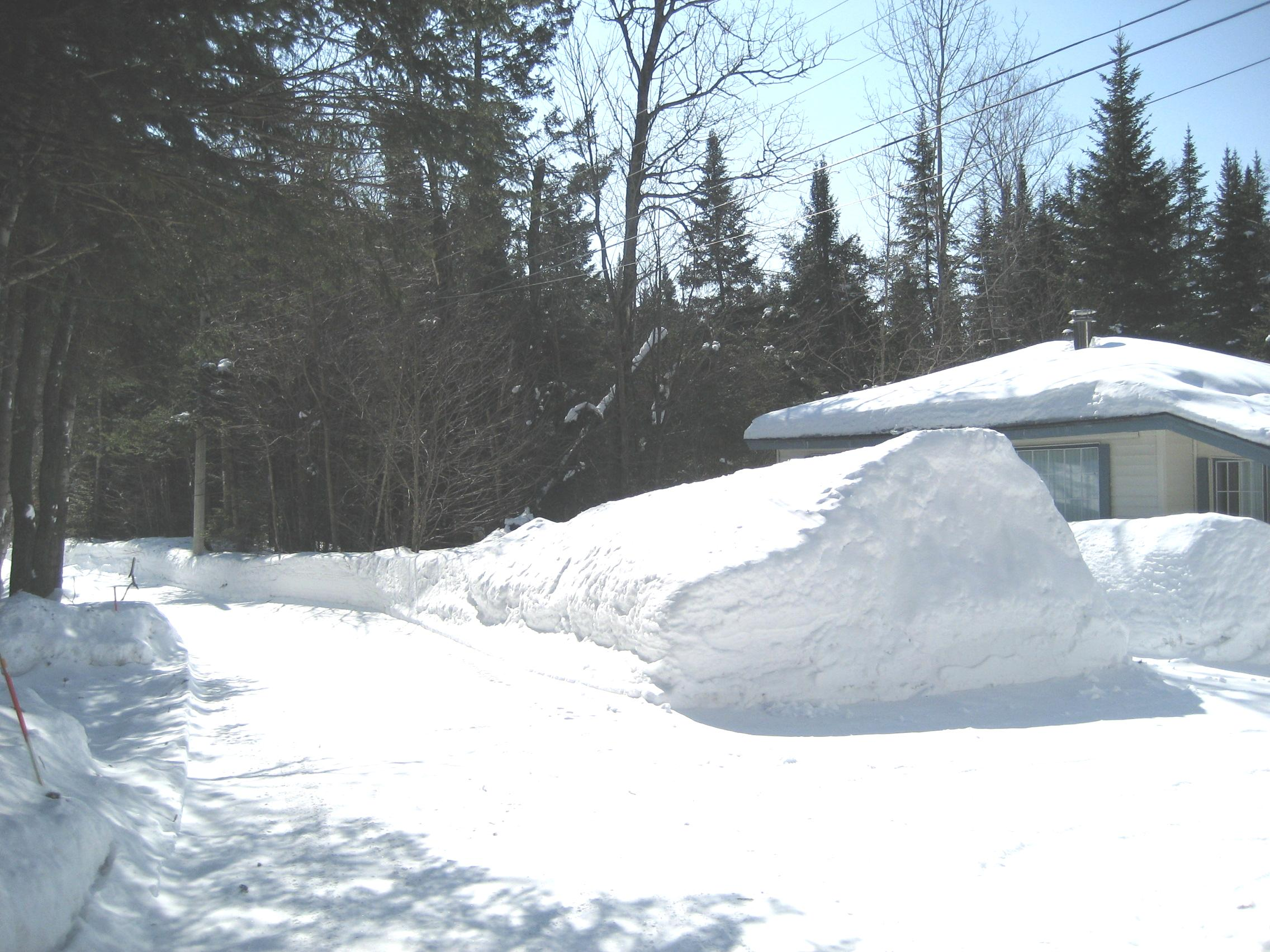
Le même chalet au printemps.
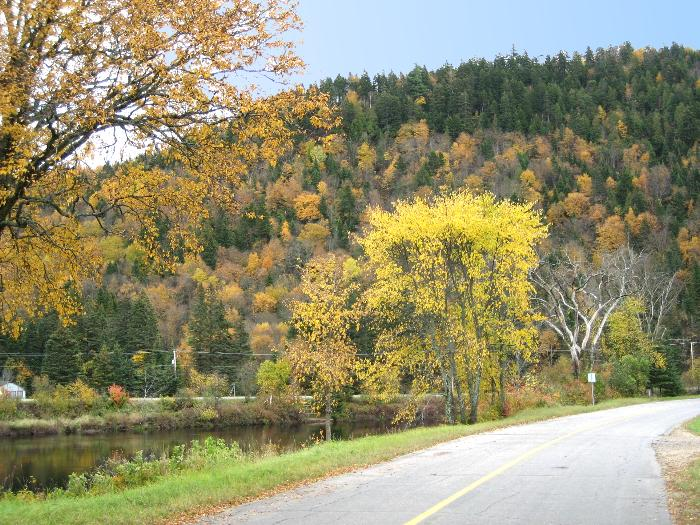
Aux abords de la Jacques-Cartier.
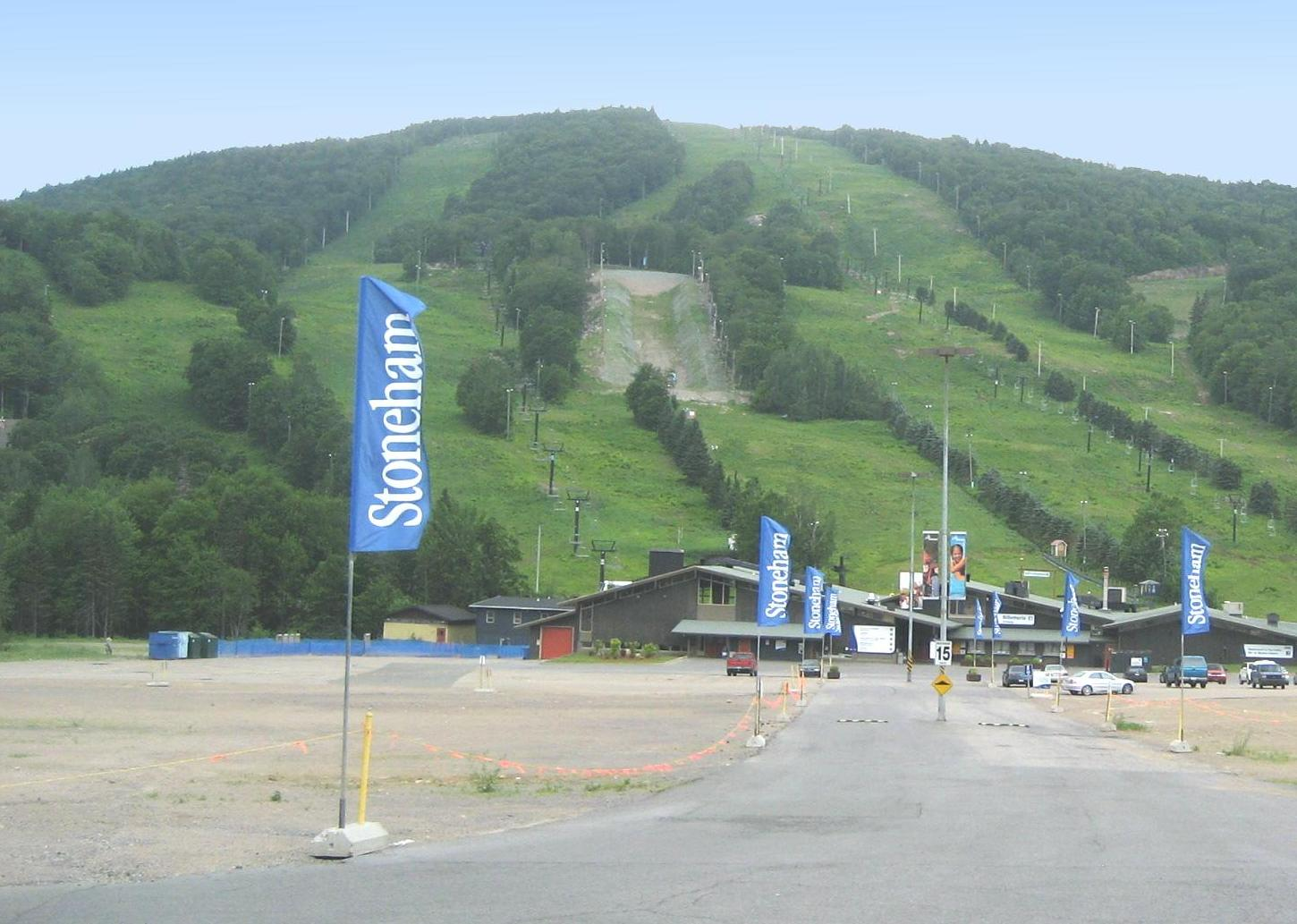
Le centre de ski en été.
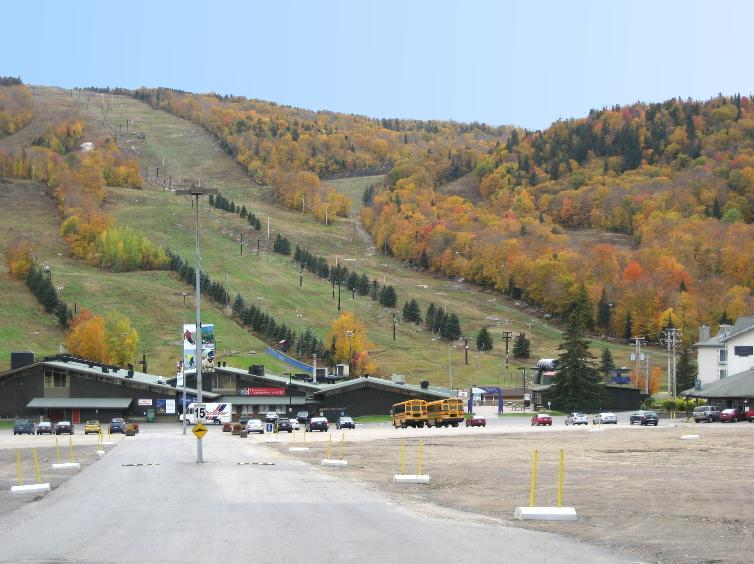
Le centre de ski en automne.
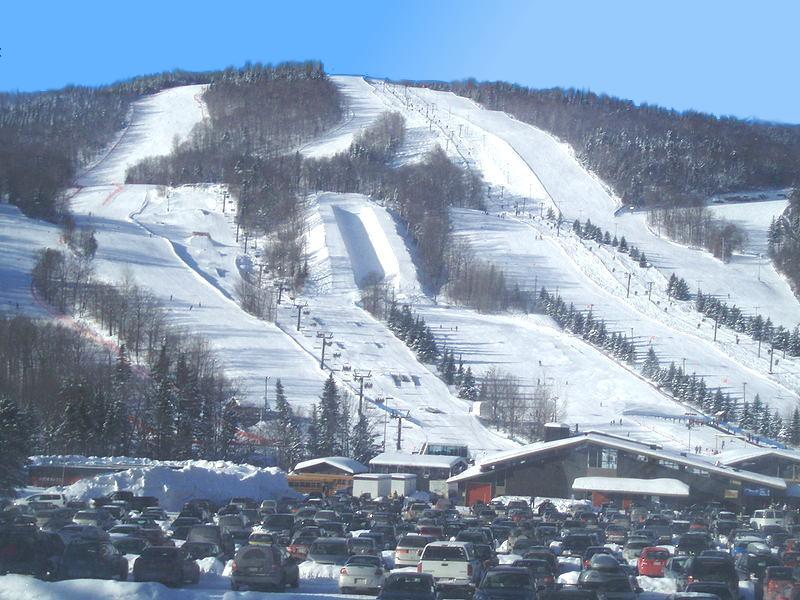
Le centre de ski en hiver.
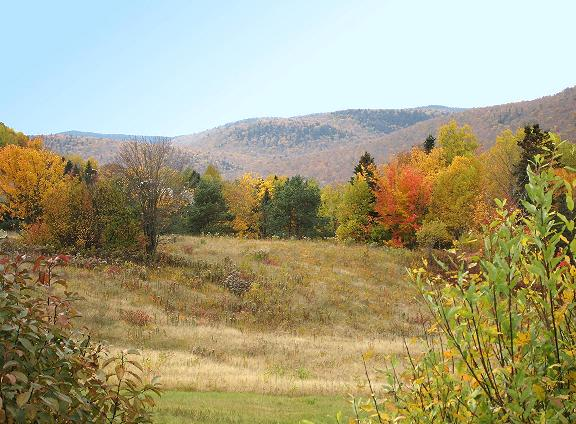
Forêt automnale à Tewkesbury.
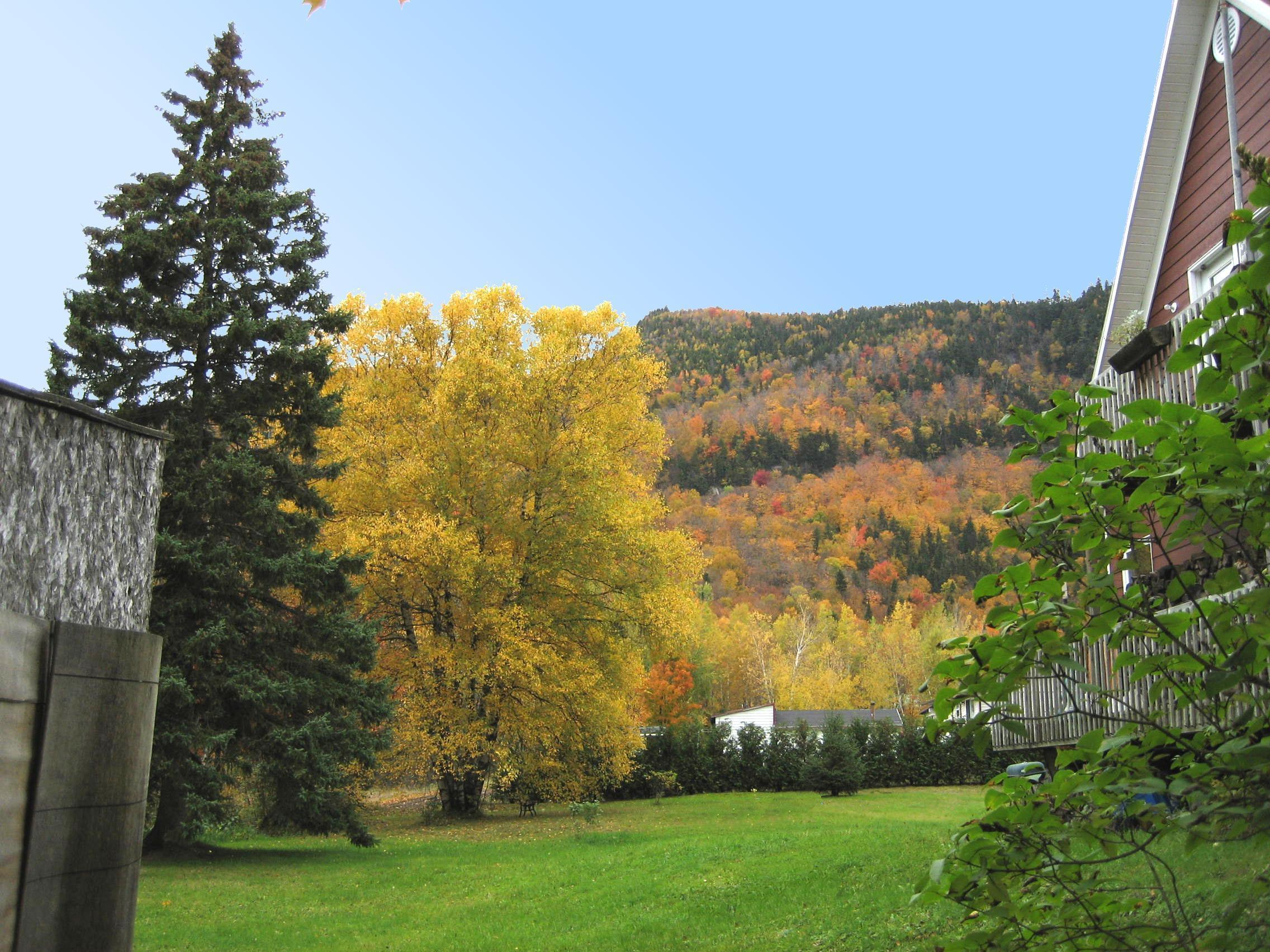
Mont Hibou vu de la 1re avenue.
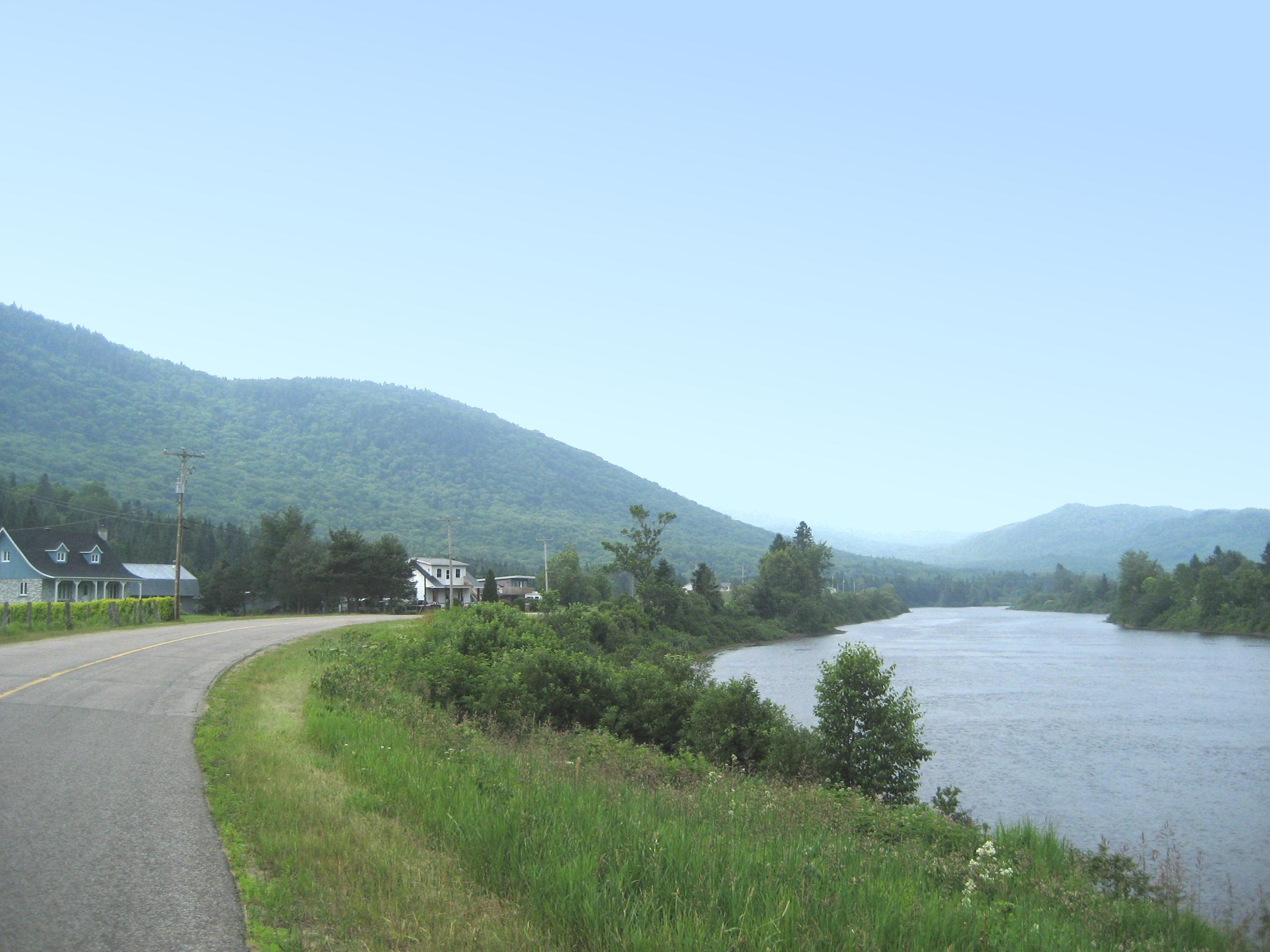
Chemin Jacques-Cartier Nord à Tewkesbury.
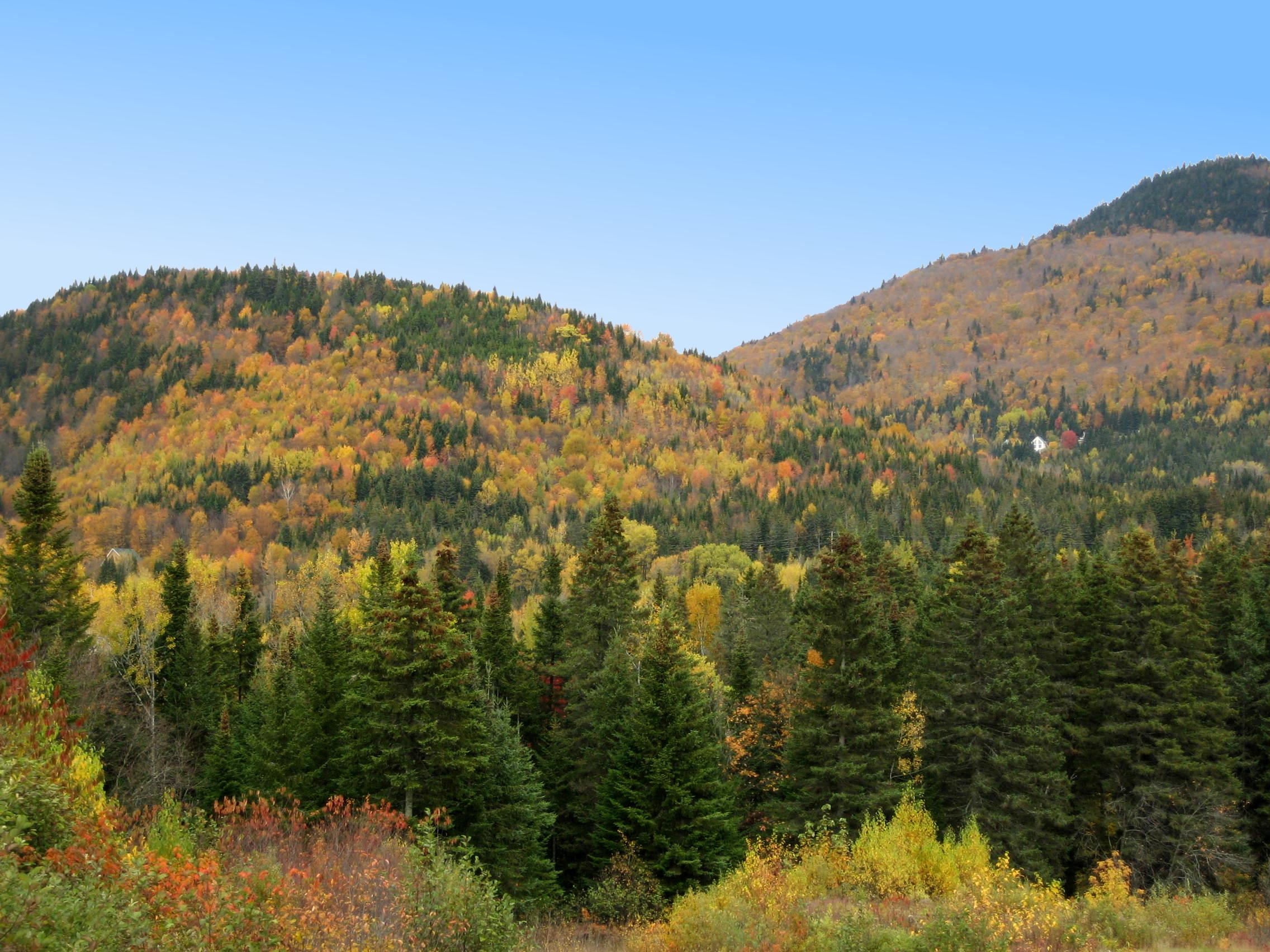
Montagnes de St-Adolphe en automne.
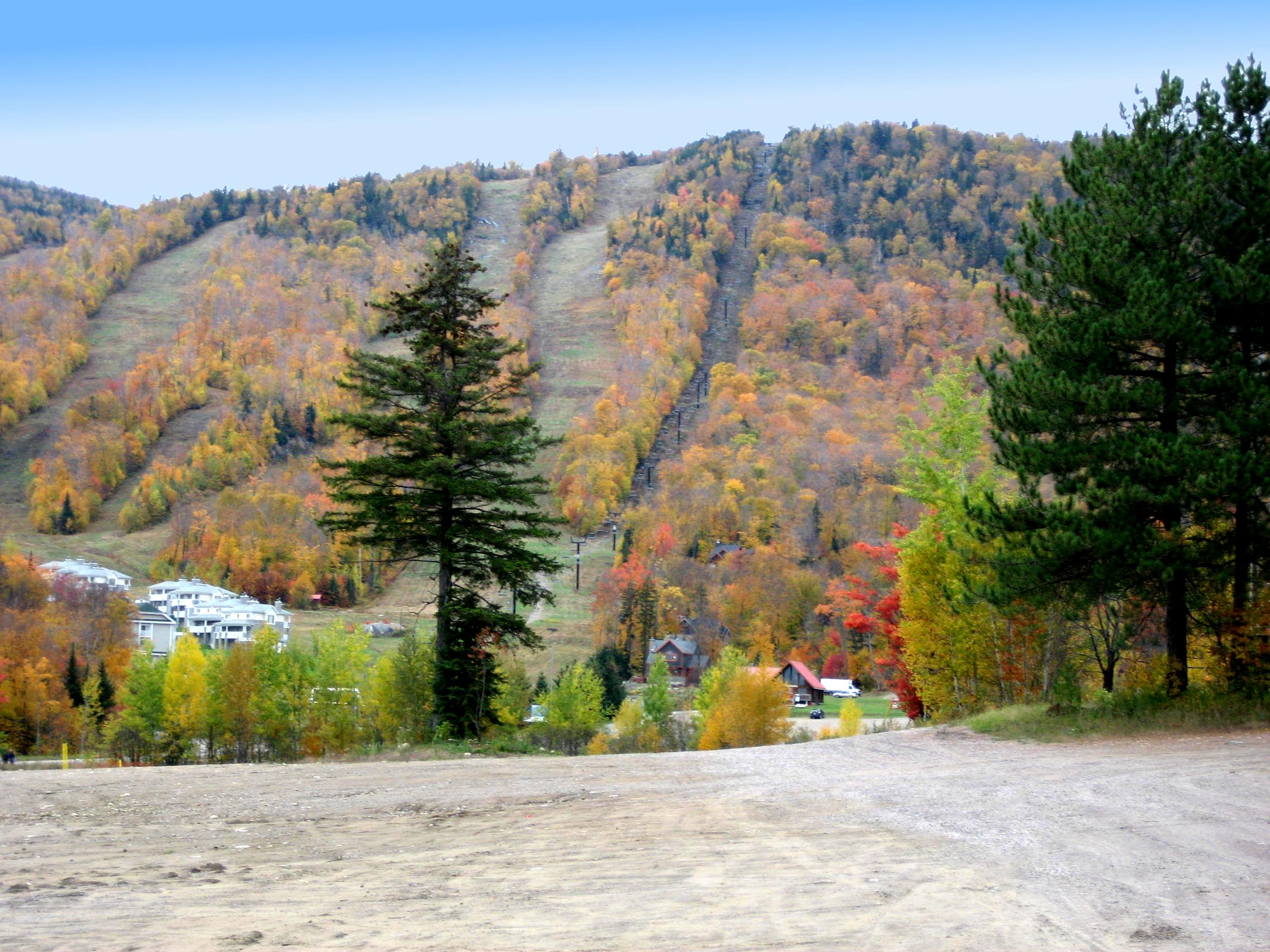
L'automne au centre de ski.
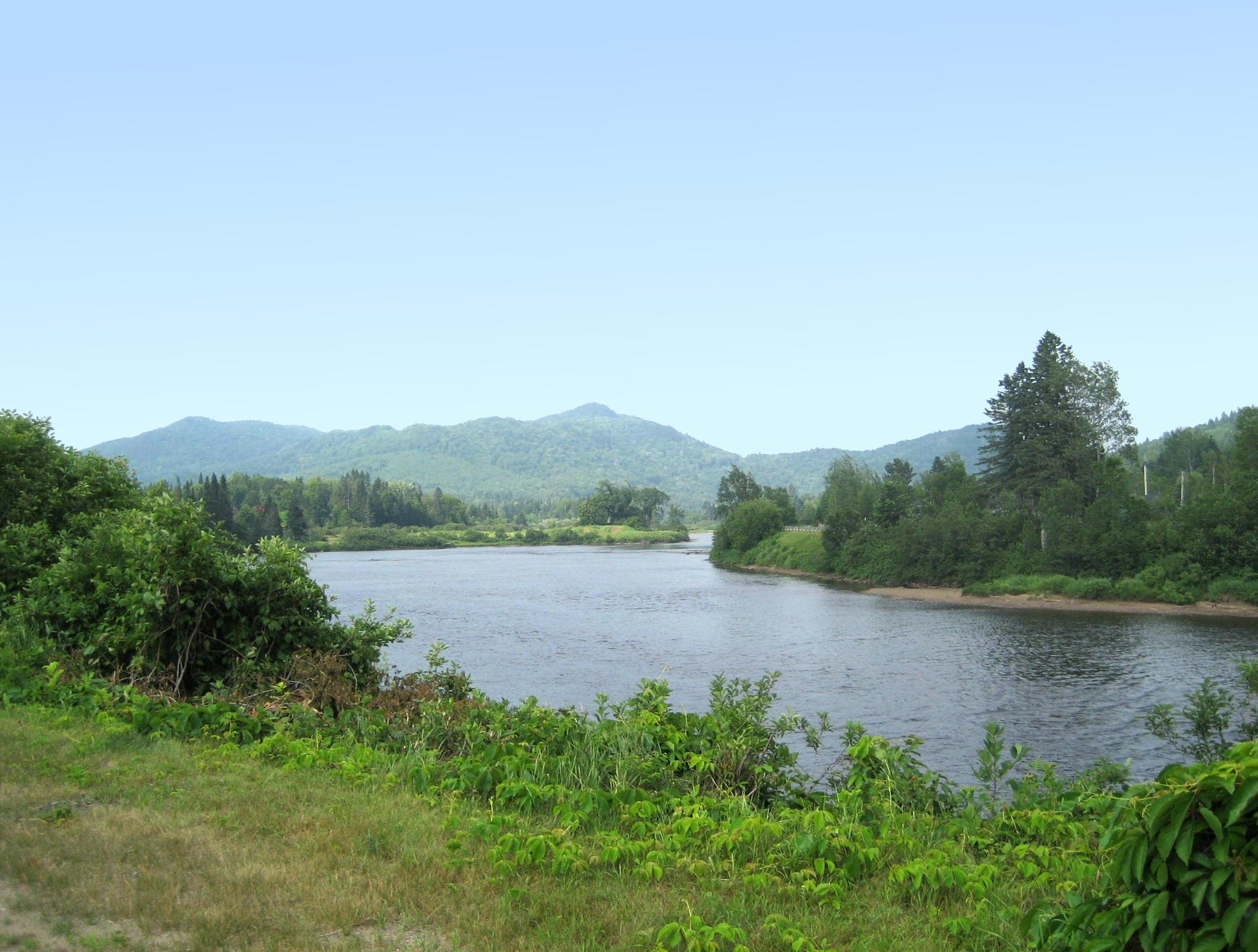
Rivière Jacques-Cartier
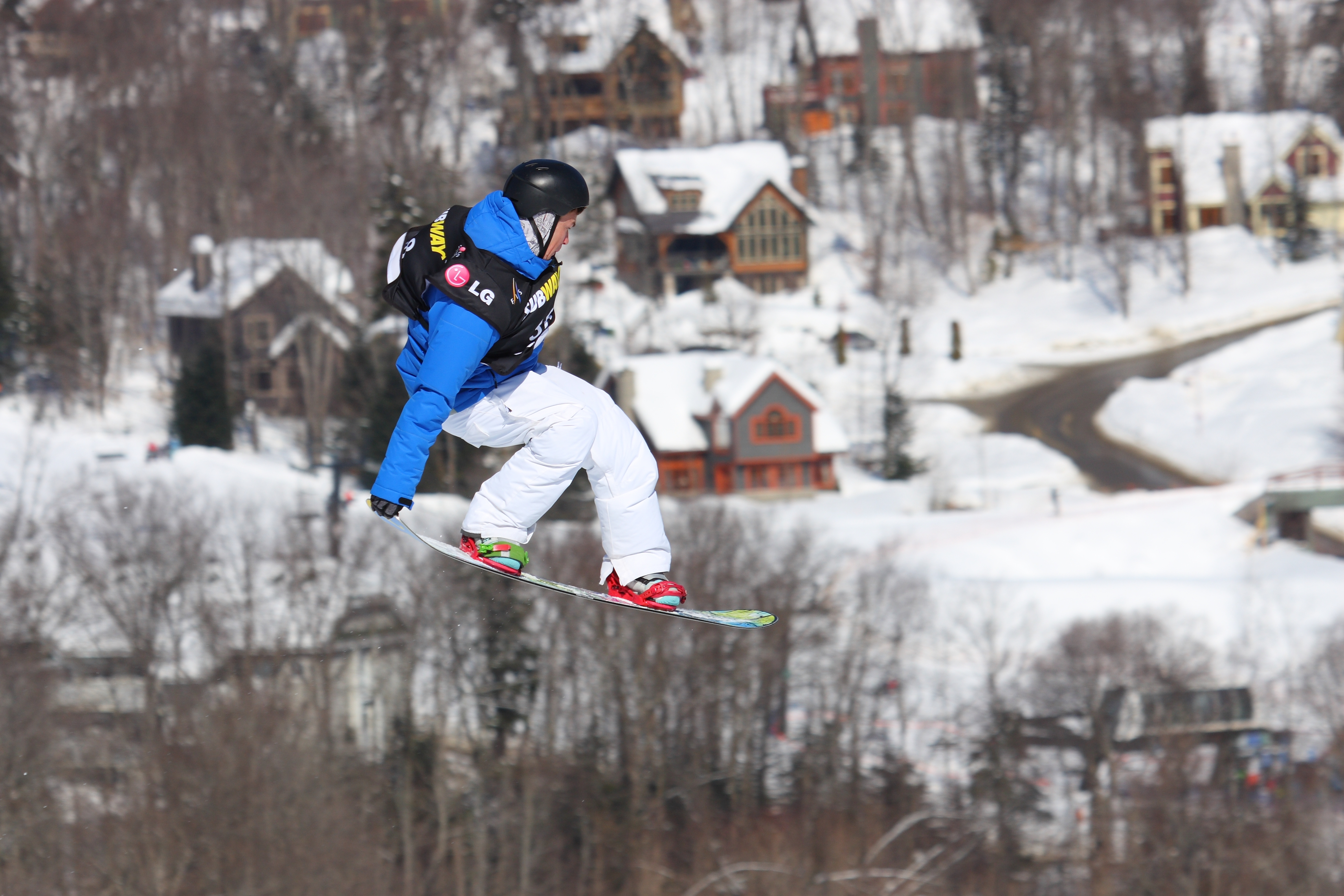
Coupe du monde LG/FIS de slopestyle 2012